# Израиль
Изра́иль (ивр. יִשְׂרָאֵל‎, араб. إِسْرَائِيل‎), официально: Госуда́рство Изра́иль (ивр. מְדִינַת יִשְׂרָאֵל‎ Медина́т Исраэ́ль, араб. دَوْلَة إِسْرَائِيل‎ Даула́т Исра’и́ль) — государство на Ближнем Востоке. Население на 31 декабря 2024 года — 10,027 млн человек; территория — 22 072 км². Занимает 92-е место в мире по численности населения и 148-е по территории.
Расположен на Ближнем Востоке, у восточного побережья Средиземного моря. На севере граничит с Ливаном, на северо-востоке — с Сирией, на востоке — с Иорданией и территорией Западного берега реки Иордан, на юго-западе — с Египтом и сектором Газа. Столица — Иерусалим. Подразделяется на 6 административных округов.
Государственный язык — иврит; арабский язык обладает особым статусом.
Унитарная парламентская республика. Не имеет кодифицированной конституции, роль некодифицированной исполняют 14 основных законов.
Постиндустриальная страна с развитой экономикой. Объём номинального ВВП на 2024 год составил 528 миллиардов долларов США (53,1 тысячи долларов США на душу населения). В списке стран по индексу развития человеческого потенциала находится на 26-м месте в мире: индекс 0,915. Денежная единица — новый израильский шекель.
Декларация независимости Израиля была провозглашена 14 мая 1948 года (5 ияра 5708 года) на основании резолюции Генеральной Ассамблеи ООН № 181, принятой 29 ноября 1947 года. Согласно Декларации независимости и одному из основных законов, Израиль является еврейским государством — национальным государством еврейского народа; тот же подход присутствует в академической среде. В то же время Израиль является многонациональным и демократическим государством, где, наряду с евреями, равные права перед законом имеют и все прочие этнические и религиозные группы. Страна отличается значительным этнокультурным разнообразием; основное её население евреи, которые с другими нацменьшинствами кроме арабов составляют 7,707 млн (76,9 %), крупнейшее меньшинство — арабы, численность которых 2,104 млн (21,0 %), иностранцев в стране 0,216 млн (2,1 %).
Земля Израиля (Эрец-Исраэль) является исторической родиной еврейского народа, связь с которой сохраняется в течение всей истории евреев. Религиозное мировоззрение еврейского народа основывается на мессианстве, вере в избавление человечества и возвращение евреев в Эрец-Исраэль.

## Этимология
Первое в истории упоминание слова «Израиль» обнаружено на стеле Мернептаха на территории Древнего Египта (конец XIII века до н. э.) и относится к народу, а не к стране.
На протяжении последних трёх тысячелетий слово «Израиль» (Исраэ́ль) обозначало как Землю Израиля (ивр. אֶרֶץ יִשְׂרָאֵל‎, Э́рец-Исраэ́ль), так и весь еврейский народ. Источником этого названия служит Книга Бытия, где праотец Иаков после борьбы с Богом получает имя Израиль: «И сказал: как имя твоё? Он сказал: Иаков. И сказал [ему]: отныне имя тебе будет не Иаков, а Израиль, ибо ты боролся с Богом, и человеков одолевать будешь» (Быт. 32:27, 28). Толкователи расходятся в определении значения этого слова. По одной версии, это имя происходит от глагола сара (управлять, быть сильным, иметь власть, данную свыше), таким образом образуя слово, означающее «Имеющий власть над силами». Другие возможные значения — «Принц Божий» или «Борьба/сражение Бога». Впоследствии еврейский народ, произошедший от Иакова, стал называться «Дети Израиля», «Народ Израиля» или «израильтяне».
В русском языке — из др.-рус. и ст.‑слав. Из(д)раиль , которое, в свою очередь, — из греч. 'Ισραήλ. Др.-русск. израильтяне (Пересветов и др.), ст.‑слав. израилитѣне (Супрасльская рукопись) преобразовано из греч. ᾽Ισραηλῖται.
Современное государство было названо «Медина́т Исраэ́ль» (ивр. מדינת ישראל‎, англ. State of Israel — «Государство Израиль»). Рассматривались также и другие названия: Э́рец Исраэ́ль («Земля Израиля»), Сион, Иудея. В первые недели независимости правительство нового государства для обозначения граждан страны выбрало слово «израильтяне» (ישראלים‎ — исраэли́м). Впервые оно было упомянуто официально в выступлении первого министра иностранных дел Израиля, Моше Шарета.

## Физико-географическая характеристика

### Географическое положение
Израиль расположен на юго-западе Азии, с запада омывается Средиземным морем, на юге выходит к заливу Акаба Красного моря, на севере и северо-востоке граничит, соответственно, с Ливаном и Сирией, на юго-западе — с Египтом, на востоке — с Иорданией. Часть международно признанной границы проходит по реке Иордан и по Зелёной черте 1949 года.

Политическая карта

Израиль, вследствие различных факторов, воздерживается от официального определения своих границ; ряд израильских юристов считает, что территория вообще не является обязательным элементом государства.
Существует несколько вариантов определения территории Израиля:
- Резолюция Генеральной Ассамблеи ООН № 181/11 от 29 ноября 1947 года, которая не была признана арабскими странами и не была ими выполнена. Документ предусматривал включение в еврейское государство Восточной Галилеи, Изреельской долины, большей части приморской равнины, пустыни Негев; в арабское государство — Западной Галилеи, гор Иудеи и Самарии (за исключением Иерусалима), части приморской равнины от Ашдода до границы с Египтом. Иерусалим и Вифлеем должны были стать территориями под международным контролем[16]. Площадь еврейского государства, определённая этим решением Генеральной Ассамблеи, равна 14 тыс. км²[19][20], или 14,1 тыс. км²[21][22][23].
- Суверенная территория Израиля, сложившаяся в результате Войны за независимость 1949 года и признанная де-факто большинством стран мира[24], приблизительно равна 20 770 км².
- Территория, на которую позже был распространён суверенитет Израиля, включая Восточный Иерусалим и Голанские высоты, равна 22 072 км²[25].
- Территория, контролируемая Израилем в настоящее время, включая земли под управлением Палестинской национальной администрации (ПНА) на Западном берегу реки Иордан, занятые во время Шестидневной войны, составляет 28 177 км²[26].

2 % территории Израиля заняты водой (440 км²).

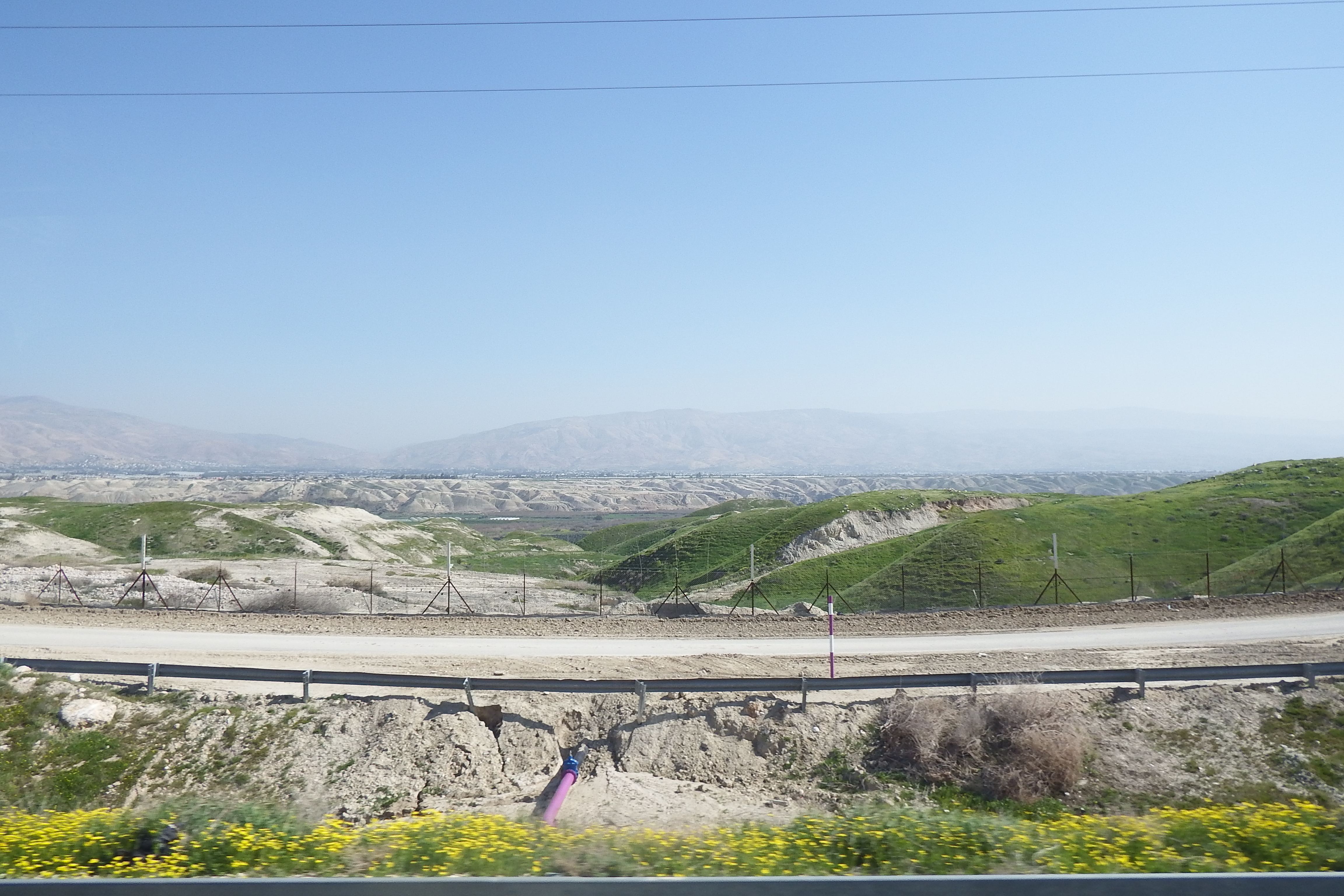
Граница Израиля с Иорданией в долине реки Иордан

Египетско-израильская граница установлена по границе подмандатной территории Палестины и закреплена договором от 26 марта 1979 года. Иорданско-израильская граница зафиксирована Израильско-иорданским мирным договором от 26 октября 1994 года по линии границы между подмандатной территорией Палестины и Эмиратом Трансиорданией с некоторыми незначительными отличиями.
Израиль не имеет официальных границ с Ливаном и Сирией. Признанная ООН «голубая линия» разделяет Израиль и Ливан. Территория Фермы Шебаа является спорной. Роль границы между Израилем и Сирией играет «линия прекращения огня», установленная по окончании войны Судного дня (1973). Вдоль этой линии ООН создала буферную зону.

### Геология и рельеф

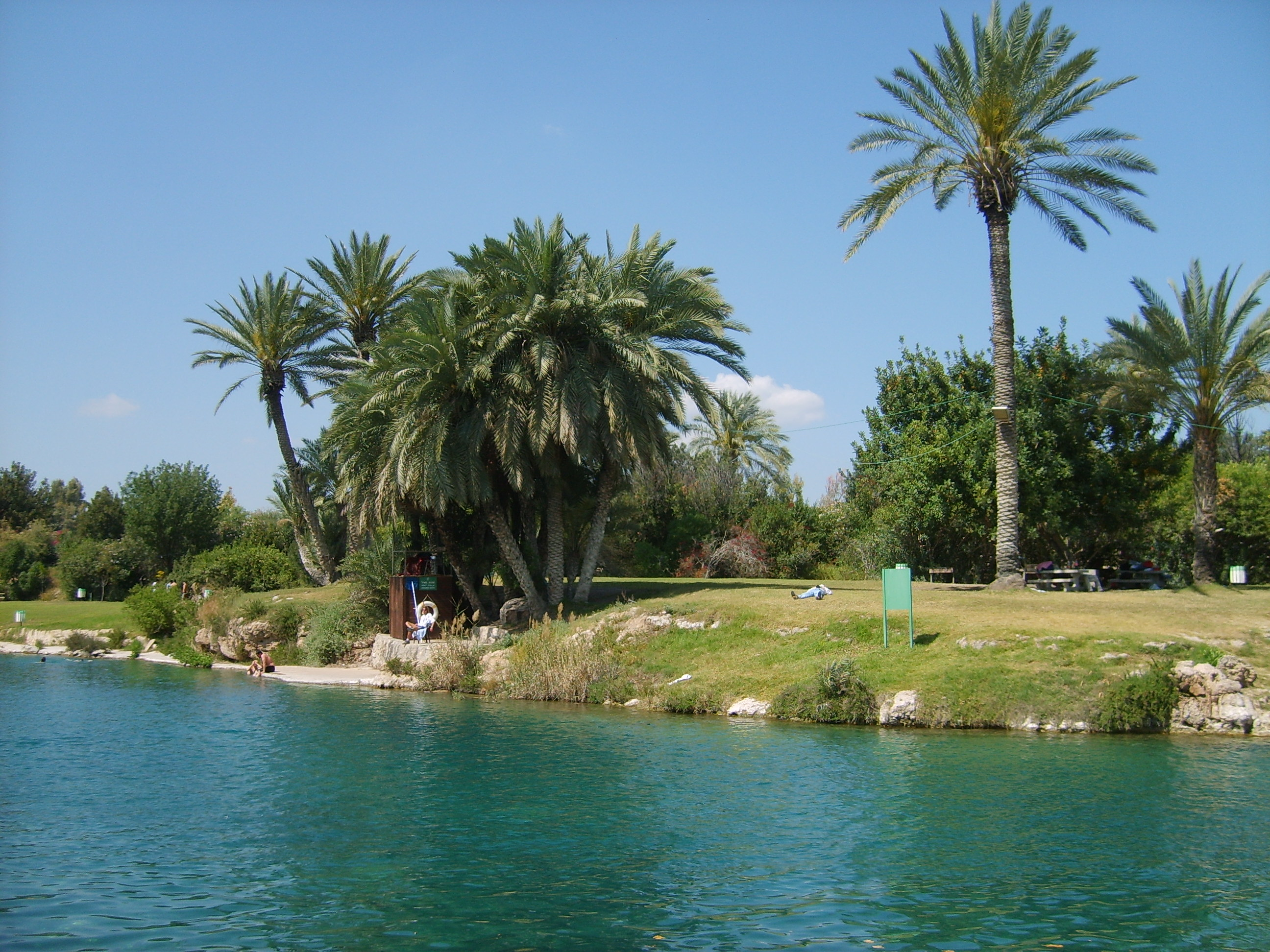
Национальный парк «Ган Ха-Шлоша» (Сахне)

Топографически территория Израиля может быть разделена на четыре зоны:
- Прибрежную равнину шириной от 1 до 32 км[16] с ровной береговой линией Средиземного моря, на севере осложнённой мысом Кармель и Хайфским заливом[30];
- горы и холмы Галилеи (в том числе кряж Кармель, вытянувшийся на юго-восток от Хайфы и высшую точку Галилейских гор — вершину Мерон), Иудеи и Самарии;
- рифтовую Иорданскую долину, включающую самое низкое место на суше (403 м ниже уровня моря);
- плато Негев.

Засушливое известняковое плато Негев занимает всю территорию Израиля к югу от Иудейской пустыни (между Иерусалимом и Мёртвым морем), вплоть до побережья залива Акаба. Это плато характеризуют различные формы аридной денудации и эрозии пород. Для Израиля и Синайского полуострова уникальны кратеры («махтешим»), или «эрозионные цирки». Расположенный в Негеве кратер Рамон — самый большой в мире кратер этого рода длиной 38 км, шириной 6 км и глубиной 450 метров.

#### Полезные ископаемые

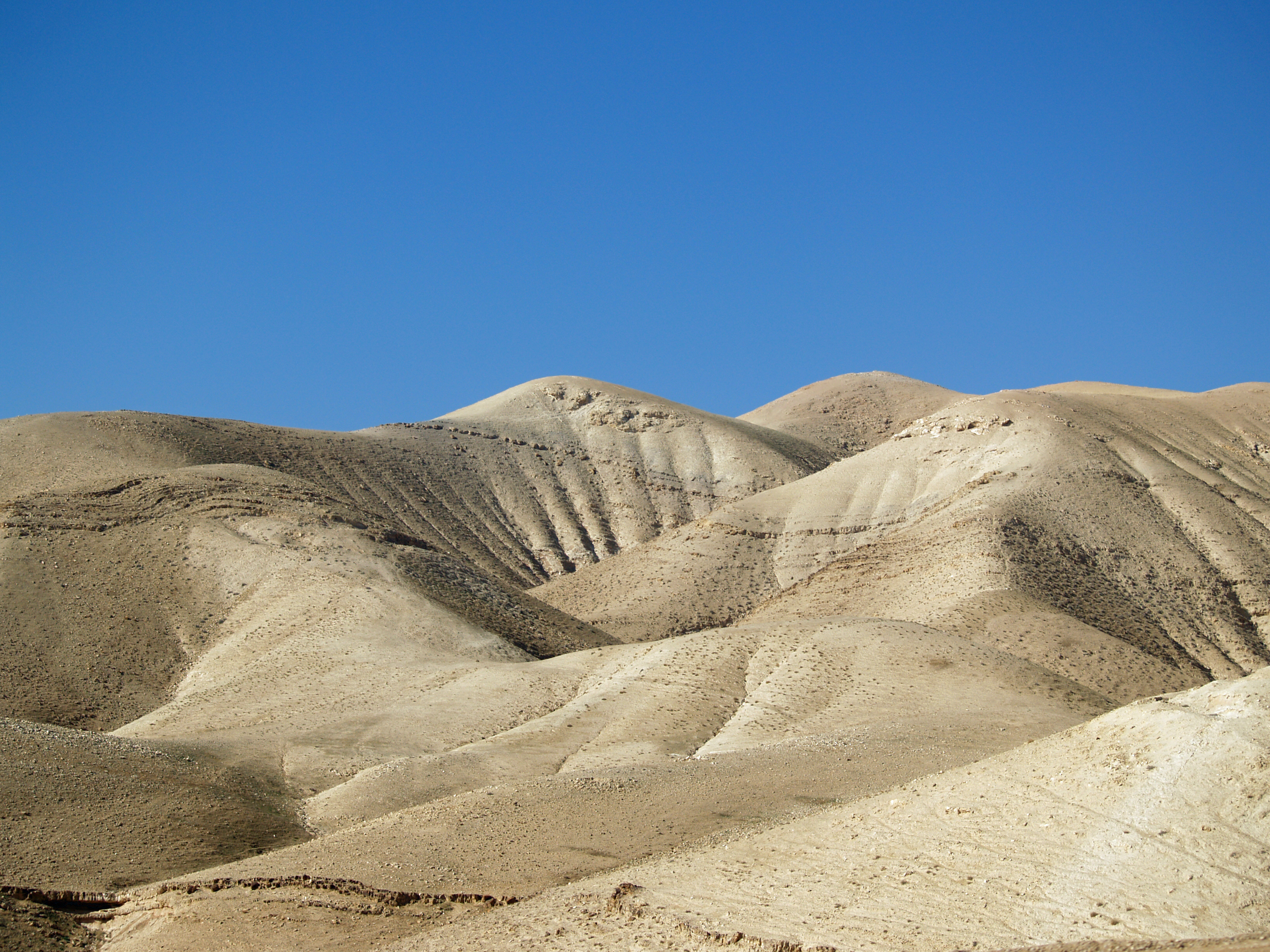
Холмы Иудеи

До 2000-х годов считалось, что Израиль не отличается богатством природных ресурсов. Однако открытые крупные месторождения природного газа и сланцевой нефти изменили эту оценку.
Перспективные ресурсы нефти Израиля (без учёта сланцевой) оцениваются в 4,2 млрд баррелей. Запасы сланцевой нефти оцениваются в 250 млрд баррелей, что сопоставимо с разведанными запасами нефти в Саудовской Аравии.
С 2008 года ведётся промышленная добыча шельфового природного газа, его суммарные разведанные запасы оцениваются в 1037 млрд м³.
В стране есть нерентабельные месторождения меди. Добываются фосфориты, сера, марганец, известняк, мрамор. В водах Мёртвого моря содержатся значительные количества калийной соли и брома.

### Климат

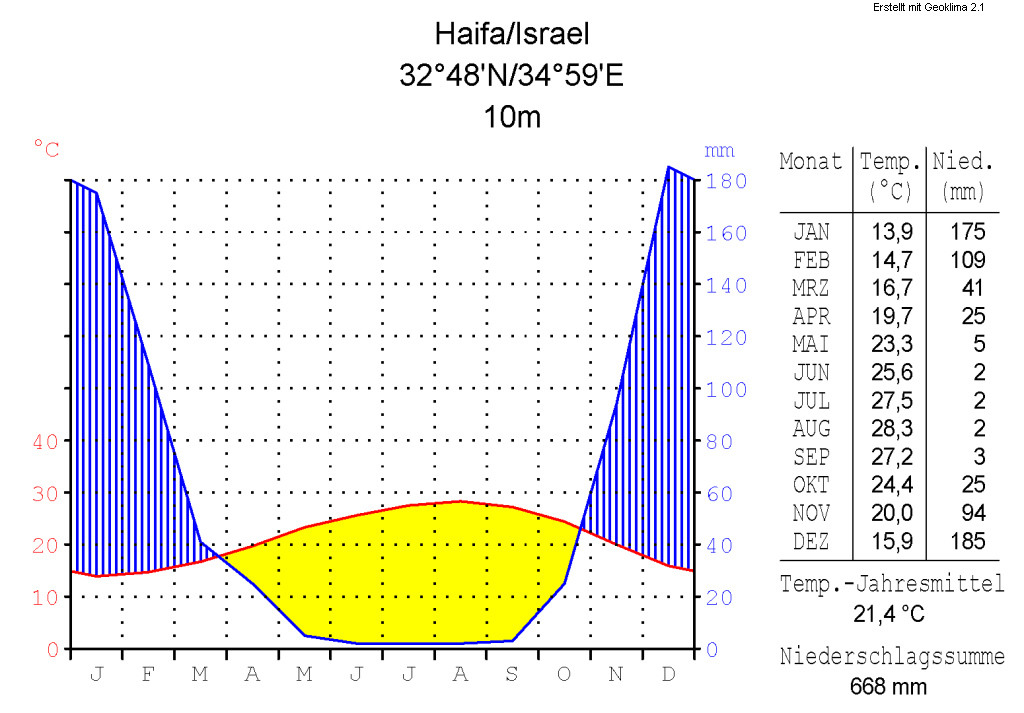
График средних температур и осадков в Хайфе
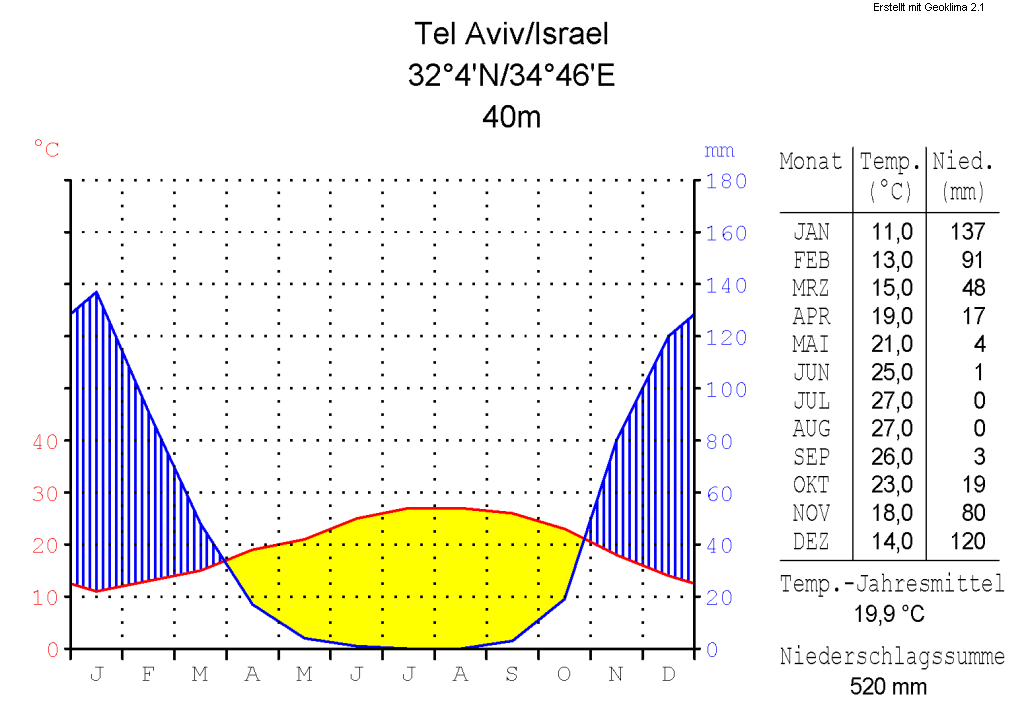
График средних температур и осадков в Тель-Авиве
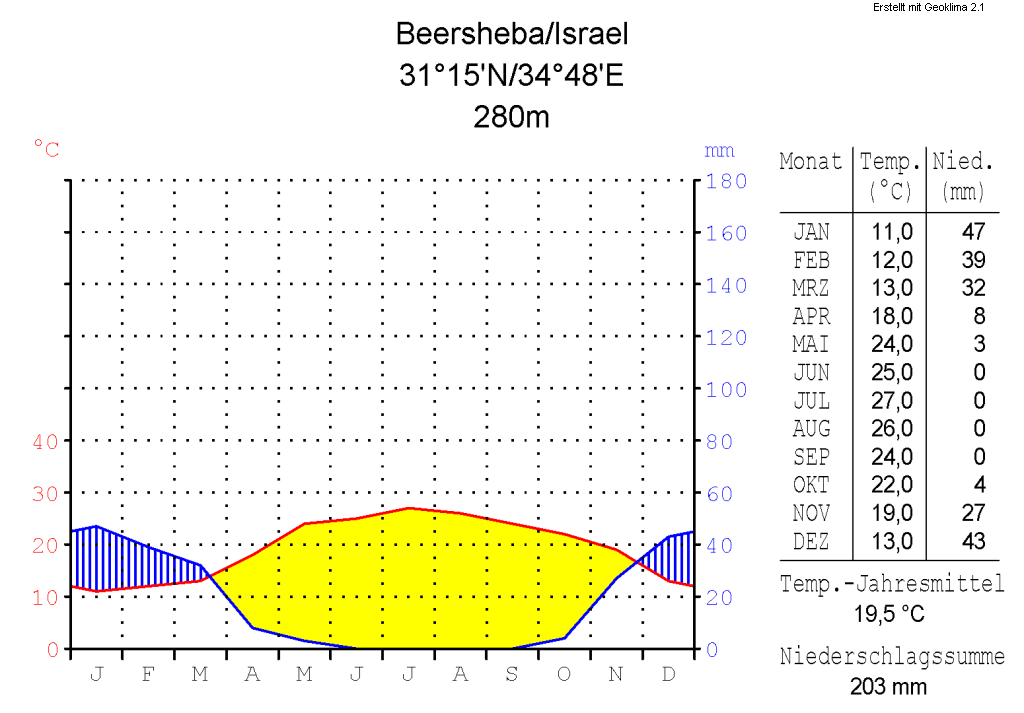
График средних температур и осадков в Беер-Шеве
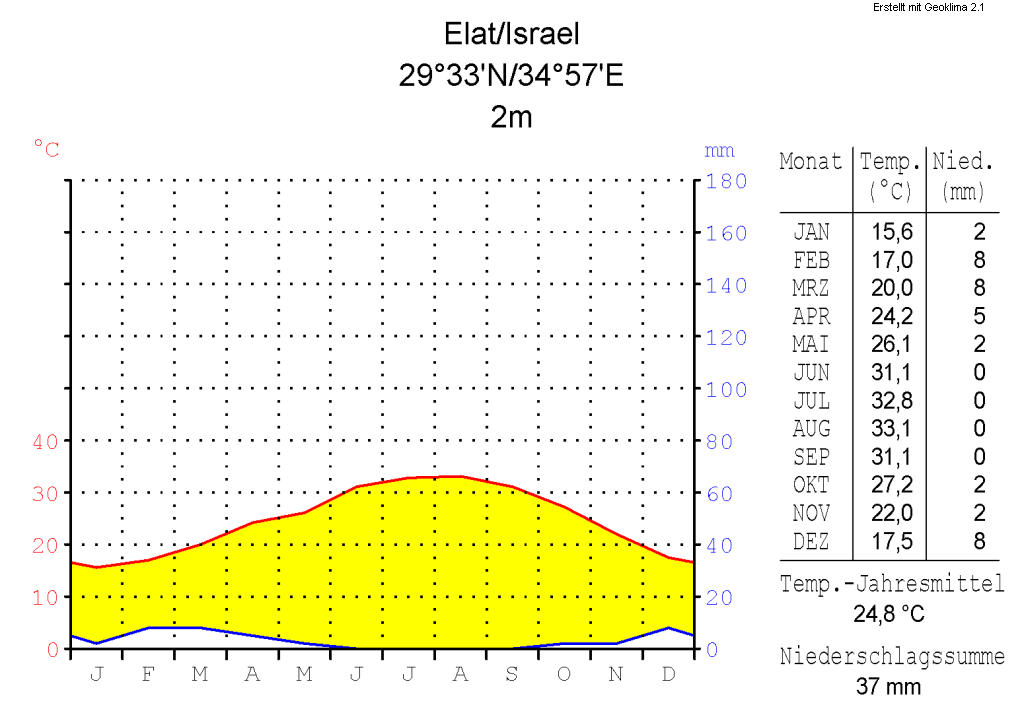
График средних температур и осадков в Эйлате

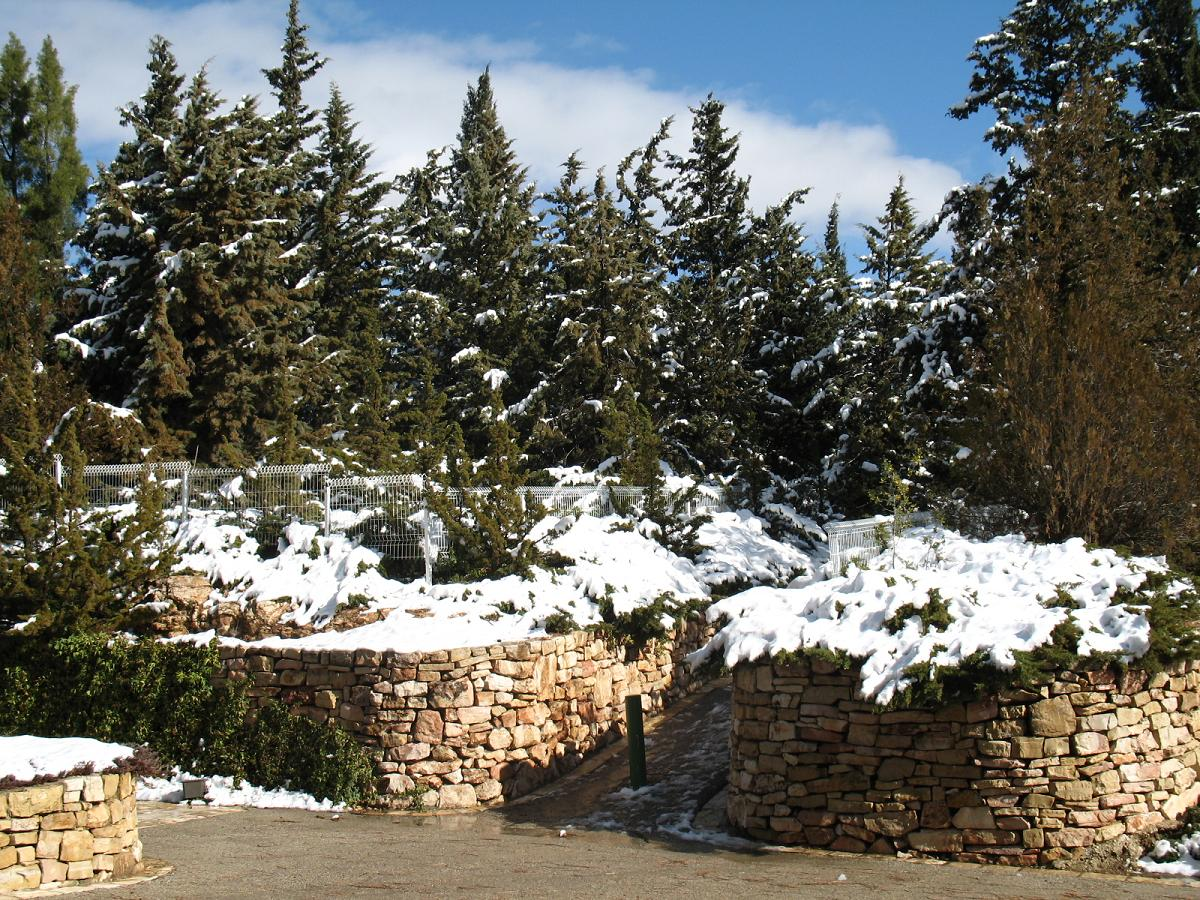
Снег в Иерусалиме в декабре 2006 года

Большая российская энциклопедия характеризует климат Израиля в целом как влажный средиземноморский. Однако близость моря на западе, обширная пустыня на юге и несколько горных цепей создают целый ряд зон, микроклимат которых резко отличается от среднего. Так, в Галилее выпадает 1080 мм осадков в год, в окрестностях Эйлата, в среднем, бывает 20 мм осадков в год, 700 мм выпадает в горах Иудеи и 100 мм — на востоке Негева.
Температура в Израиле варьирует в широких пределах, особенно в течение зимы. В горных регионах может быть холодно, иногда идёт снег. На горе Хермон зимой часто выпадает снег, а в Иерусалиме обычно случается, как минимум, один снегопад в году. В то же время на Прибрежной равнине господствует средиземноморский климат с прохладной дождливой зимой и долгим жарким летом. Крайние температуры были зафиксированы в июне 1942 года (54 °C в долине Бейт-Шеан) и феврале 1950 года (-13 °C в долине Бейт-Нетофа в Нижней Галилее); самая высокая температура за время существования государства — 47 °C — также зафиксирована в районе города Бейт-Шеан. С мая по сентябрь осадки в Израиле выпадают редко.

### Водные ресурсы

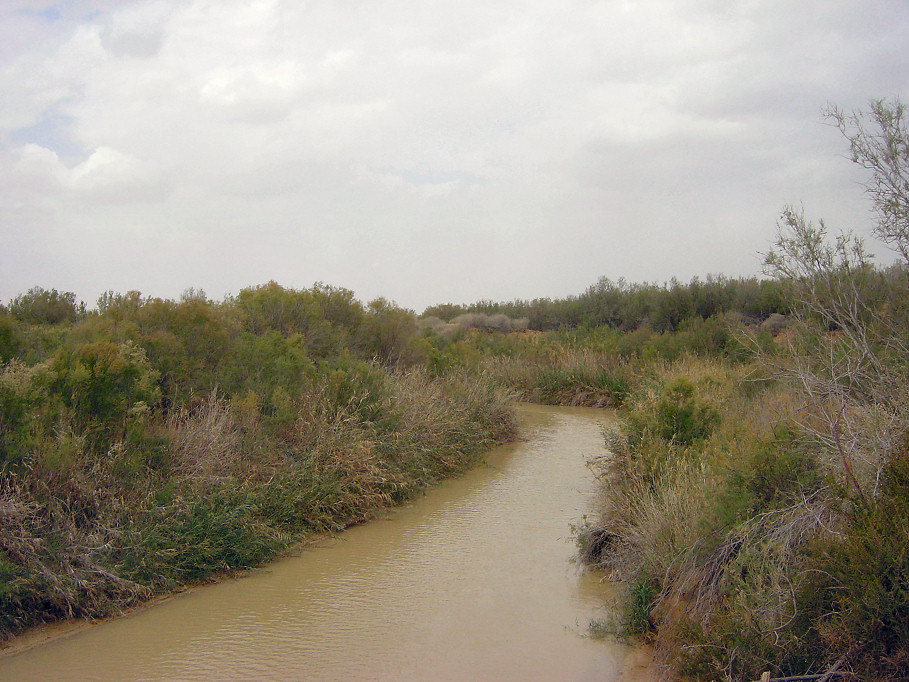
Река Иордан

В связи с тем, что территория Израиля на 95 % состоит из засушливых районов, а более 60 % территории занимает пустыня Негев, водные ресурсы страны крайне ограничены. Кроме того, по условиям мирного договора, Израиль поставляет пресную воду в Иорданию, что в засушливые годы оборачивается дефицитом пресной воды для самой страны-поставщика.
Только две реки в Израиле — Иордан и Яркон — относятся к постоянным водотокам. Крупнейшей рекой в стране является Иордан, длина которой составляет 252 км. Иордан течёт с севера на юг через озеро Кинерет (Тивериадское) и впадает в Мёртвое море. Яркон (24 км) впадает в Средиземное море в районе Тель-Авива.
Озеро Кинерет площадью 166 км² — самое большое пресное озеро в стране и единственный резервуар поверхностной пресной воды. Мёртвое море, содержание солей в котором составляет более 330 ‰, входит в число самых солёных водоёмов мира. Уровень Мёртвого моря понижается из-за использования стока Иордана (с 395 м ниже уровня моря в 1970 году до 434 м — в 2020 году).

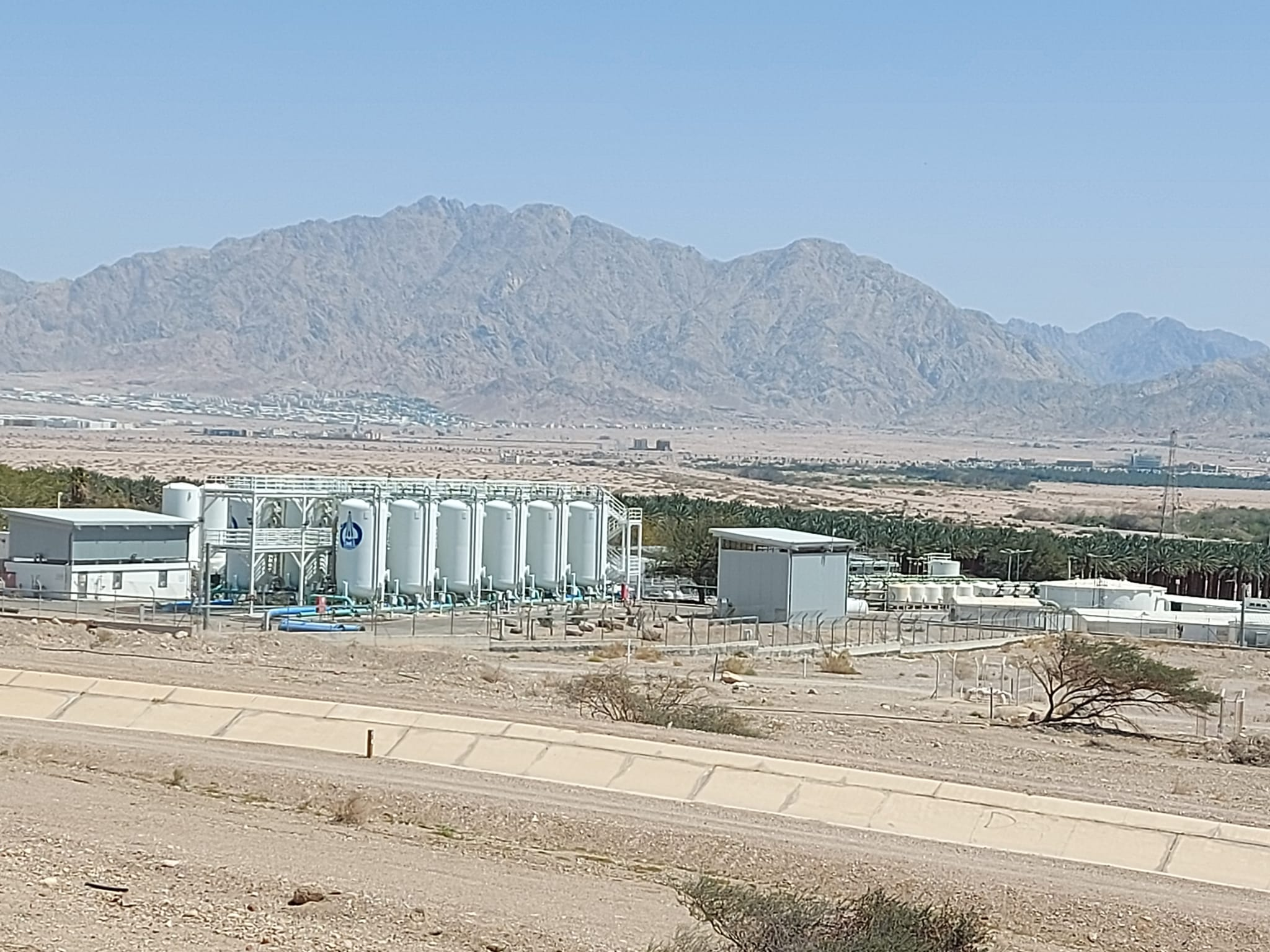
Опреснительная станция в Эйлате

В среднем, за год в Израиле выпадает 6 км³ осадков. Большая часть пресной воды в Израиле добывается из подземных источников. Хронический дефицит водных ресурсов в Израиле вызвал необходимость использования в дополнение к поверхностным и подземным водам альтернативных источников воды: паводковых вод, сточных вод и опреснённых морских и солёных подземных вод.
С 2013 года в Израиле работают 5 крупных заводов по опреснению морской воды (Ашкелон, Хадера, Пальмахим, Сорек, Ашдод). Кроме 5 заводов, опресняющих морскую воду, работает станция по опреснению солоноватой воды и воды Красного моря в городе Эйлат. При опреснении воды используется метод обратного осмоса. Также используется трёхступенчатая очистка сточных вод для повторного их использования. Из 530 млн. м³/год произведённых сточных вод обрабатывается 476 млн. м³/год (93 %) и 410 млн. м³/год (86 %) повторно используется при орошении.
К 2016 году опреснительные сооружения обеспечивали 55 % потребностей Израиля в воде. Для водоснабжения также используются подземные резервуары; крупнейшие из них — Прибрежный, вытянутый вдоль берега Средиземного моря к югу от Кесарии, и Горный, представляющий собой подземное озеро южнее Зихрон-Яакова.

### Почвы
Несмотря на небольшой размер страны, её почвы характеризуются огромным разнообразием. Это объясняется их различным происхождением, свойствами и различной природой эрозии (ветряной и водной), материнскими породами (базальт, различные осадочные породы, песчаные дюны, аллювий и т. д.), климатом (от засушливого на юге до влажного на севере) и топографией. В основном на территории страны распространены коричневые и серо-коричневые почвы, на юге — пустынные серо-бурые почвы, а на Прибрежной равнине — аллювиальные. В засушливом Северном Негеве из-за близости Прибрежной равнины встречаются наносные лёссовые почвы. Большинство почв страны малоплодородны, в том числе в результате нерационального землепользования. С начала XX века ведутся работы по восстановлению почвенного покрова и повышению его плодородия.

### Флора и фауна
В Израиле сходятся границы трёх растительных поясов: средиземноморского, ирано-туранского и сахаро-синдского. В стране насчитывается примерно 2600 видов растений (250 — эндемичные) из 700 родов, входящих в 115 семейств. К моменту обретения Израилем независимости на его территории Еврейским национальным фондом было высажено 4,5 млн деревьев, а к XXI веку их в стране насчитывается более 200 миллионов. Из 6 % территории страны, покрытых лесом, около ⅔ являются искусственными насаждениями. В лесопосадках чаще всего сажают алеппскую сосну, акацию и эвкалипт, в то время как для озеленения населённых пунктов используют кипарис, казуарину, фикус, тамариск, олеандр и фисташку. Природный лес сохранился в горных районах — в Галилее, Самарии, Иудейских горах и на кряже Кармель; естественная растительность также сохранилась в пустынных районах.
Фауна Израиля насчитывает более 100 видов млекопитающих, свыше 600 видов птиц, около 100 видов рептилий, в том числе 30 видов змей, и около десятка видов амфибий, а также тысячи видов насекомых, включая более ста видов бабочек. Более половины видов птиц постоянно обитают в стране, остальные являются перелётными. В прибрежных водах Израиля встречаются дельфины и дюгони.
В общей сложности, в Израиле создано около 400 заповедников и национальных парков, в совокупности занимающих порядка четверти территории страны. В 1963 году под эгидой министерства главы правительства в Израиле сформировано Управление заповедниками, вместе с Обществом по защите окружающей среды ведущее работы по охране и восстановлению естественных ландшафтов.

### Экологическое состояние
Экологические проблемы Израиля связаны с нехваткой воды, перенаселением, промышленными выбросами и отходами.
Согласно отчёту Environmental Performance Index, опубликованному в 2024 году специалистами Йельского университета, Израиль занял 70-е место по экологической обстановке из 180 включённых стран. Наилучший результат (1-е в мире делимое с ещё 8 странами) по профилактике воздействия тяжёлых металлов, наихудший (135-е место в мире) — по устойчивости экосистемы. Израиль использует строгие международные стандарты допуска содержания тяжёлых металлов и добился огромного прогресса снизив показатели инвалидности от воздействия свинца с 1990 до 2021 года почти на 70 %. Израиль занял 6 место в мире по работе с водными ресурсами. Также Израиль добился определённых результатов в области борьбы с загрязнением воздуха (подъём со 136 места в 2016 году на 114-е) и в области санитарии и питьевой воды (24-е место).
По такому показателю устойчивости экосистемы как биоразнообразие и среда обитания Израиль опустился на 149 место, оказавшись среди аутсайдеров. Серьёзные проблемы наблюдаются в категориях «Сельское хозяйство» (130-е место) и «Рыболовство» (134 место). Одна из проблем сельского хозяйства — использование пестицидов, в том числе небезопасных. Резкое снижение улова рыбы и угроза дальнейшего сокращения популяций в Средиземном море отмечалось ещё в 2017 году.

## Земля Израиля в еврейском самосознании
Земля Израиля (Эрец-Исраэль) является исторической родиной еврейского народа. Библейское предание начинает жизнеописание Авраама, считающегося родоначальником еврейского народа, словами: «И сказал Господь Аврааму: пойди… в землю, которую Я укажу тебе» (Быт. 12:1) — в землю, позже получившую название Земля Израиля, согласно Библии, обетованную (обещанную) Богом потомкам Авраама. Библейские тексты отмечают духовную связь народа Израиля и обетованной ему Богом земли и утверждают о неизбежности их конечного воссоединения. Религиозное мировоззрение еврейского народа основывается на мессианстве, вере в избавление человечества и возвращение евреев в Эрец-Исраэль. Это упование отражено в духовном творчестве еврейского народа в течение веков жизни в диаспоре. В Земле Израиля в течение истории сохранялось еврейское население. Преданность евреев исторической родине и осознание ими своего единства стали предпосылками для зарождения массового национально-освободительного движения за возвращение в Эрец-Исраэль и создания на её территории независимого государства.

## История

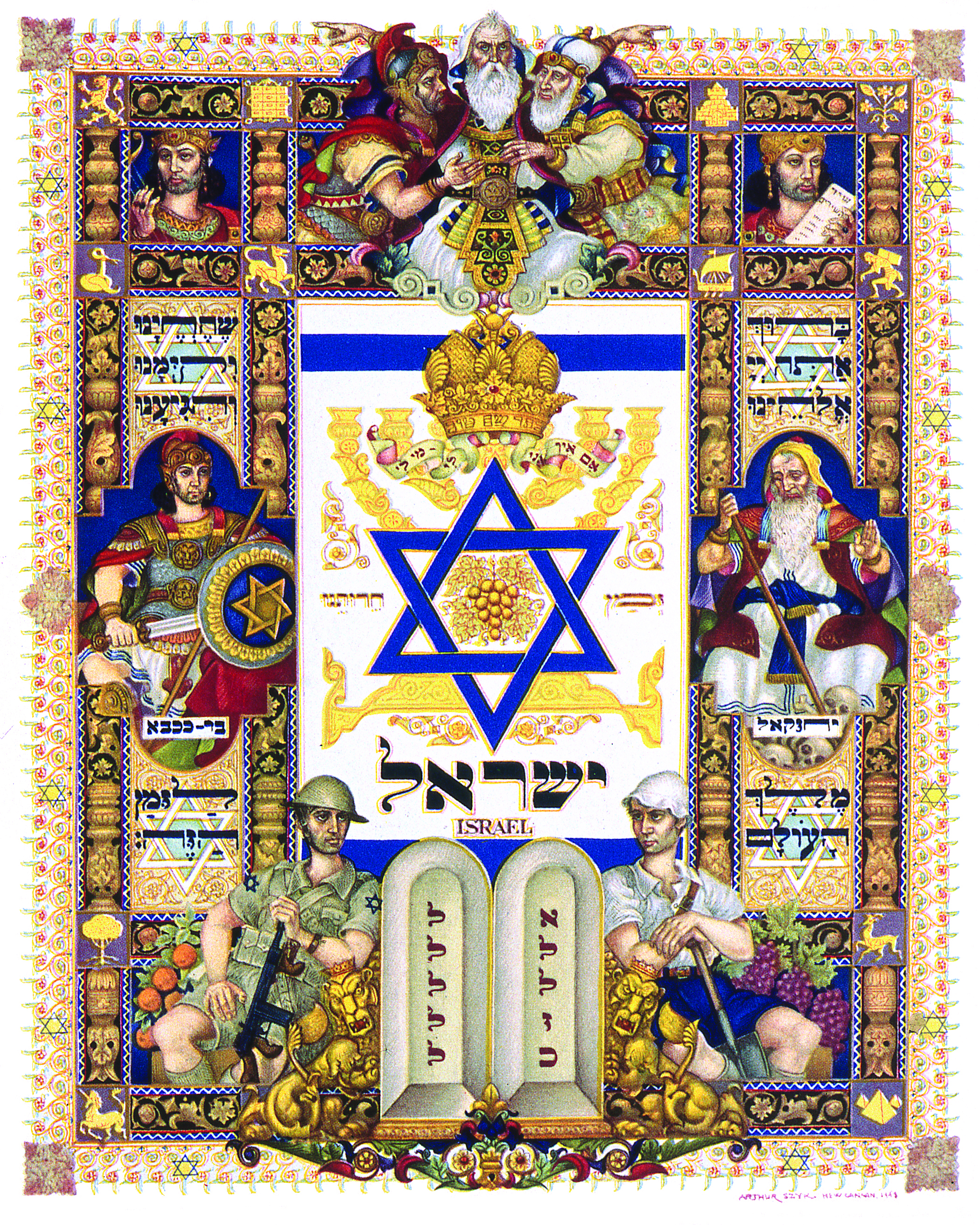
Визуальная история Израиля, Артур Шик, 1948

### Древнейшая история
Известно, что 1,5 млн лет назад на территории современного Израиля обитал человек прямоходящий, останки которого найдены на территории археологического памятника Убайдия (ивр. תל עובדיה‎, Тель-Ова́дия). Около 500—200 тыс. л. н. в этом регионе обитали неандертальцы. После этого появились люди современного типа: возраст костей предполагаемых Homo sapiens из пещеры Мислия (массив Кармель) составляет 175—200 тыс. лет, а возраст достоверных сапиенсов из пещеры Манот — 51,8 ± 4,5 и 54,7 ± 5,5 тыс. лет. На 2012 год Израиль был единственным местом, где было обнаружено уникальное сосуществование неандертальцев и ранних представителей анатомически современного человека.
В 10—8-м тысячелетиях до н. э. эта территория входила в ареал натуфийской культуры, носители которой впервые в истории начали культивировать злаки. Примерно 9 тысяч лет назад в этих местах началась неолитическая революция и появились первые поселения, в том числе древнейший город Иерихон. Ханаанеи, первые семитские племена, появились здесь примерно в 4—3-м тысячелетиях до н. э. Следующие 2—3 тысячи лет территория находилась под протекторатом Древнего Египта.

### Ранняя история

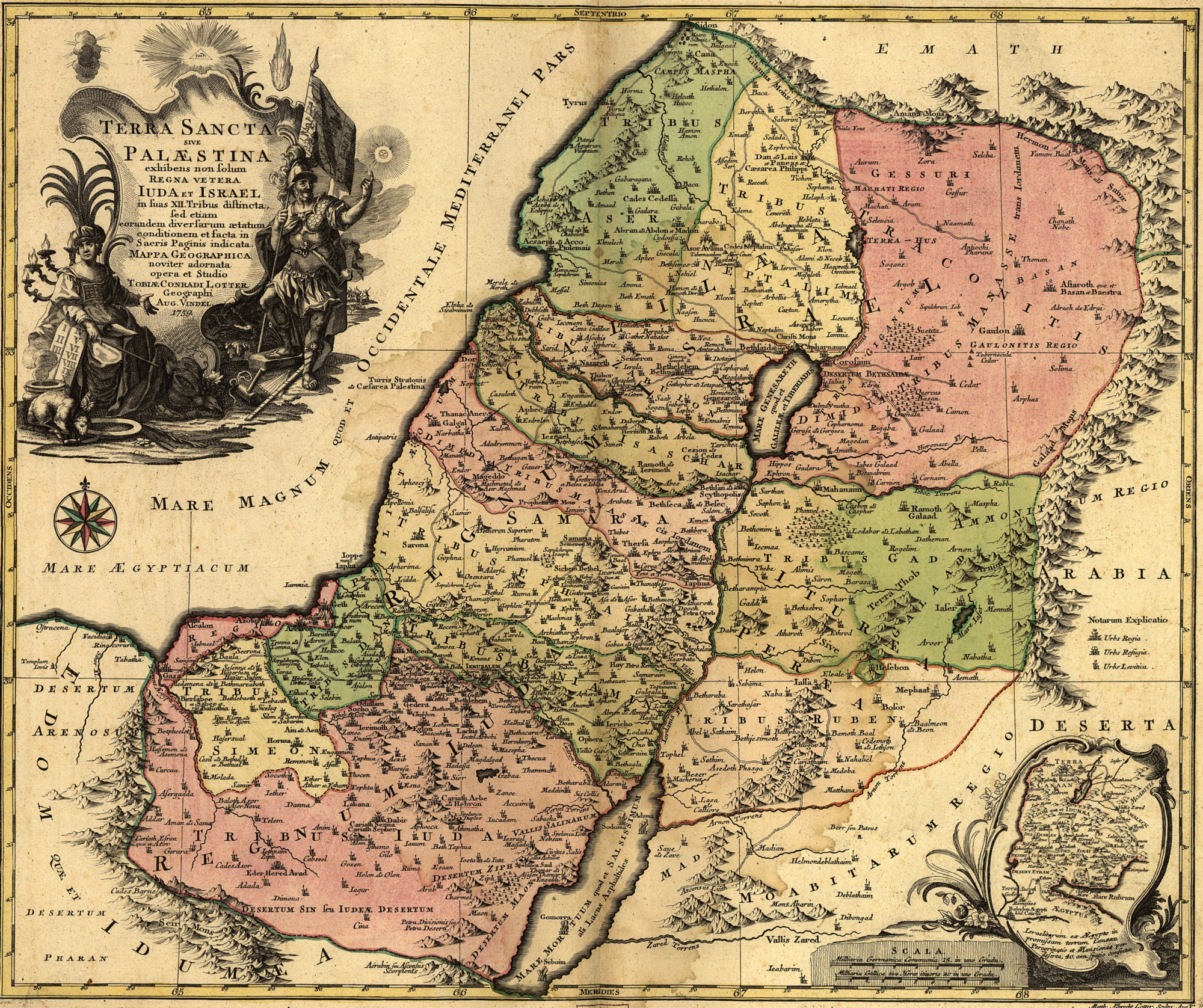
Карта Палестины 1759 года, показывающая расселение Двенадцати колен Израиля

Библейское предание о патриархах, возможно, отражает миграции иврим (хабиру) во 2-м тысячелетии до н. э. и события эпохи вторжения гиксосов в Египет. История Авраама, вероятно, соответствует начальному этапу миграций иврим, а массовое переселение происходит около XIII века до н. э., в результате чего позднебронзовая культура Ханаана сменяется новой. Около 1200 года до н. э. на побережье страны проникают филистимляне, к которым восходит современное название «Палестина». Установление у евреев царской власти и возникновение Израильского, а позже и Иудейского царств датируется X веком до н. э.
Начиная с VIII века до н. э. эта территория последовательно оказывалась под властью Ассирии, Вавилона, империи Ахеменидов (539—331 годы до н. э.) и Македонии (с 331 года до н. э.). В III—II веках до н. э. входила в состав эллинистических государств Птолемеев и Селевкидов. В 142 году раздираемая междоусобицей держава Селевкидов полностью освободила Иудею от дани, фактически признав её независимость, и в дальнейшем до 37 года до н. э. там правила еврейская династия Хасмонеев.

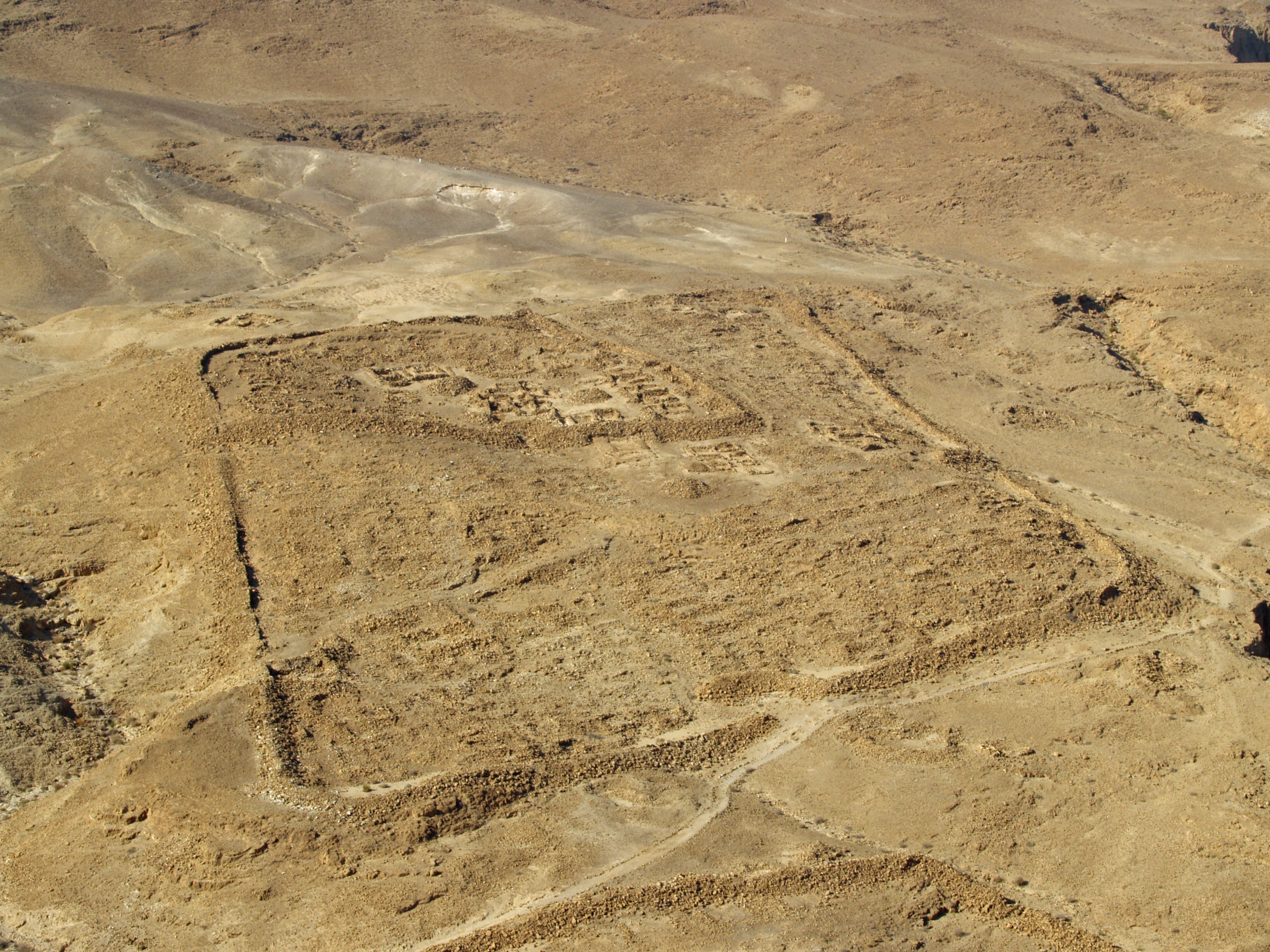
Римский лагерь у подножия крепости Массада

С 63 года до н. э. Иудея стала вассалом Рима и в дальнейшем была превращена в одноимённую римскую провинцию. В ходе восстания Бар-Кохбы в 135 году римляне уничтожили множество евреев, запретили остальным селиться в Иерусалиме и переименовали провинцию Иудея в Сирию Палестинскую.
Вслед за разделом в 395 году Римской империи на Западную и Восточную (Византию) Палестина отошла к последней. В 614—629 годах Палестина входила в состав персидской империи Сасанидов. После возвращения Палестины под власть Византии, в 629—630 годах в результате массовых убийств и гонений на евреев, начатых византийским императором Ираклием, еврейское присутствие в регионе достигло своего минимума за всю трёхтысячелетнюю историю, но никогда не прекращалось полностью. К IX веку еврейские общины снова появились в Иерусалиме и Тиверии, а в следующие два столетия возникли в Рафахе, Газе, Мадждале, Яффе и Кесарии.

### Средние века
В 636—640 годах византийская Палестина была завоёвана арабами. В последующие шесть веков контроль над этой территорией переходил от Омейядов к Аббасидам, к крестоносцам и обратно.

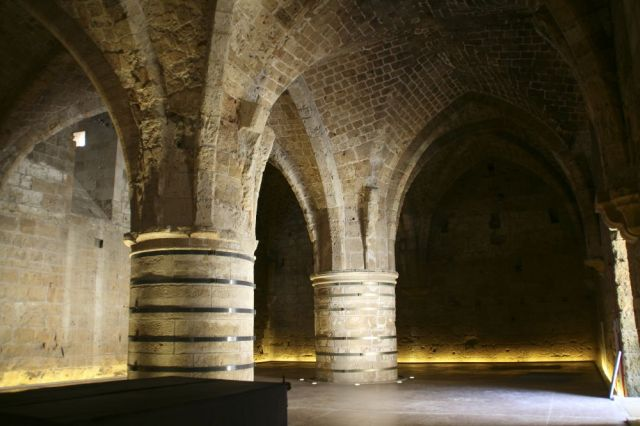
Рефекториум в крепости Акко, XII век

Краткая еврейская энциклопедия делит первую эпоху арабского владычества в Палестине на четыре периода: завоевание и освоение страны (638—660 годы), династии Омейядов (661—750), Аббасидов (750—969) и Фатимидов (969—1099). В 1099 году крестоносцы основали здесь Иерусалимское королевство. Однако уже в 1187 году Салах-ад-Дин взял Иерусалим, а в 1291 году пала последняя крепость крестоносцев — Акра.

### В составе Османской империи
В 1517 году территория, входящая в современный Израиль, была завоёвана турками-османами под предводительством султана Селима I. В течение 400 лет она оставалась частью Османской империи.
В Османской империи иудеи, имея статус «зимми», пользовались относительной гражданской и религиозной свободой, но подвергались ограничениям на ряд видов деятельности, а также были обязаны платить особые налоги. Средства к существованию евреи Палестины в это время получали главным образом в виде пожертвований из-за границы (халукка).
В начале XVIII века была предпринята одна из самых значительных попыток алии из Европы и обновления еврейского религиозно-национального центра в Иерусалиме. Во главе этого движения стоял раввин Иехуда Хасид, прибывший в Иерусалим в 1700 году во главе примерно тысячи своих последователей, — выходцев из различных стран Европы. Однако сам Иехуда Хасид после прибытия в страну внезапно умер, а община распалась из-за долгов. Долгое время после этого еврейские иммигранты из Европы селились главным образом в остальных святых для иудаизма городах — Хевроне, Цфате и Тверии.
К 1800 году в Палестине проживало не более 300 тысяч человек. Главные места концентрации христианского населения (около 25 тысяч) находились в Иерусалиме, Назарете и Вифлееме. 5 тысяч жителей были евреями (главным образом, сефардами). Остальное население составляли мусульмане, в большинстве своём сунниты.
К 1880 году население Палестины составляло 450 тысяч человек; в это число входили 24 тысячи евреев, в основном проживавших в Иерусалиме (где составляли более половины от его 25-тысячного населения), Цфате (4 тысячи человек), Тверии (2,5 тысяч человек), а также в Хевроне, Яффе и Хайфе. Иерусалим стал крупнейшим городом региона. Еврейское население имперского периода называлось «старый ишув»

#### Стремление евреев в Сион и зарождение политического сионизма
Среди евреев, живших в диаспоре, всегда было распространено сильное стремление возвратиться к Сиону. Еврейская община Палестины постоянно подпитывалась приезжими из диаспоры, которых вели туда религиозные (в том числе мессианские) мотивы. Еврейская община Цфата, насчитывавшая к концу XVI века 14 тысяч человек, формировалась из беженцев, изгнанных из Испании. Первая большая волна современной иммиграции, известная как Первая алия, началась в 1881 году, её возглавляли палестинофилы, мечтавшие о возвращении всего еврейского народа на историческую родину.

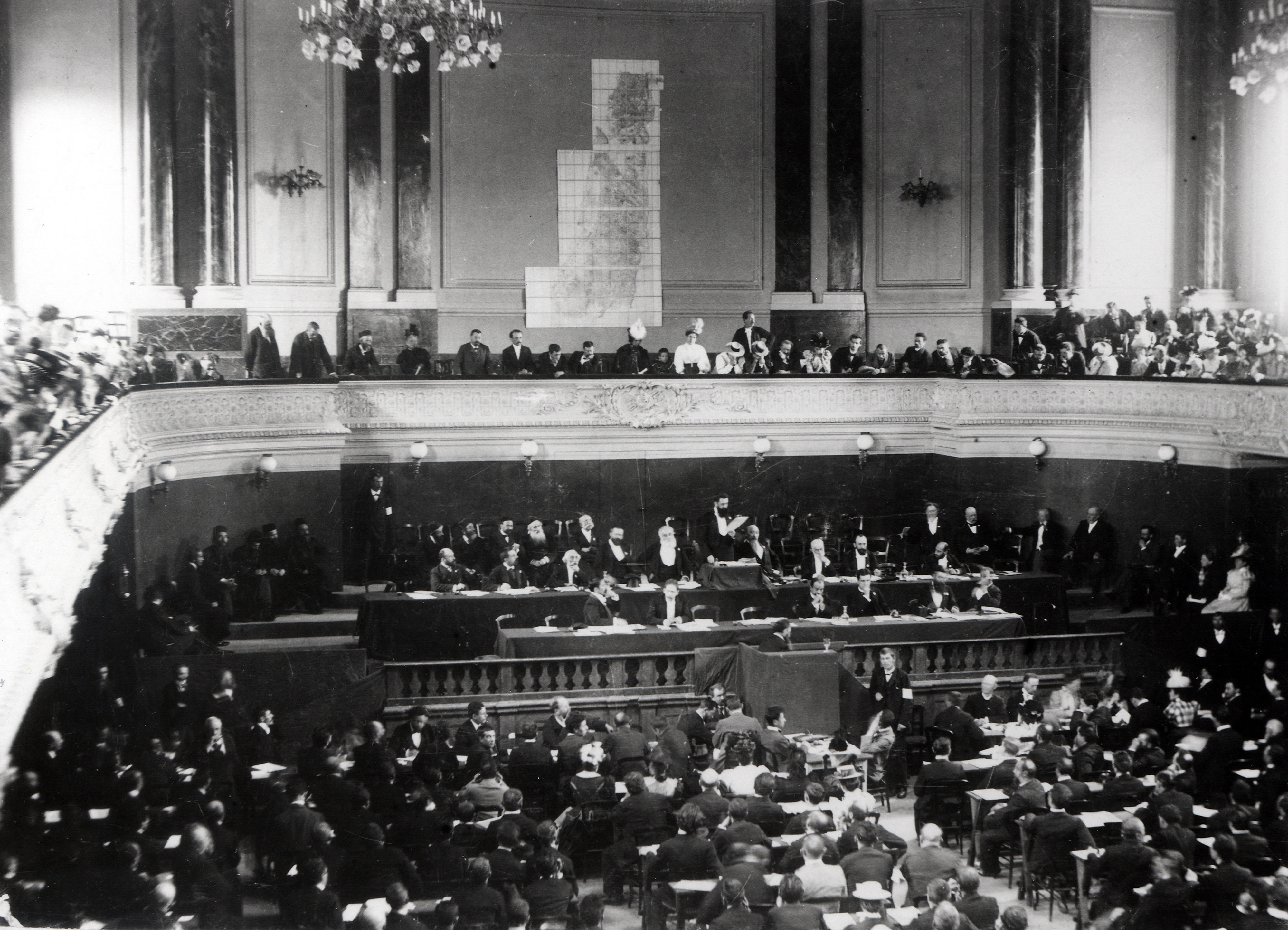
Первый сионистский конгресс в 1897 году в Базеле, Швейцария

Основателем политического сионизма — движения, ставившего своей целью создание еврейского государства на земле Израиля, — считается Теодор Герцль. В 1896 году Герцль опубликовал книгу «Еврейское государство», в которой изложил своё видение будущего еврейского государства. Уже в следующем году Герцль руководил первым Всемирным сионистским конгрессом.
Вторая алия началась в 1904 году после Кишинёвского погрома. В её ходе в Палестину прибыли 40 тысяч евреев, из которых значительная часть позже покинула страну, но всё же к 1914 году численность еврейского ишува в Палестине достигла 85 тысяч человек. Большинство иммигрантов Первой и Второй алии были ортодоксальными евреями, но вместе с ними в Палестину прибывали также и социалисты, основавшие кибуцное движение.

### Британский мандат в Палестине

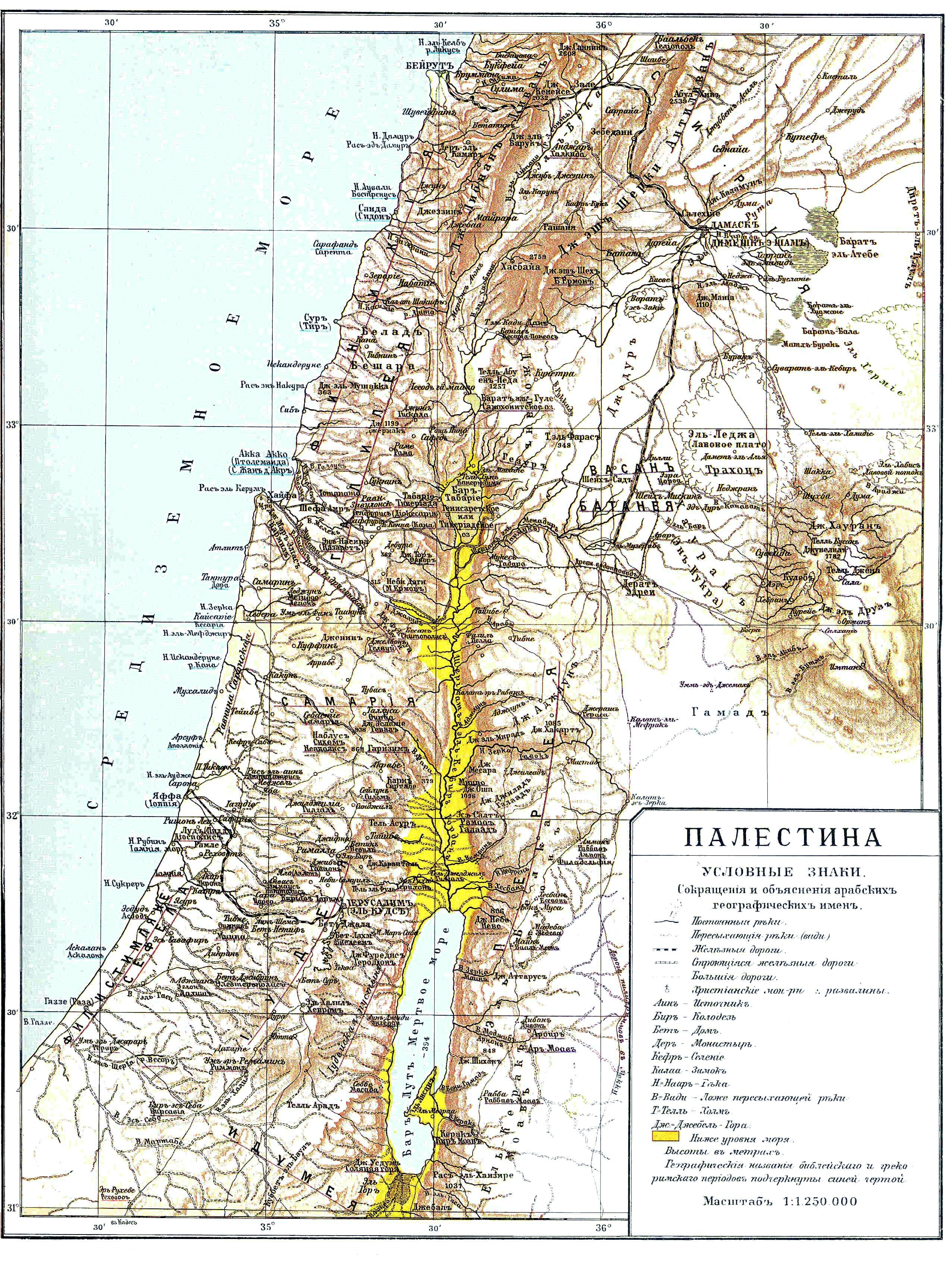
Историческая карта Палестины, 1900 год

Во время Первой мировой войны, когда британские войска вели бои с османскими в рамках Синайско-Палестинской кампании, министр иностранных дел Великобритании Артур Бальфур издал документ, получивший впоследствии название Декларация Бальфура. В нём заявлялось, что Британия «относится благосклонно к восстановлению национального очага для еврейского народа в Палестине».
В 1919—1923 годах (Третья алия) в Палестину прибыли 40 тысяч евреев, в основном из Восточной Европы. Поселенцы этой волны были обучены сельскому хозяйству и могли развивать экономику. Болота Изреэльской долины и долины Хефер были осушены и земля сделана пригодной для сельского хозяйства. В этот период была основана федерация профсоюзов — Гистадрут. Арабские протесты против еврейской иммиграции переросли в погромы, что способствовало формированию еврейской военизированной самообороны.
В 1922 году Лига Наций вручила Великобритании мандат на Палестину, объясняя это необходимостью «установления в стране политических, административных и экономических условий для безопасного образования еврейского национального дома». Уже в самом начале действия мандата арабские бунты в Яффе заставили Великобританию ограничить еврейскую иммиграцию. Часть территории, предназначавшейся для еврейского государства, была отдана под образование Трансиордании. В то время страну населяли в основном арабы-мусульмане, однако самый крупный город, Иерусалим, был преимущественно еврейским. В 1922 году Уинстон Черчилль признал в «Белой книге» выдающиеся успехи развития еврейской общины, насчитывающей 80 тысяч человек и имеющей полноценное политическое, религиозное и экономическое управление, насыщенную культурную жизнь на основе языка иврит, и определил, что она «обладает всеми признаками, присущими нации». В 1924—1928 годах в рамках Четвёртой алии в Палестину приехали 85 тысяч евреев, из которых затем покинули страну около 20 тысяч.
Подъём нацистской идеологии в 1930-х годах в Германии привёл к Пятой алие, в рамках которой в Палестину прибыли 250 тысяч немецких евреев. Эта группа иммигрантов была хорошо образована и привезла с собой существенные капиталы. Массовая иммиграция евреев привела к арабскому восстанию 1936—1939 годов и изданию Великобританией в 1939 году «Белой книги», которая фактически запрещала иммиграцию евреев в Палестину и нарушала условия мандата. Другие страны отказывались принимать евреев, спасавшихся от преследований и геноцида, и запрет на иммиграцию в Палестину мог стать для них смертным приговором. Для обхода запрета на иммиграцию была создана подпольная организация «Моссад ле-Алия Бет», помогавшая евреям нелегально добраться до Палестины.
Несмотря на эти проблемы, палестинские евреи активно поддержали Великобританию во Второй мировой войне. В течение 5 дней после публикации такого призыва 136 000 евреев записались добровольцами в британскую армию. В итоге принято на службу было 27 000 палестинских евреев, из их числа в сентябре 1944 года была образована Еврейская бригада численностью 5000 солдат.
По окончании войны еврейское население Палестины составляло 33 % по сравнению с 11 % в 1922 году.

### Создание государства и первые годы существования

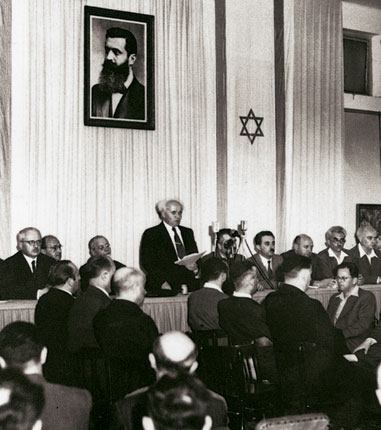
Давид Бен-Гурион провозглашает независимость Израиля 14 мая 1948 года под портретом Теодора Герцля

После 1945 года напряжённость между мандатными властями и еврейским ишувом продолжала расти. В 1947 году британское правительство отказалось от мандата на Палестину, объявив, что не может найти решение, приемлемое одновременно для арабов и евреев. Незадолго до того созданная Организация Объединённых Наций 29 ноября 1947 года приняла план раздела Палестины. Этот план предусматривал прекращение британского мандата в Палестине и рекомендовал создание на её территории двух государств: еврейского и арабского. Иерусалим и Вифлеем, согласно решению ООН, должны были стать территорией под международным контролем, чтобы не допустить конфликта по статусу этих городов.
Еврейское агентство, которое, помимо прочего, выполняло в то время некоторые функции правительства ишува, решило принять план ООН. Напротив, Лига арабских государств и Высший арабский совет категорически отвергли план ООН по разделу Палестины и заявили, что план нарушает права большинства населения Палестины, которое состояло на 67 % из неевреев. Арабские лидеры пообещали приложить все усилия, чтобы не допустить его реализации. По всей территории Палестины начались вооружённые столкновения между арабскими и еврейскими вооружёнными формированиями.
14 мая 1948 года, за один день до окончания британского мандата на Палестину, Давид Бен-Гурион провозгласил создание независимого еврейского государства на территории, выделенной согласно плану ООН. Уже на следующий день Лига арабских государств объявила Израилю войну, и сразу пять арабских государств (Сирия, Египет, Ливан, Ирак и Трансиордания) напали на новую страну.
Израильтянам удалось отразить арабское наступление и нанести противникам тяжёлые поражения. После года боевых действий было принято соглашение о прекращении огня. В результате войны под контролем еврейского государства оказались вся территория, предназначенная по плану раздела для Израиля, а также Западная Галилея и коридор от приморской равнины до Иерусалима, первоначально предназначавшиеся арабскому государству. Иерусалим был разделён по линии прекращения огня между Израилем и Трансиорданией. Эти временные границы получили название «Зелёная черта».
10 марта 1949 года начало работу первое правительство Израиля, сформированное на основе демократических выборов с правом голоса всех жителей страны в возрасте старше 18 лет. 11 мая 1949 года Государство Израиль было признано в качестве члена ООН. Арабское государство создано не было; вместо этого сектор Газа был оккупирован Египтом, а бо́льшая часть территорий Иудеи и Самарии, равно как и Восточный Иерусалим, который должен был остаться под контролем ООН в рамках большого Иерусалима, оккупированы, а затем и аннексированы Трансиорданией.
Первые годы существования Израиля были отмечены массовой иммиграцией евреев, выживших в Катастрофе, а также тех, которые, спасаясь от преследований, покидали арабские страны. За 1,5 года с момента провозглашения независимости в Израиль приехали 340 тысяч евреев. С 1948 по 1958 год население Израиля возросло более чем в 2 раза. Часть иммигрантов являлись беженцами и практически не имели при себе имущества. Они были размещены во временных палаточных лагерях — «маабара́х». К 1952 году в подобных палаточных городках проживали свыше 200 тысяч иммигрантов. Необходимость решения проблемы расселения репатриантов и финансово-экономический кризис 1949—1952 года потребовали проведения «новой экономической политики» со снятием ряда ограничений и стимулированием частных капиталовложений. Кроме этого, Давиду Бен-Гуриону пришлось пойти на подписание договора с ФРГ о репарациях, что вызвало массовые протесты евреев, возмущённых идеей сотрудничества с Германией.
В 1956 году Израиль присоединился к союзу Великобритании и Франции, стремившихся вернуть контроль над Суэцким каналом, национализированным Египтом. После захвата Синайского полуострова в ходе Суэцкого кризиса Израиль был вынужден отступить под давлением США и СССР в обмен на гарантии прохода израильских судов через Суэцкий канал и их выхода в Красное море.

### 1960—2000
К 1960 году качество жизни в Израиле существенно улучшилось: палаточные лагеря репатриантов были полностью расселены, страна перешла на самообеспечение продуктами питания, ВНП за 10 лет вырос на 74 %. К 1956 году средняя продолжительность жизни выросла на 8 % и достигла 70 лет для мужчин и 73 лет для женщин. К 1961 году численность населения достигла 1,938 млн человек, а к концу 1967 года — 2,384 млн человек. За второе десятилетие независимости качественно изменилась демография. На 1948 год более половины населения жили в трёх крупнейших городах, а в сельской местности 18 %. В 1967 году сельское население сократилось до 11 %, но в трёх крупнейших городах жило уже 35 %, а в остальных городах — 54 % населения. Осуществлялись крупные ирригационные проекты, которые сняли остроту нехватки воды. Ирригация позволила начать успешное освоение пустыни Негев, составляющей около 40 % территории страны. Однако основным катализатором роста, который привёл Израиль в тридцатку наиболее развитых стран, стала массовая индустриализация. С 1950 по 1969 год объём промышленного производства вырос в 5 раз — и это в условиях враждебного окружения, нехватки сырьевых и энергетических ресурсов. Финансовая иностранная помощь способствовала развитию научных исследований и высшего образования.
Начало 1960-х годов ознаменовалось захватом израильскими спецслужбами одного из самых высокопоставленных нацистских преступников, Адольфа Эйхмана, скрывавшегося в Аргентине. Эйхман являлся «архитектором» «окончательного решения еврейского вопроса» в период Второй мировой войны. Публичный процесс над ним стал важнейшим этапом в осознании масштабов Холокоста и получил масштабный международный резонанс. Смертный приговор Эйхману стал вторым и последним приговором такого рода, приведённым в исполнение в Израиле (казнённый до него по приговору полевого суда военнослужащий был позже реабилитирован).
В 1967 году Египет, Сирия, Иордания и Ирак стянули свои войска к границам Израиля. Египет изгнал миротворцев ООН и заблокировал вход израильским кораблям в Красное море и Суэцкий канал. В своих публичных выступлениях президент Египта Насер и другие арабские лидеры неоднократно призывали уничтожить Израиль и его жителей. Эти действия стали для руководства Израиля поводом для превентивной атаки и начала войны, вошедшей в историю под названием Шестидневной. Израиль одержал в ней убедительную быструю победу, захватив Синайский полуостров, сектор Газа, Западный берег реки Иордан, Восточный Иерусалим и Голанские высоты.

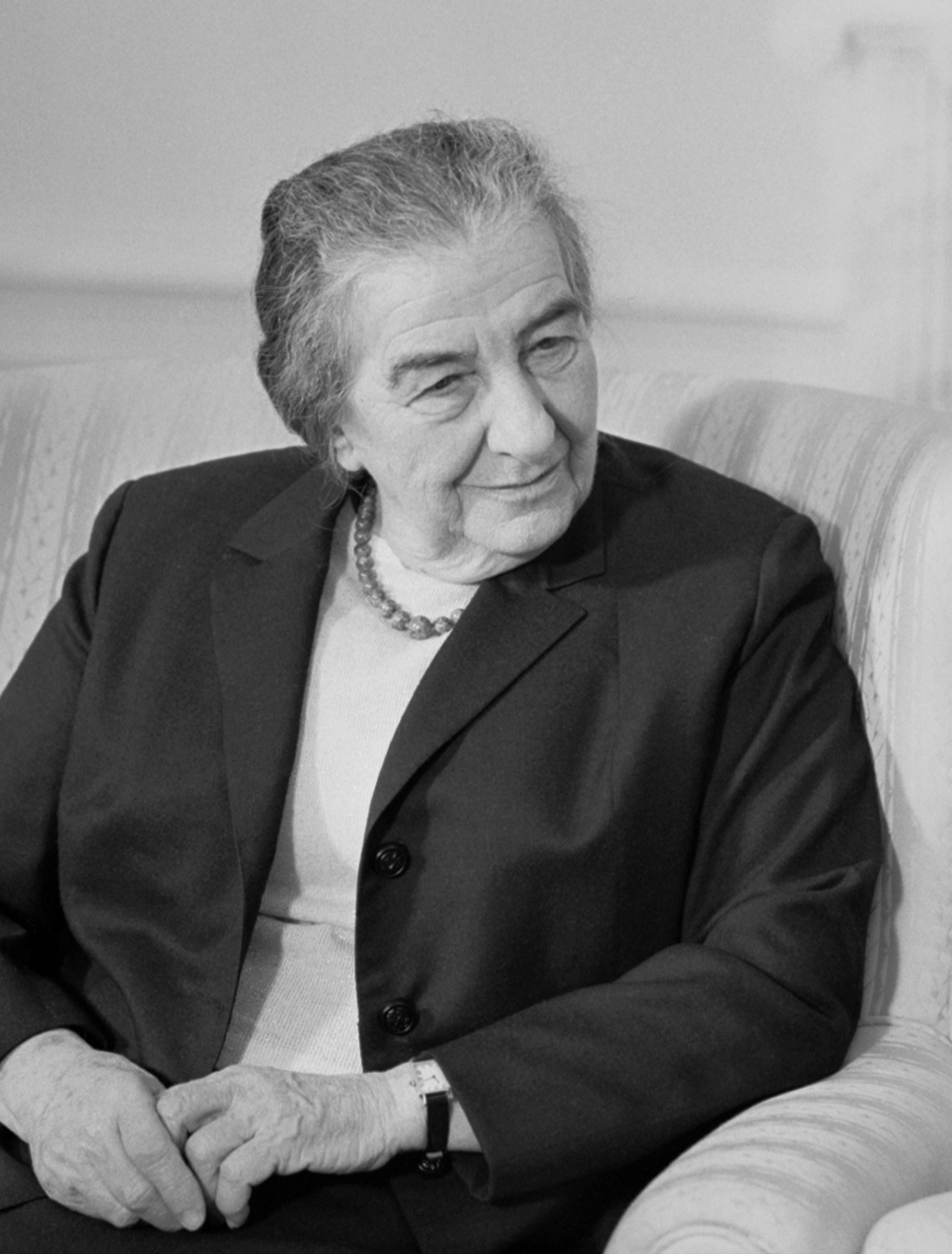
Премьер-министр Израиля Голда Меир

6 октября 1973 года, в Йом Киппур (Судный день) — священный день в еврейском календаре, когда все верующие евреи находятся в синагогах, — Египет и Сирия одновременно атаковали Израиль, застав врасплох его правительство. Несмотря на значительные потери, нападение было отражено, а затем израильские войска перенесли боевые действия на территорию противника, прежде чем было достигнуто соглашение о прекращении огня. Хотя внутреннее расследование обстоятельств войны сняло ответственность с правительства, недовольство общественности заставило премьер-министра Голду Меир уйти в отставку.
Раскол в обществе усугубился экономическими проблемами. Затраты на войну составили 7 млрд долларов, внешний долг достиг 5,5 млрд. с выплатой процентов по предыдущим заимствованиям более 1 млрд долларов. Инфляция росла от 20 % в 1973 году до 44 % в 1977 году. Израильский фунт был девальвирован, налоги выросли, иммиграция упала.
Результатом этих событий стали выборы в кнессет 1977 года. По их итогам партия «Ликуд» под руководством Менахема Бегина получила большинство голосов избирателей, впервые отобрав контроль над страной у блока «Маарах», включавшего партию «Авода», под разными названиями находившуюся у власти без перерыва со дня основания Израиля. Эпоха доминирования одной партии в израильской политике сменилась периодом соперничества левого и правого блоков, расходившихся по трём основным параметрам (внешняя политика, роль государства и рынка в экономике и отношения религии и государства).
В 1982 году Израиль вмешался в гражданскую войну в Ливане для того, чтобы уничтожить базы Организации освобождения Палестины, где готовились атаки на Израиль. Эта операция была названа «Мир Галилее», но впоследствии получила неофициальное название «Первая ливанская война». Руководство и боевики ООП были вынуждены покинуть Ливан, и в 1985 году Израиль вывел войска с большей части территории этой страны, кроме буферной зоны, которая оставалась под израильским контролем до 2000 года.
С приходом к власти в СССР Михаила Горбачёва и под давлением правительства США была упрощена процедура эмиграции из СССР. В 1989 году началась массовая репатриация из СССР в Израиль. В росте числа репатриантов сыграл роль и тот факт, что с октября 1989 года в США был ограничен приём еврейских беженцев из СССР; ему способствовали также проявления антисемитизма. В период распада СССР начиная с 1989 года в Израиль прибыло более миллиона репатриантов.

### XXI век
12 июля 2006 года ливанская шиитская организация «Хезболла», поддерживаемая Сирией и Ираном, запустила несколько ракет по израильским населённым пунктам и атаковала позиции израильских войск, захватив двух солдат. Эти действия стали толчком ко Второй ливанской войне, в которой Израиль не добился существенного ослабления «Хезболлы» и свернул операцию после вмешательства ООН.
В 2020—2023 году в борьбе с пандемией COVID-19 Израиль стал одним из мировых лидеров по темпам вакцинации населения.
С 2023 года, после нападения ХАМАС на Израиль, боевые действия на Ближнем Востоке затронули множество стран. В ходе этой войны Иран, «Хезболла» и йеменские хуситы обстреливали израильскую территорию, Израиль в ответ бомбил Иран, Йемен и объекты «Хезболлы» в Ливане и Сирии, а также вёл боевые действия против ХАМАСа в Секторе Газа.

## Государственное устройство и внутренняя политика

### Исполнительная власть

Штандарт президента Израиля

Израиль — парламентская республика, демократическое государство с всеобщим правом голоса. Глава государства — президент Израиля, чьи обязанности, помимо утверждения кандидатуры главы кабинета министров и рекомендаций о помиловании заключённых или снижении срока заключения, — церемониальные. Президент избирается кнессетом на один срок продолжительностью 7 лет. Ограничение полномочий одним семилетним сроком действует с 2000 года; в 1963—1998 годах президент мог избираться дважды на пятилетний срок.
Премьер-министр является главой правительства, максимальный срок нахождения премьер-министра в должности — 4 года, до очередных выборов в Кнессет. В соответствии с основным законом «О правительстве», президент Израиля в течение семи дней после окончания выборов в Кнессет, после консультаций с лидерами политических партий, получивших представительство, поручает формирование правительства одному из членов Кнессета, как правило, лидеру фракции, получившей большинство мест в парламенте. Кандидат формирует правительственную коалицию, представляет свой вариант состава кабинета и, в случае получения вотума доверия, становится главой правительства. В том случае, если кандидат не смог получить поддержку большинства депутатов кнессета и сформировать правительство в течение 42 дней после выборов, президент имеет право передать мандат на формирование правительства другому члену Кнессета. Если правительство не может быть сформировано — объявляются повторные выборы.
С 1996 по 2001 год премьер-министр избирался гражданами напрямую, выборы главы правительства проходили параллельно с парламентскими. За это время израильские граждане три раза избирали премьер-министра на прямых выборах, пока в 2002 году Ариэль Шарон, озабоченный усиливающимся секторальным дроблением в израильской политике, не провёл закон об их отмене.

### Законодательная власть

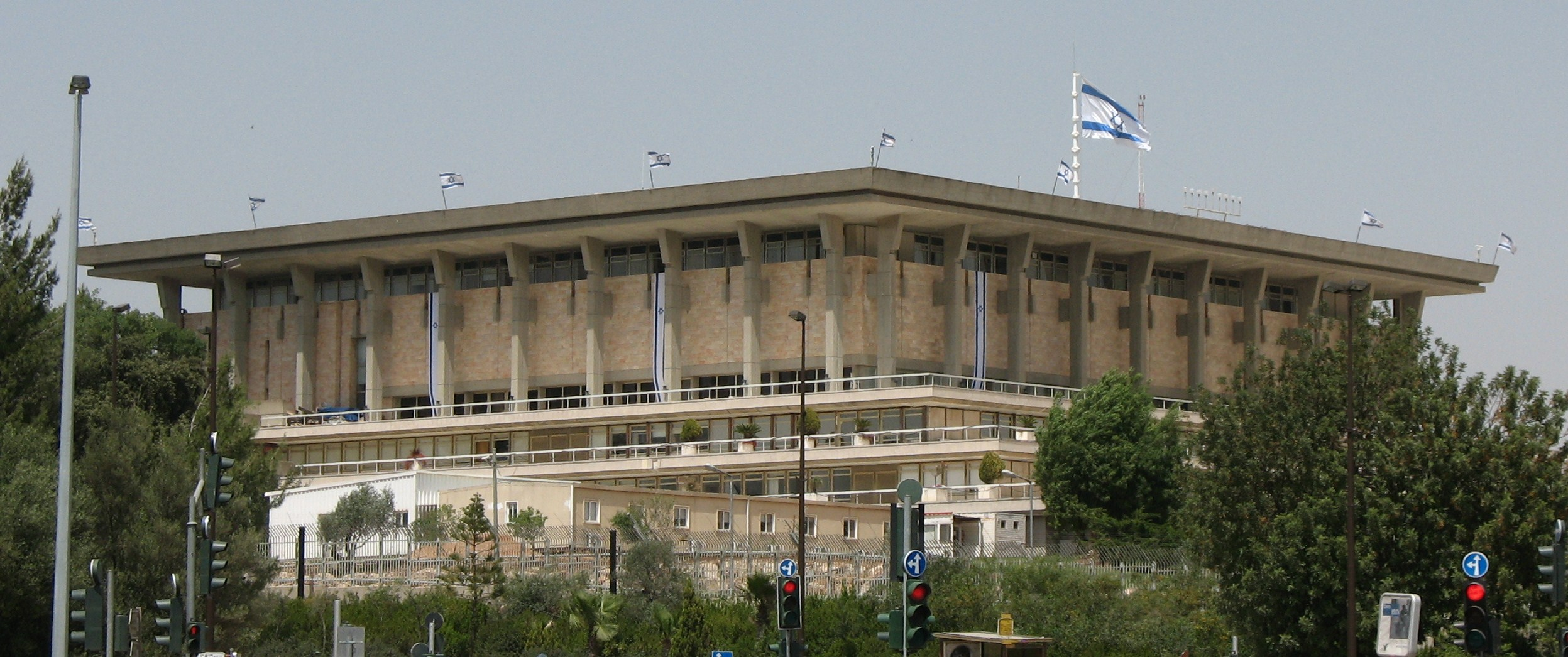
Здание кнессета

Кнессет — однопалатный израильский парламент — состоит из 120 депутатов. Политические партии, преодолевшие процентный барьер (с выборов в кнессет 19-го созыва составляет 3,25 %), представлены в нём пропорционально результатам общенациональных выборов по партийным спискам. Парламентские выборы проводятся каждые четыре года или чаще, при условии поддержки простым большинством депутатов решения о досрочных выборах. В исключительных случаях кнессет может также принять решение о продлении своих полномочий (так, выборы в кнессет 8-го созыва были отложены из-за войны Судного дня).
В обязанности кнессета входят принятие законов (в том числе Основных законов), надзор за деятельностью правительства, утверждение министров и выборы ряда других должностных лиц, включая президента и Государственного контролёра. Кнессет имеет право лишить любого из своих депутатов неприкосновенности, отстранить от должности президента, Государственного контролёра и премьер-министра, а также вынести вотум недоверия правительству, для чего требуется не менее 61 голоса депутатов.

### Судебная власть
Израиль имеет трёхуровневую судебную систему. Нижним уровнем являются мировые суды, расположенные в большинстве городов страны. Над ними стоят окружные суды, расположенные в шести израильских округах. Они рассматривают апелляционные дела, а также функционируют в качестве судов первой инстанции. Третий, наивысший уровень — Верховный суд, располагающийся в Иерусалиме. Он также выполняет двойную роль, как рассматривая апелляции, так и работая в качестве суда первой инстанции — «Высшего суда Справедливости». Последнюю роль он выполняет, рассматривая обращения как граждан, так и не граждан государства против решений государственных властей.
Израильская система законодательства совмещает в себе английское общее законодательство, гражданские законы и еврейское право. Она основана на системе stare decisis (прецедентов) и так называемой адверсариальной системе, когда стороны представляют доказательства суду. Судебные дела разбираются профессиональными судьями, а не присяжными. Браки и разводы находятся под юрисдикцией религиозных судов: еврейских, мусульманских, друзских и христианских. Специальный комитет кнессета, члены Верховного суда и израильской коллегии адвокатов обладают правом избирать новых судей.
Израиль не является участником Международного уголовного суда, подпись под Римским статутом была отозвана 28 августа 2002 года. Причинами этого Министерство иностранных дел страны называет «опасения, что его решения будут предвзятыми из-за международного политического давления» и оно приведёт к переиначиванию международного права или «созданию новых преступлений», приводя при этом наличие в статуте «перемещения части своего собственного гражданского населения на оккупированную ею территорию» и отсутствие терроризма и торговли наркотиками в качестве преступлений.

### Политические партии
Деление партий в Израиле на «левые» и «правые» обусловлено позициями по ряду ключевых вопросов, важнейшим из которых является, в отличие от большинства стран Европы, не социально-экономический, а внешнеполитический (включая такой аспект, как безопасные границы). Однако роль играют также темы отношений государства и религии и прав и обязанностей отдельных этнических и субэтнических общин, в результате чего среди политических партий Израиля традиционно выделяют не только левые, правые и центристские, но также религиозные и арабские.
До 1977 года все правительства Израиля формировал левоцентристский блок, как правило, при участии религиозных партий. После «электорального переворота» 1977 года на политической арене идёт постоянное соперничество «широкого левого» и «широкого правого» блоков, концентрирующихся соответственно вокруг партий «Авода» и «Ликуд», занимающих несколько более близкие к центру позиции, чем их союзники. С 1984 по 1990 год из-за равенства сил двух блоков страной управляли так называемые правительства национального единства. Введение в 1996 году системы прямых выборов премьер-министра, параллельных парламентским выборам, привело к усилению «партийного полиморфизма» и росту количества в кнессете мелких секторальных партий и списков, от которых стали больше зависеть при формировании коалиций лидеры крупнейших партий. Попытка Ариэля Шарона создать новую «партию власти», объединяющую умеренных правых и левых лидеров, не удалась — созданная к выборам 2006 года партия «Кадима» быстро растратила кредит доверия и уже через семь лет с трудом преодолела избирательный барьер.

### Правовая система
До 1922 года основу правовой системы региона составляла Маджалла — османская кодификация (1869—1876). С получением Великобританией мандата на Палестину в 1922 году османские законы постепенно заменялись британскими, а с 1948 года — израильскими. Однако окончательно Маджалла была отменена лишь в 1984 году специальным израильским законом. В 1980 году был принят Закон об основах права, который окончательно закрепил независимость израильской правовой системы от британской.
Согласно статьи 1 Основного закона от 19 июля 2018 года, Израиль является национальным государством еврейского народа, где он реализует своё право на самоопределение; как еврейское национальное государство Израиль может рассматриваться также в академической среде. В то же время Израиль является многонациональным и демократическим государством, где, наряду с евреями, равные права перед законом имеют и все прочие этнические и религиозные группы. Декларация независимости 1948 года устанавливала 1 октября того же года как срок принятия конституции Израиля. Тем не менее, конституции как единого документа высшей юридической силы в Израиле создано не было, ввиду разногласий по многим вопросам в израильском обществе. Некоторые израильские учёные считают, что Декларацию независимости Государства Израиль можно рассматривать в качестве конституции, поскольку она включает в себя перечень политических и гражданских прав в том виде, в каком он зафиксирован в ряде действующих в мире демократических конституций, однако Верховный суд Израиля постановил, что Декларация Независимости не имеет силы конституционного закона. Роль, приближённую к роли конституции, в израильском праве играют Основные законы Израиля, посвящённые разным правовым сферам и принимавшиеся по одному начиная с 1958 года.
Существенная особенность правовой системы Израиля — включение в неё элементов еврейского религиозного права, хотя израильское право не тождественно религиозному праву. Область, в которую религиозное законодательство было инкорпорировано полностью — личный статус. Под юрисдикцией религиозных судов (еврейских, мусульманских, друзских и христианских) находятся акты гражданского состояния (брак, развод, погребение). По закону от 1957 года, Высший суд справедливости Израиля уполномочен определять рамки компетенции религиозных судов, передавая в их ведение или изымая из него конкретные дела.
Стремление израильского общества к компромиссу, приемлемому для религиозных и нерелигиозных кругов, а также к сохранению национальных традиций в государственной и общественной жизни страны нашло выражение в так называемом статус-кво, сложившемся ещё до возникновения еврейского государства:
- юрисдикция религиозных судов в области личного статуса (браки и разводы) членов каждой общины;
- признание Шаббата официальным днём отдыха для евреев;
- соблюдение требований кашрута на всех государственных кухнях (в том числе в военных и полицейских частях и больницах);
- автономная сеть религиозных школ.

Принципы Галахи частично оказали влияние на иммиграционное законодательство, в частности на Закон о возвращении.

### Права человека
Декларация независимости Израиля провозглашала, что новое государство «будет зиждиться на основах свободы, справедливости и мира… Оно осуществит полное общественное и политическое равноправие всех своих граждан без различия религии, расы или пола. Оно обеспечит свободу вероисповедания и совести, право пользования родным языком, право образования и культуры. Оно… будет верно принципам Хартии Организации Объединённых Наций». При этом с момента основания в Израиле отсутствовал закон о правах человека. Лишь в 1992 году были приняты два Основных закона Израиля — о свободе занятий и о достоинстве и свободе человека, на основе которых был построен в дальнейшем полноценный билль о правах. «Конституционная революция» в Израиле рассматривалась в международных академических кругах как крупное достижение в области прав человека; однако ряд действий правительства Израиля и законов, принятых в период нахождения у власти право-религиозной коалиции, вызвал критику и сомнения в том, что статус Израиля как «единственной демократии на Ближнем Востоке» остаётся реальным.
Неправительственная организация Freedom House в своём отчёте Freedom in the World за 2024 год поставила Израилю оценку 74 («свободная», от 1 до 100, где 100 — максимальная свобода). В оценку включены две компоненты: политические права (34 из максимум 40) и гражданские свободы (40 из максимум 60). Организация отмечает, что положение в Газе и на Западном берегу Иордана в эту оценку не включено. В ежегодном рейтинге свободы прессы, публикуемом организацией «Репортёры без границ», Израиль в 2018 году занимал 87-е место из 180 оценённых стран. Хотя в целом израильская пресса охарактеризована как свободная (редкое для Ближнего Востока явление), рейтинг понижают военная цензура и нарушения прав палестинских и зарубежных журналистов, в особенности в части освещения ситуации в секторе Газа. Согласно Economist Intelligence Unit, в 2023 году Израиль был классифицирован по индексу демократии как несовершенная демократия, заняв 30-е место из 167 стран мира.

### Контролируемые (оккупированные) территории

Карта Западного берега реки Иордан и сектора Газа, 2007 год

В 1967 году, в результате победы в Шестидневной войне, Израиль получил контроль над Западным берегом реки Иордан, Восточным Иерусалимом, сектором Газа, Синайским полуостровом и Голанскими высотами. В соответствии с резолюциями Генеральной Ассамблеи и Совета Безопасности ООН эти территории были объявлены оккупированными. Согласно резолюции Совета Безопасности ООН № 242 от 22 ноября 1967 года для урегулирования конфликта необходимо вывести израильские войска с этих территорий и одновременно обеспечить прекращение всех претензий или состояний войны и уважение и признание суверенитета, территориальной целостности и политической независимости каждого государства в данном районе с гарантией мира и неприменения силы.
Синайский полуостров был возвращён Израилем Египту в 1979 году в результате заключения израильского-египетского мирного договора. Восточный Иерусалим и Голанские высоты были аннексированы Израилем 30 июля 1980 года и 14 декабря 1981 года соответственно. Эта аннексия не получила международного признания.
Хотя остальные захваченные в 1967 году территории не были аннексированы Израилем, Израиль оспаривает их определение в качестве оккупированных, поскольку ранее они не принадлежали ни одному государству в мире, Израиль получил их в результате оборонительной войны и имеет на них историческое право, подкреплённое мандатом Лиги наций. В то же время Израиль признаёт претензии палестинских арабов на эти территории и поэтому считает, что суверенитет над этими территориями следует урегулировать в ходе мирных переговоров. Аналогичной позиции придерживается ряд израильских и зарубежных политиков и юристов.
После Шестидневной войны было создано движение по восстановлению исторических еврейских поселений в Иудее и Самарии (на Западном берегу реки Иордан), а также в секторе Газа. Их создание активно поощрялось правительством Израиля. В 2005 году поселения в Газе были ликвидированы, а в Иудее и Самарии на конец 2024 года численность израильских поселенцев превысила 529 тысяч человек. ООН назвала существование еврейских поселений незаконным и противоречащим Женевской конвенции. Их существование и дальнейшее строительство являются одним из наиболее спорных вопросов в палестино-израильском конфликте.

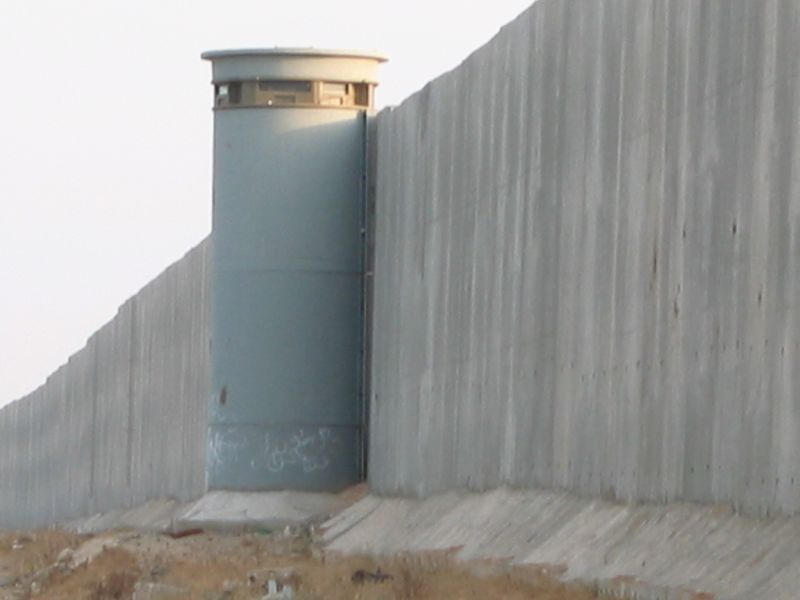
Забор безопасности на границе Западного берега

Западный берег реки Иордан и сектор Газа населены преимущественно палестинскими арабами, среди которых значительную долю составляют беженцы. С 1967 по 1993 год население этих территорий находилось под административным контролем израильской военной администрации с элементами местного самоуправления на муниципальном уровне. После подписания в 1993 году Соглашений Осло и последующего создания Палестинской национальной администрации территория сектора Газа, за исключением 12 % территории, занимаемой израильскими поселениями, и значительная часть Западного берега реки Иордан были переданы по её контроль.
Возведённый в 2003 году забор безопасности, отделяющий Западный берег от территории Израиля, значительно снизил число терактов. В то же время он, по мнению палестинцев, затрудняет экономическую деятельность и передвижение по местности. Международный суд ООН признал в консультативном заключении строительство Разделительного барьера нарушающим международное право. Это решение подавляющим большинством голосов поддержала Генеральная Ассамблея ООН. В 2005 году, в рамках политики одностороннего размежевания, Израиль ликвидировал своё военное и поселенческое присутствие в секторе Газа, однако вооружённое противостояние между контролирующим сектор Газа движением «Хамас» и Израилем продолжается, включая войну, начатую вторжением ХАМАС 7 октября 2023 года.
Политика, проводимая Государством Израиль на контролируемых территориях, вызывает широкий общественный резонанс и резкую критику в части нарушения прав палестинских арабов. Официальные представители Израиля утверждают, что ООН и правозащитные организации применяют к Израилю двойные стандарты в вопросах прав человека. Они заявляют, что Израиль — единственное демократическое государство на Ближнем Востоке, но большая часть критики в области прав человека в этом регионе направлена против Израиля.

## Внешняя политика
По состоянию на февраль 2023 года Израиль поддерживал дипломатические отношения со 166 странами и на сентябрь 2020 года имел 107 дипломатических миссий.
Только два члена Лиги арабских государств имеют урегулированные взаимоотношения с Израилем на протяжении длительного времени — Египет c 1979 и Иордания с 1994 года. Даже смена режима в Египте и приход к власти «Братьев-мусульман» привели только к понижению уровня дипотношений между двумя странами, но не к их разрыву. Мавритания наладила полноценные дипломатические отношения в 1999 году, но в январе 2009 года заявила о замораживании политических и экономических отношений с Израилем в связи с израильской операцией в секторе Газа. Два других члена Лиги арабских государств, Марокко и Тунис, имели дипломатические отношения с Израилем до 2000 года, но с началом Интифады Аль-Аксы временно их приостановили; тогда же закрылось торговое представительство Израиля в Омане. В августе 2020 года о полной нормализации отношений с Израилем объявили ОАЭ, а вскоре после них — Бахрейн. По израильским законам Ирак, Иран, Ливан, Сирия, Саудовская Аравия и Йемен являются вражескими государствами и израильские граждане не имеют права посещать эти страны без специального разрешения министерства внутренних дел. С 1995 года Израиль является членом Средиземноморского диалога, который стимулирует взаимодействие между семью странами Средиземноморского бассейна и членами НАТО.
28 государств-членов ООН либо никогда не признавали Израиль, либо отозвали своё признание; другие разорвали дипломатические отношения, явно не отозвав своего признания, из-за значительной враждебности, проистекающей из израильско-палестинского конфликта и арабо-израильского конфликта.
Иран имел дипломатические отношения с Израилем во время правления династии Пехлеви, но после Исламской революции разорвал все связи и на 2025 год является одним из главных врагов Израиля. Особое беспокойство в Израиле вызывает ядерная программа Ирана, Израиль считает, что соглашение по иранской ядерной программе нарушается Ираном, который тайно разрабатывает ядерное оружие.
Турция и Израиль не поддерживали полных дипломатических взаимоотношений вплоть до 1991 года, хотя и всячески взаимодействовали с 1949 года, с момента признания Турцией Израиля. Однако с момента избрания премьер-министром Турции лидера Партии справедливости и развития Реджепа Эрдогана в 2003 году отмечается стремительная исламизация Турции одновременно с усилением антиизраильской риторики, достигшей максимального накала в период войны на Ближнем Востоке в 2023—2025 году. Основной проблемой стала публичная поддержка ХАМАС со стороны Турции и обвинения Израиля в геноциде палестинцев.
Среди ближайших союзников Израиля — США, Великобритания, Германия и Индия. США признали Израиль де-факто уже на следующий день после провозглашения независимости — 15 мая 1948 года, а впоследствии Израиль получил статус основного союзника США вне НАТО. В 2018 году посольство США в Израиле было перенесено в Иерусалим, что побудило ряд латиноамериканских стран последовать их примеру; до этого более десяти лет в городе, который Израиль провозгласил своей столицей, не было ни одного иностранного посольства. Тесные связи между Израилем и Германией включают взаимодействие в науке, образовании, военном партнёрстве и тесных экономических связях. Индия начала полные дипломатические отношения в 1992 году и с тех пор поощряет военное и культурное сотрудничество с Израилем. Великобритания поддерживает полные дипломатические отношения с Израилем с момента его образования, а также имеет сильные торговые связи.
С 1995 года Израиль является ассоциированным членом ЕС. В связи со своим географическим положением и политическим устройством, Израиль является важным участником проекта Средиземноморского союза и барселонского процесса евро-средиземноморского сотрудничества.
24 ноября 2021 года глава Минобороны Израиля Бени Ганц сообщил, что подписал в Рабате меморандум о взаимопонимании в оборонной области с марокканским министром-делегатом при главе правительства по вопросам национальной обороны Абдельлатифом Лудити.
Как писал Говард Сакер, в первые годы своего существования Израиль совершил серьёзные ошибки во внешней политике в отношении стран Азии и Африки, поскольку «не сумел завоевать репутацию успешного борца за освобождение от колониализма». Сдержанность в отношениях с Китаем также сыграла негативную роль во взаимодействии со странами Азии.

### Арабо-израильский конфликт
Арабо-израильский конфликт возник как реакция на массовую иммиграцию евреев в Палестину. Сионистское движение, на основе которого было создано Государство Израиль, видит в Палестине историческую родину еврейского народа и исходит из утверждения, что этот народ имеет право на собственное суверенное государство. Арабские государства и местные арабы изначально были категорически против создания Государства Израиль на территории Палестины, которую они считают арабской территорией. Частью этого конфликта является палестино-израильский конфликт, обусловленный, в первую очередь, столкновением территориальных интересов евреев и арабов, проживающих в Палестине.
Существует четыре критических противоречия, по которым стороны не могут прийти к взаимоприемлемому соглашению — это раздел Иерусалима, проблема беженцев, проблема поселений и суверенитет над Голанскими высотами. Кроме этого, существуют также радикальные политические и террористические движения, а также правительства некоторых стран, которые принципиально отрицают право Израиля на существование.
До начала XX века конфликты между евреями и арабами случались крайне редко, кроме чисто уголовных проблем с набегами грабителей на еврейские колонии. На Ближнем Востоке только в Палестине арабская иммиграция превышала эмиграцию. Арабы извлекали выгоду из приезда евреев на эту территорию, поскольку это создавало спрос на рабочую силу и рынок сбыта сельхозпродукции. При этом сионисты не восприняли всерьёз рост арабского национализма.
В течение первых десятилетий существования еврейского государства арабские страны продолжали оспаривать легальность его создания, а арабские националисты — призывать к его уничтожению.
Однако после нескольких войн, в которых арабские страны потерпели поражение, в 1978 году состоялся исторический визит в Израиль президента Египта Анвара Садата. Это событие стало первым шагом к признанию Государства Израиль со стороны главы арабского государства. 26 марта 1979 года Анвар Садат и Менахем Бегин подписали египетско-израильский мирный договор, по которому Израиль возвращал Египту Синайский полуостров и обязывался начать переговоры по созданию Палестинской автономии. В 1994 году был подписан израильско-иорданский мирный договор, что сделало Иорданию второй арабской страной, нормализовавшей отношения с Израилем.
В 2020—2021 годах благодаря посредничеству президента США Дональда Трампа были подписаны мирные соглашения Израиля с Объединёнными Арабскими Эмиратами, Бахрейном и Марокко. Договор с Суданом остался нереализованным.

#### Взаимоотношения с палестинскими арабами
После принятия в ноябре 1947 года ООН плана по разделу Палестины на два государства локальные столкновения между евреями и арабами в Палестине переросли в полномасштабную войну, закончившуюся провозглашением независимости и победой Израиля. В это же время возникла проблема палестинских беженцев.
До начала военных действий в 1948 году в Палестине проживали около 750 тысяч арабов. В ходе Войны за независимость Израиля сотни тысяч арабских жителей Палестины покинули свои дома, находящиеся на территории, выделенной, согласно резолюции ООН, для еврейского государства, и части территории, выделенной под арабское государство. Большинство арабских беженцев переселились на оставшуюся часть территории, определённой резолюцией для арабского государства, многие также эмигрировали в другие арабские государства. В Израиле остались лишь около 160 тысяч арабов.
Израильские власти отказались пускать беженцев обратно в места их проживания после войны, а земли и недвижимое имущество беженцев были конфискованы Государством Израиль. В арабском мире эти события получили название «ан-Накба» (араб. ‎النكبة) — «Катастрофа». В это же время в Йемене, Египте, Ливии, Сирии и Ираке прошли антиеврейские демонстрации и жестокие погромы. В результате свыше 800 тысяч евреев были изгнаны или бежали из арабских стран в только что созданное еврейское государство. Этот процесс, по мнению израильской стороны, следует рассматривать как массовый обмен населением в регионе, поскольку место 600 тысяч арабов на территории Израиля заняли 820 тысяч еврейских беженцев. Тем не менее основным предметом разногласий в арабо-израильском конфликте стала судьба только арабских беженцев.

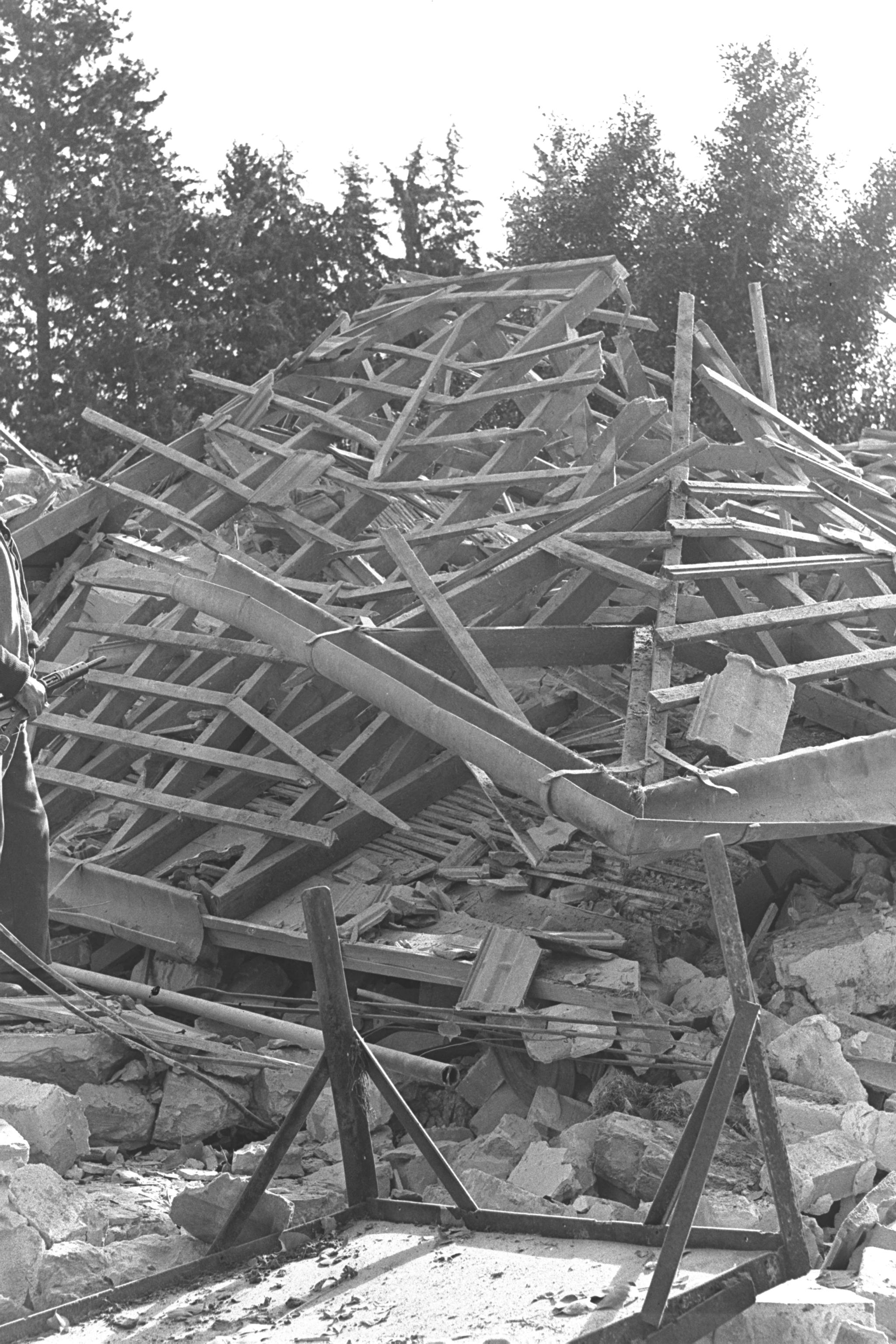
После нападения, Тель-Монд, 1956 год

С 1949 по 1967 год Израиль постоянно подвергался нападениям палестинских боевиков («фидаинов») с оккупированных Египтом и Иорданией территорий, в результате чего погибло более 450 его граждан.
Поражение арабских государств в Шестидневной войне в 1967 году и получение Израилем контроля над всей территорией, предназначавшейся как для еврейского, так и для арабского государства, привело к роста арабского радикализма и терроризма — Организация освобождения Палестины (ООП), созданная в 1964 году, активизировала деятельность, целью которой была объявлена «вооружённая борьба, как единственный путь освобождения Родины». В конце 1960-х — начале 1970-х палестинские террористы предприняли первую волну атак на израильтян по всему миру. Одним из самых громких терактов не только в ходе данного конфликта, но и во всём мире стал захват израильских атлетов на Летней Олимпиаде 1972 года в Мюнхене, закончившийся их гибелью. В 1970 году после попытки свергнуть иорданскую монархию палестинские военизированные организации были изгнаны из Иордании и переместили свою деятельность в Ливан. Палестинцы активно вмешались в гражданскую войну в Ливане и создали анклав в южной части страны, с территории которого производили регулярные террористические нападения на Израиль и крупные акции международного терроризма. Это привело к вторжению израильской армии в Ливан в 1982 году и изгнанию ООП из Ливана в Тунис.
В 1987 году усиление трений между израильскими властями и населением территорий дало толчок к началу Первой интифады (восстания против израильского управления). В её ходе, с ноября 1987 по август 1993 года, жертвами терактов стали 157 израильтян из числа гражданских лиц, ещё 4195 израильских граждан были ранены. По данным пресс-службы ЦАХАЛа, погибли 66 израильских военнослужащих, 4918 военнослужащих получили ранения. За эти же шесть лет сотрудниками израильских служб безопасности были убиты 808 и ранены 16 824 палестинца. Ещё 985 палестинцев были убиты соотечественниками. Во время войны в Персидском заливе в 1991 году многие палестинские арабы поддерживали Саддама Хусейна и приветствовали обстрелы иракскими ракетами территории Израиля. 15 ноября 1988 года в Алжире на сессии Палестинского национального совета — высшего совещательного органа ООП — произошло провозглашение Государства Палестина, которое претендует на территории Западного берега Иордана, Иерусалим и сектор Газа. На июнь 2024 года Государство Палестина признано 146 из 193 государств-членов ООН.

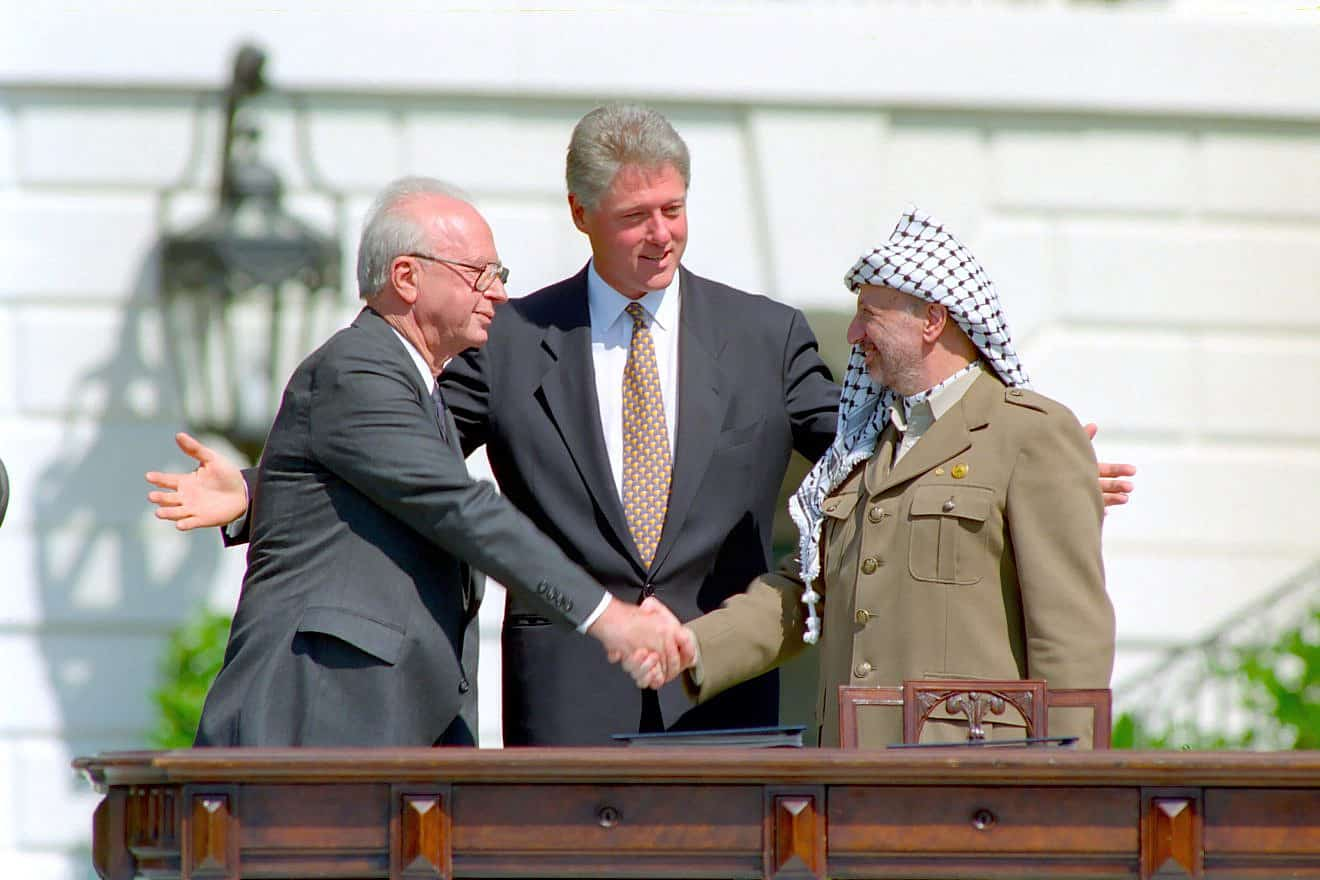
И. Рабин, Я. Арафат и Б. Клинтон на церемонии подписания «Соглашений Осло», 1993 год

В октябре 1991 года, после поражения Ирака, в Мадриде прошла международная конференция по Ближнему Востоку, в которой впервые участвовали представители палестинцев, регулярно проживавшие на Западном берегу реки Иордан и в секторе Газа. После того как в 1992 году премьер-министром Израиля стал Ицхак Рабин, Израиль продвигал политику компромисса с арабскими соседями. Уже в 1993 году в Вашингтоне в присутствии Рабина, лидера ООП Ясира Арафата и Билла Клинтона были подписаны мирные соглашения, согласно которым была создана Палестинская национальная администрация (ПНА), получившая контроль над частью Западного берега реки Иордан и сектором Газа. В ответ ООП обязывалась признать Израиль и прекратить террористическую деятельность.
Поддержка мирных соглашений израильским обществом пошла на спад в результате начавшейся уже в 1994 году серии террористических актов. В 1995 году Ицхак Рабин был убит. Несмотря на утрату доверия к процессу Осло, в конце 1990-х годов премьер-министр Беньямин Нетаньяху вывел войска из Хеврона и подписал «Меморандум Вай-Ривер», дававший палестинцам больше прав самоуправления.
В июле 2000 года при посредничестве президента США Билла Клинтона в Кэмп-Дэвиде состоялись переговоры премьер-министра Израиля Эхуда Барака с возглавлявшим ПНА Ясиром Арафатом. На них Барак предложил план создания палестинского государства на 97 % территории Западного берега Иордана и сектора Газа, однако Арафат отверг его. После провала переговоров палестинские арабы начали Интифаду Аль-Аксы, формальным поводом для которой послужило посещение Храмовой горы лидером оппозиции Ариэлем Шароном.
В 2001 году Шарон стал премьер-министром Израиля. В августе — сентябре 2005 года он осуществил план одностороннего выхода из сектора Газа, в результате которого были разрушены десятки еврейских поселений и выселены более 7 тысяч человек. Он также начал строительство «забора безопасности» между израильской территорией и Западным берегом Иордана.
После проведённой израильскими войсками весной 2002 года операции «Защитная стена», в значительной степени ликвидировавшей террористическую инфраструктуру, масштабы Интифады Аль-Аксы снизились. Она также утратила организованный характер в связи со сменой лидеров: в 2004 году израильские ВВС уничтожили лидеров фундаменталистского исламистского движения «Хамас» Ахмеда Ясина и Абделя Рантиси, а в ноябре того же года умер Ясир Арафат. В то же время регулярным явлением стали ракетные и миномётные обстрелы города Сдерот и прилегающих кибуцев из получившего фактическую независимость сектора Газа.
По данным правозащитной организации «Бецелем», с начала Интифады Аль-Аксы в сентябре 2000 года до декабря 2008 года (начало операции «Литой свинец») израильскими вооружёнными силами и гражданскими лицами были убиты более 4900 палестинцев, в ходе операции «Литой свинец» — почти 1400 и после её окончания — около 3350; ещё около 700 палестинцев были убиты в междоусобной борьбе. По израильским данным, за этот же период с начала Интифады Аль-Аксы палестинской стороной было убито более 1300 израильтян и граждан других стран.
В 2006 году в ходе демократических выборов в Палестинский законодательный совет победу одержало движение «Хамас», признанное многими странами террористическим. Поскольку руководство «Хамаса», придя к власти, отказалось признать ранее заключённые ПНА соглашения с Израилем и разоружить своих боевиков, ЕС и США начали экономический бойкот правительства ХАМАСа. В июне 2007 года в результате вооружённого переворота «Хамас» захватил власть в секторе Газа, заявив о намерении создать там исламское государство. В ответ 14 июня председатель ПНА и лидер ФАТХ Махмуд Аббас объявил о роспуске правительства, ввёл на территории автономии режим чрезвычайного положения и взял всю полноту власти в свои руки. В результате вспыхнувшей войны за власть «Хамас» сохранил свои позиции лишь в секторе Газа, тогда как на Западном берегу реки Иордан власть сохранили сторонники Аббаса. С этого момента неоднократно, в том числе в 2012 и 2017 году, объявлялось об исчерпании конфликта между «Хамасом» и руководством ПНА и формировании правительства национального единства, но противоречия остаются не преодолёнными.
В октябре 2007 года Израиль объявил сектор Газа «враждебным государственным образованием» и приступил к его частичной экономической блокаде. С этого времени Израиль контролирует воздушное пространство и прибрежные районы Газы, а также перемещения её жителей за пределы сектора и торговлю с остальным миром, за исключением «Филадельфийского коридора» на южной границе Газы, который контролирует Египет. Помимо надземных заградительных барьеров и патрулей, ведётся постройка подземных стен на многометровую глубину, призванных предотвратить рытьё туннелей, по которым палестинские боевики проникают на территорию Израиля. В рамках блокады сектора Газы в 2010 году израильские ВМС перехватили на входе в территориальные воды так называемую «Флотилию свободы», вызвав резкую международную реакцию.
Внутриполитическая ситуация в секторе Газа осталась крайне нестабильной — под контролем «Хамаса» он остаётся плацдармом для вооружённых атак территории Израиля. При проведении в 2008, 2012, 2014 и 2021 году Израилем военных операций в Газе задача ликвидации «Хамаса» не ставилась. По сути в отношении ХАМАС проводилась политика сдерживания без стремления покончить с его властью в Газе военным путём
7 октября 2023 года палестинские террористические группировки, поддерживаемые Ираном и ливанской шиитской организацией «Хезболла», во главе с группировкой «ХАМАС», после масштабного ракетного обстрела территории Израиля начали крупномасштабное вторжение. Были атакованы и частично захвачены ряд населённых пунктов в окрестностях сектора Газа, включая город Сдерот и две ближайшие к границе военные базы. Недалеко от кибуца Реим был атакован проводившийся там музыкальный фестиваль, где боевики ХАМАС убили 364 человека, 40 человек были похищены или пропали без вести. Всего в этот день в Израиле погибли более 1200 человек, ХАМАС захватил и похитил в Газу 253 заложника. Часть жертв подверглась сексуальному насилию, включая заложников. В ответ Израиль впервые за 50 лет объявил военное положение и начал наземную операцию в секторе Газа. Эти события стали началом масштабного конфликта с вовлечением в него нескольких десятков стран.

## Население

Изменение численности населения Израиля (1949—2019)

Демографическая пирамида Израиля в 2023

Географическое распределение основных этно-культурных групп населения Израиля

По данным Центрального статистического бюро Израиля на 31 декабря 2024 года, общая численность населения Израиля впервые в истории превысила 10 млн человек и составляет 10 млн 27 тысяч человек. Из них:
- 7 миллионов 707 тысяч (76,9 %) — евреи и другие меньшинства, кроме арабов;
- 2 миллиона 104 тысячи (21,0 %) — арабы (христиане, мусульмане и друзы);
- 216 тысяч (2,1 %) — иностранцы, в том числе иностранные рабочие[6].

На 1 января 2025 года в поселениях на территории Иудеи и Самарии проживало почти 530 тысяч человек или 5,28 % от общей численности населения Израиля. На Голанских высотах в это же время проживало примерно 31 тысяча израильтян и 24 тысячи сирийских друзов.
В 2024 году население Израиля увеличилось примерно на 112 тысяч человек (1,1 %). Рост был обеспечен за счёт естественного прироста (рождение минус смертность) в количестве 129,6 тыс. человек и уменьшен на 18,2 тысяч человек за счёт эмиграции. В сообщении ЦСБ Израиля для прессы от 1 мая 2017 года, посвящённом 69-й годовщине со дня образования Государства Израиль, приводятся данные демографического прогноза, согласно которому к 100-летней годовщине Израиля в 2048 году население страны должно достичь 15,2 млн человек.
Коэффициент рождаемости в 2021 году — 19,57 ‰, коэффициент смертности — 5,39 ‰., коэффициент естественного прироста — 14,19 ‰. С 2002 года увеличивается ежегодный прирост еврейского населения (1,38 % в 2002 году, 1,85 % в 2014 году); рост расширенного еврейского населения, включающего неевреев из смешанных семей, в 2014 году составил 1,94 %, а в абсолютных цифрах был в полтора раза выше, чем за 9 лет до этого. Темпы ежегодного прироста мусульманского населения, напротив, с 2000 года снижаются: 2,24 % в 2014 году — самый низкий показатель с момента обретения Израилем независимости. Доля евреев среди всех живорождённых младенцев в стране, в 2001 году составлявшая ⅔, выросла в 2014 году до 74 %, доля арабов за тот же период снизилась с 30,5 % до 22,9 %. В 2017 году суммарный коэффициент рождаемости среди евреев (3,16 ребёнка на женщину) был выше, чем среди израильских арабов (3,11 — по сравнению с 9,5 в 1960 году). Среднегодовой уровень смертности среди еврейского населения страны за всё время её существования составлял 6,62 на 1000 человек (5,78 в 2014 году), среди мусульманского населения годовой уровень смертности снизился с 8,67 на 1000 человек до 2,48 в 2010 году (после этого наблюдалось небольшое повышение).
Согласно оценке СЦБ Израиля, в 2016 году в Израиле проживали 44 % от общего числа евреев в мире. По данным на 2015 год, из евреев Израиля 4,75 миллиона родились в этой стране (цабарим, сабры) и 1,53 миллиона были репатриантами (олим). По стране происхождения израильских евреев на 2016 год:
- около 690 тысяч были выходцами или детьми выходцев из стран Азии (в том числе более 220 тысяч из Ирака и более чем по 130 тысяч из Ирана и из Йемена);
- почти 900 тысяч из стран Африки — в первую очередь, из Магриба, в том числе свыше 480 тысяч из Марокко, а также более 135 тысяч из Эфиопии;
- почти 1,95 миллиона из стран Европы, Америки и Океании, включая почти 900 тысяч из СССР и стран постсоветского пространства, почти 200 тысяч из Румынии и свыше 180 тысяч из Польши;
- более 2,8 миллиона сабр во втором поколении (с отцом-саброй).

По плотности населения (412 чел./км²) Израиль в 2022 году занимал 31-е место в мире. В списке стран по индексу развития человеческого потенциала находится на 26-м месте в мире: индекс 0,915.

### Языки
В рамках мандата на управление Палестиной, полученного Великобританией от Лиги Наций в 1922 году, в качестве официальных языков на подмандатной территории утверждались английский, арабский и иврит. Языковая политика мандатных властей была намного менее решительной, чем в традиционных британских колониях. Повседневная жизнь не требовала от жителей Палестины знания английского языка; исключение составляли люди, занимавшие официальные посты или служившие в вооружённых силах. В арабских и еврейских школах Палестины поощрялось преподавание на соответствующих языках, английский же вводился как обязательный предмет только с пятого класса.

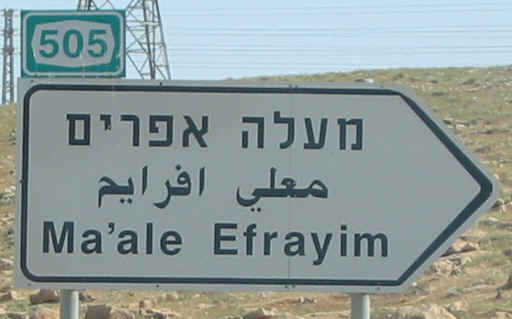
Дорожный указатель в Израиле на иврите, арабском и английском языках

После создания Государства Израиль английский язык потерял статус официального, хотя и сохранил часть формальных функций. Так, даже в XXI веке надписи на банкнотах и почтовых марках Израиля дублируются на этом языке, а министерство внутренних дел Израиля публикует английский перевод всех принимаемых законов.
Иврит стал первым государственным языком Израиля, а арабский — вторым. Тем не менее на практике статусы этих двух языков не были равны. Часто требовалось специальное решение суда, чтобы ввести записи на арабском на дорожных указателях и названиях улиц; адреса на бланках частных компаний и государственных учреждений часто печатались только на иврите и английском. C 2018 года Основной закон: Израиль — национальное государство еврейского народа провозглашает государственным языком только иврит, но говорит об «особом статусе» арабского языка.
В то же время Израиль — страна иммигрантов и, как следствие этого, многоязычное государство. Масштабная репатриация 1990-х годов из стран бывшего СССР привела к большей толерантности в языковой политике Израиля, выражающейся в существовании многочисленных периодических изданий на русском языке. После массового приезда в страну эфиопских евреев при поддержке министерства образования с частотой раз в один и два месяца издаются две газеты на амхарском языке.

### Религия

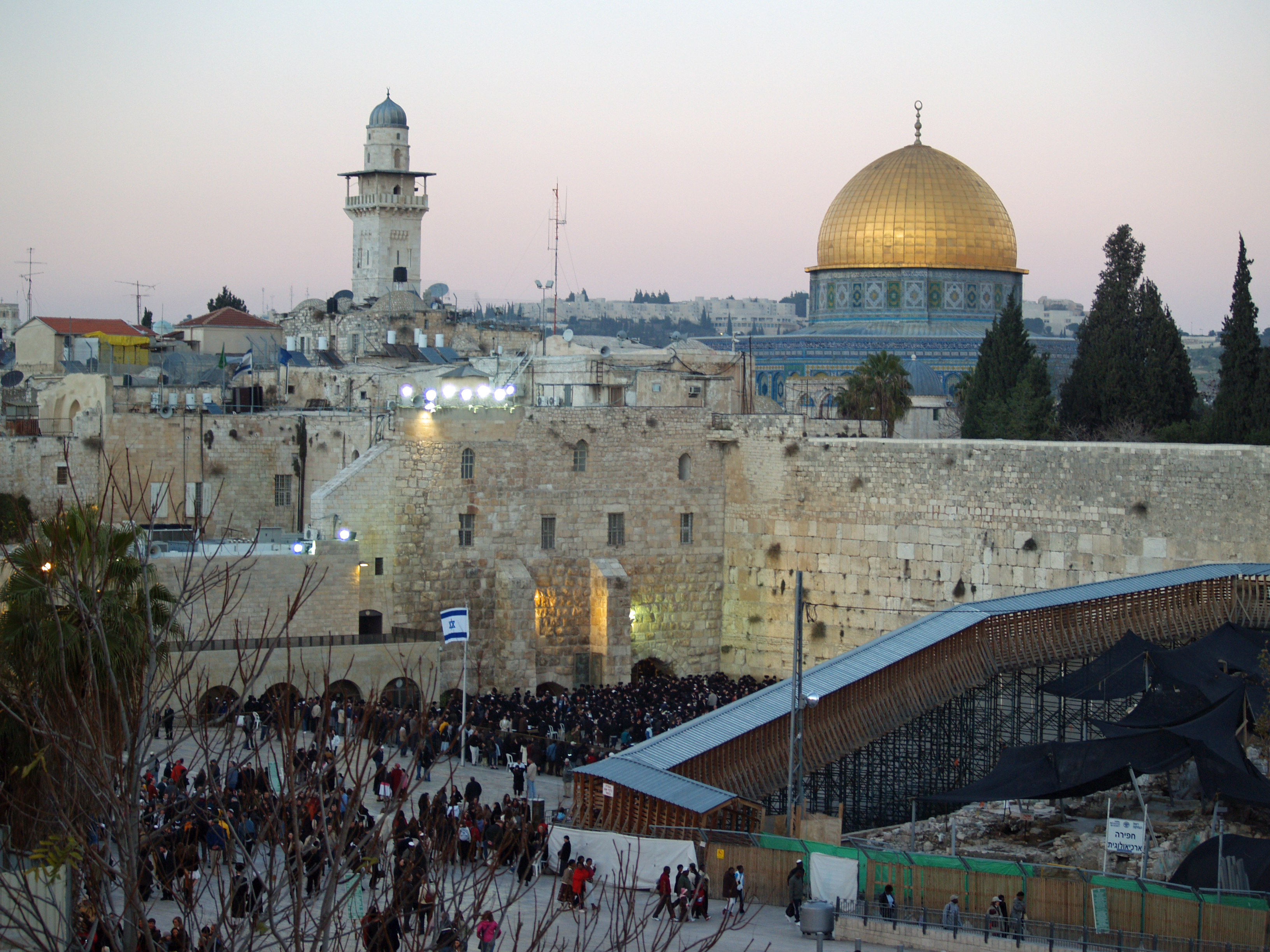
Стена плача и Храмовая гора, Иерусалим

Государство Израиль было основано, в первую очередь, в качестве «национального очага» для всего еврейского народа и определяется в Декларации независимости как «еврейское государство». Закон о возвращении Государства Израиль даёт право всем евреям, а также людям, имеющим еврейское происхождение, получить гражданство страны. Положение о том, что Израиль — национальное государство еврейского народа, повторяется и в принятом в 2018 году одноимённом основном законе. В то же время, Израиль — демократическое государство, где по закону равные права с евреями имеют и все прочие религиозные и этнические группы.
Религиозная принадлежность населения Израиля по состоянию на 2017 год:
 Иудеи (74,5 %) Мусульмане (17,8 %) Христиане (2,0 %) Друзы (1,6 %) Не указана (4,1 %)
Согласно ЦСБ Израиля, на конец 2017 года 74,5 % граждан страны были записаны как иудеи, 17,75 % — мусульмане, 1,95 % — христиане, и — 1,6 % друзы. Ещё для 4,2 % населения деноминация не была определена.
По данным опроса 2009 года, среди еврейского населения Израиля 22 % определяли себя как ортодоксальные евреи, 32 % — как соблюдающие традицию и 46 % считали себя светскими (в том числе 3 % — антирелигиозными).
Мусульмане являются наиболее многочисленным религиозным меньшинством в Израиле — около 1,5 миллиона в середине 2010-х годов, почти 70 % из них на севере страны (в Галилее и Хайфе). Мусульманами (преимущественно суннитами) являются большинство израильских арабов. Мусульманское население страны выросло почти в 10 раз с момента провозглашения Государства Израиль. В Израиле действуют свыше 400 мечетей, в том числе более 70 в Иерусалиме, около 300 имамов и муэдзинов получают зарплату от государства.
Христиане в Израиле тоже представлены в основном арабами. Около 60 % израильских христиан в середине 2010-х годов были прихожанами мелькитской греко-католической церкви, ещё 30 % — православными. Другие конфессии включают католиков римского обряда, маронитов, верующих армянской апостольской церкви и других, быстро растёт число так называемых «мессианских евреев» (9—12 тысяч на 2005 год). Некоторая часть христиан — неевреи, приехавшие в качестве членов семей евреев, однако большинство таких граждан записано в категорию «без религиозной принадлежности».

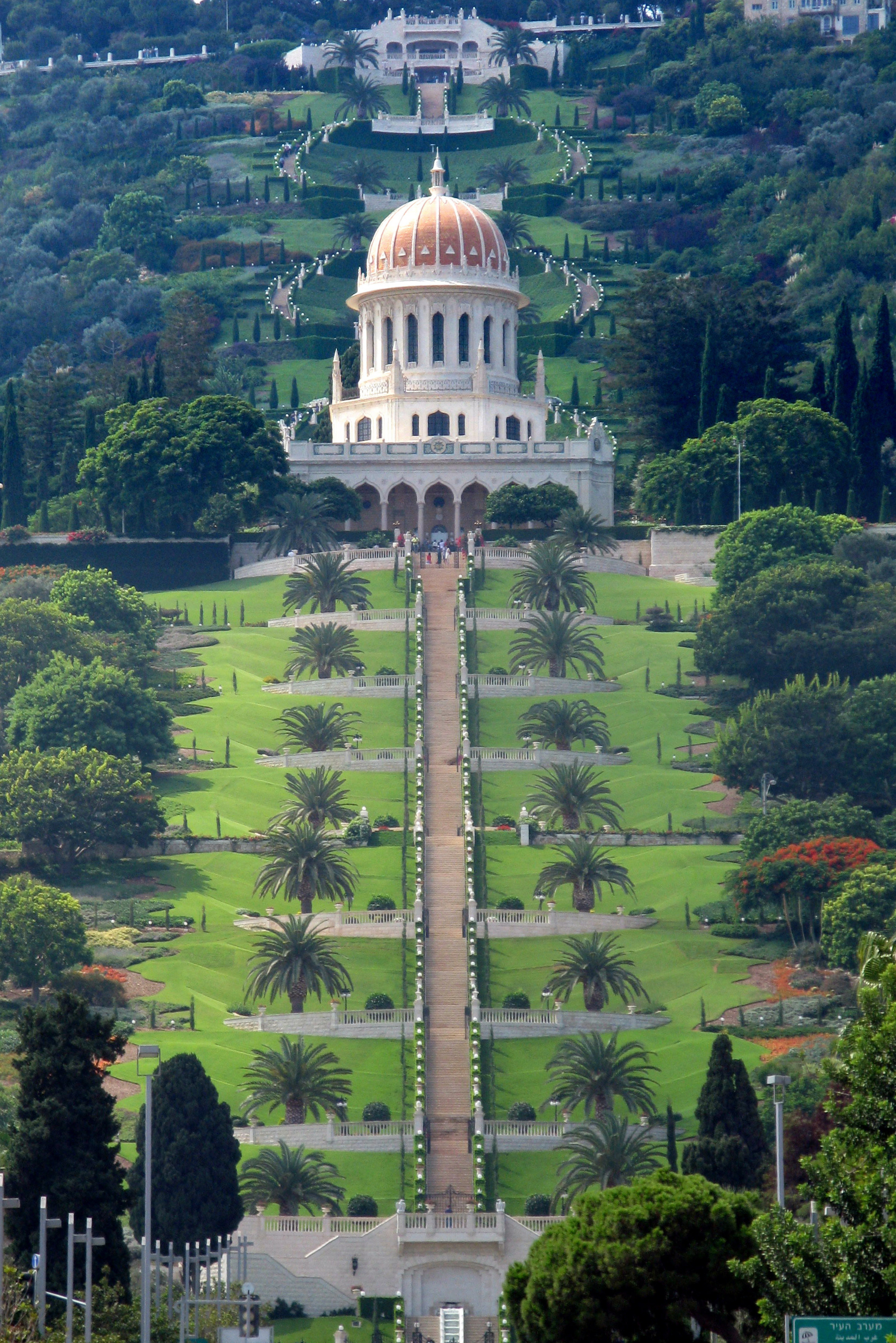
Всемирный центр бахаи, Хайфа

Представители других религиозных групп, включая буддистов и индуистов, также присутствуют в Израиле, хотя и в небольших количествах. Хотя духовный центр религии бахаи, резиденция её Всемирного дома справедливости и гробницы основателей расположены на севере Израиля, в Святой Земле не возникло постоянной бахаистской общины, и эта вера представлена в Израиле только штатом добровольцев и паломниками.
Израиль является религиозно разделённым обществом — религиозные и светские группы образуют отдельные социальные миры с очень небольшим количеством близких друзей и смешанных браков за пределами своей группы. Опрос 2014—2015 годов показал, что у подавляющего большинства верующих иудеев, мусульман, христиан и друзов близкие друзья, как правило, принадлежат к их собственной религиозной общине. Почти все иудеи, мусульмане, христиане и друзы вступают в брак или во внебрачные отношения с представителями своей религиозной группы. Внутренние группы израильского еврейства тоже изолированы друг от друга по религиозному признаку — так, у 95 % харедим супруг также является ультраортодоксом, а 93 % нерелигиозных евреев имеют нерелигиозного супруга/партнёра.
Помимо веры бахаи, в Израиле расположены ключевые святые места авраамических религий — иудаизма, христианства и ислама. Главной святыней иудаизма является расположенная в Иерусалиме Храмовая гора; большое обрядовое значение приобрела прилегающая к ней Стена плача. Культовый статус для иудеев имеют Пещера Патриархов в Хевроне, гробница Рахили недалеко от Вифлеема, могилы вероучителей в Галилее. Святыми для христиан являются места, связанные с событиями Нового Завета, — предполагаемое место рождения Иисуса Христа в Вифлееме, Храм Гроба Господня в Иерусалиме, Базилика Благовещения в Назарете, отдельные объекты в Иерихоне и на Геннисаретском озере. Святость Иерусалима для мусульман связана с рассказом о чудесном путешествии пророка Мухаммеда в отдалённейшую мечеть и его вознесении на небо. Большинство святынь ислама в Израиле и на Западном берегу Иордана совпадают с местами, почитаемыми иудеями и христианами.

## Административное деление

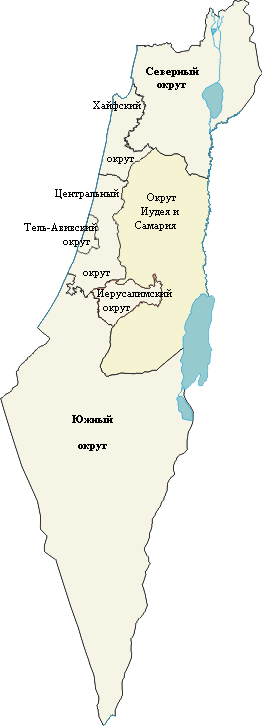
Округа Израиля

Государство Израиль разделено на 7 административных округов, называемых мехозот (ивр. מחוזות‎, ед. ч. — махоз) — Центральный, Хайфский, Северный, Иерусалимский, Южный, Тель-Авивский и округ Иудея и Самария, статус которого остаётся спорным на международном уровне. Округа подразделяются на 15 подокругов — нафот (ивр. נפות‎; ед. ч. — нафа), которые, в свою очередь, разделены на 50 районов. Для статистических целей также выделяются четыре городских агломерации: Иерусалим (население на 2017 год — 1,3 млн человек), Тель-Авив (3,9 млн), Хайфа (около 940 тысяч) и Беэр-Шева (около 380 тысяч). В 19 городах Израиля проживает по 100 тысяч человек и более. Крупнейшим из них в 2024 году был Иерусалим с населением 995 073 человек; Тель-Авив на втором месте (479 153) и Хайфа на третьем (296 187).

## Экономика и финансы

### Общее состояние, основные показатели
Запланированный государственный бюджет Израиля на 2025 год составляет 607,4 млрд шекелей при запланированном дефиците 4,3 %.
Объём ВВП Израиля по ППС за 2023 год по данным Всемирного банка составил 528,107 млрд долларов США — 50-е место в мире и пятое — в Юго-Западной Азии (после Турции, Саудовской Аравии, Ирана и ОАЭ). По валовому национальному продукту на душу населения (ППС) 36 400 долларов в 2017 году Израиль занимал 55-е место в мире. Рост ВВП Израиля за 2018 год составил 3,3 %. Структура экономики Израиля имеет характерные для постиндустриального общества черты, с преобладающей ролью сферы услуг в ВВП. В объёме ВВП доля промышленного производства на 2022 год составляла 18,9 %, сферы услуг — 70,8 %, сельского хозяйства — 1,2 %. Общая численность трудоспособного населения на 2023 год — 4,574 миллиона человек, оценочный уровень безработицы — 3,39 % (57-е место в мире).

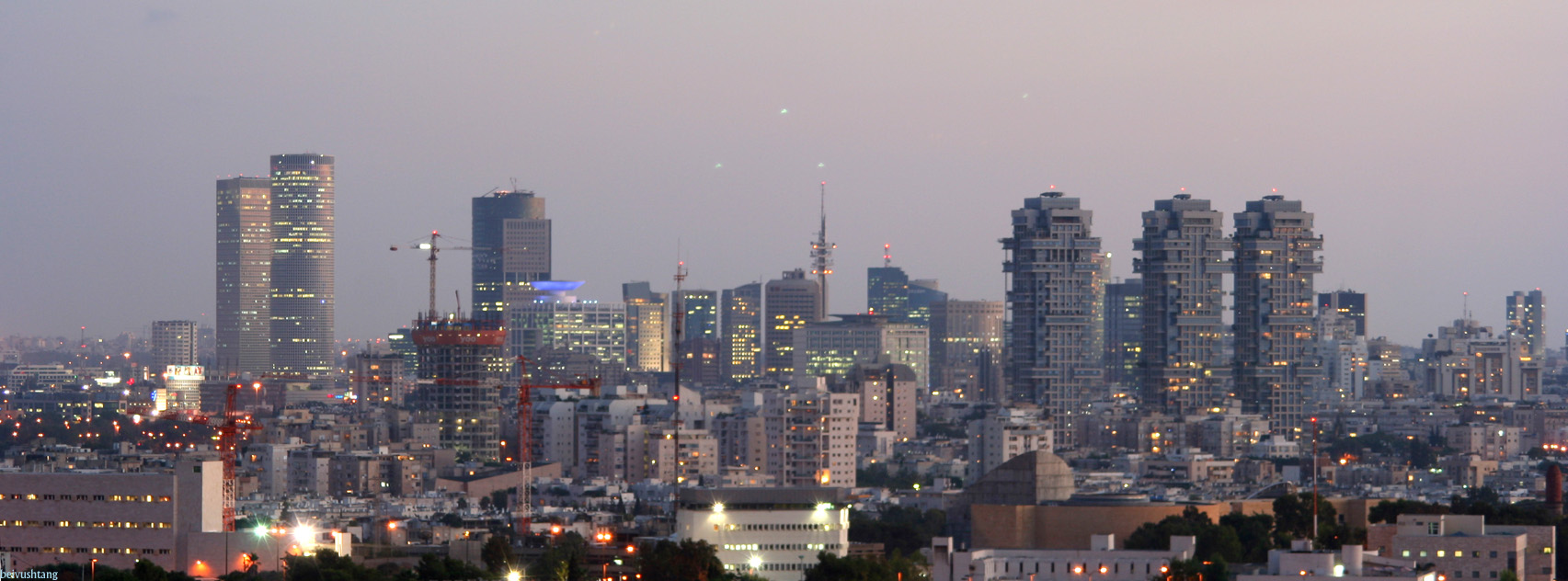
Вид на Тель-Авив

Израиль считается одной из самых развитых стран в Юго-Западной Азии по экономическому и индустриальному развитию. Страна занимала 35-ю позицию (из 190) в рейтинге Всемирного банка «Лёгкость ведения бизнеса» согласно отчёту 2020 года и 16-е место (из 137) в индексе глобальной конкурентоспособности Всемирного экономического форума в 2017 году. По состоянию на 2025 год в рейтинге «лучших стран для ведения бизнеса», составляемом журналом Forbes, Израиль занимал 24-е место в мире из 161. Инновационная среда считается одной из лучших в мире: на 2023 год в Израиле работало 9000 стартапов и более 70 «единорогов».

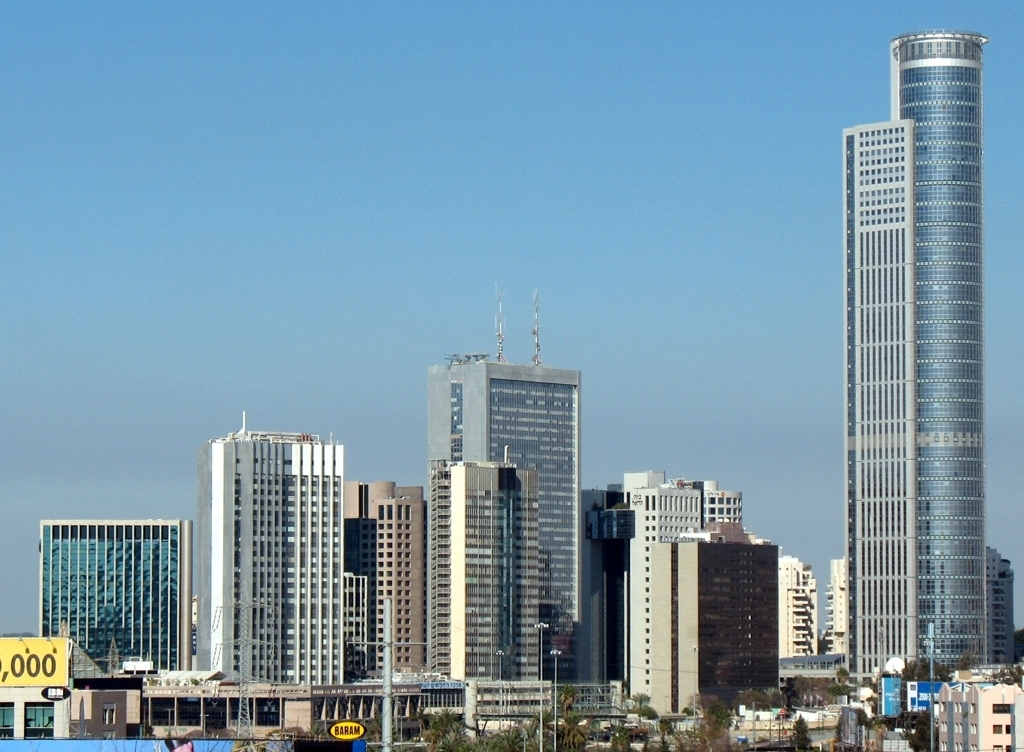
Основной бизнес-центр Израиля в Рамат-Гане, где расположена Алмазная биржа

В 2004 году Израиль был на первом месте по количеству компаний в индексе «NASDAQ» среди стран за пределами Северной Америки, а в 2014-м занимал второе место после Китая в списке всех компаний «NASDAQ» за пределами США. По состоянию на 2018 год, Израиль оставался единственным ближневосточным государством, представленным в листинге «NASDAQ»: все 98 компаний с Ближнего Востока в листинге базировались в Израиле. В 2010 году Израиль был принят в ОЭСР, в которую входят самые развитые в социально-экономическом плане страны мира.
Израиль является мировым лидером в технологиях охраны водных ресурсов и геотермальной энергетики. Его передовые технологии в программном обеспечении, телекоммуникациях, естественных науках делают его аналогом Кремниевой долины в США. Среди компаний, построивших в Израиле свои первые иностранные центры исследований и разработок — Intel, Microsoft и Apple. В 2006 году американский миллиардер Уоррен Баффет приобрёл за 4 млрд долларов контрольный пакет акций израильской компании Iscar, что стало его первым приобретением за пределами США, и выкупил остаток акций семь лет спустя. В 2017 году корпорация Intel приобрела иерусалимскую компанию Mobileye за 15,3 миллиарда долларов, а 18 марта 2025 года корпорация Google объявила о покупке израильского стартапа в сфере кибербезопасности Wiz за 32 миллиарда долларов.
В то же время выражаются сомнения в самодостаточности израильской экономики, включающей субсидии и помощь из-за рубежа — в первую очередь, из США. Израиль лидирует по общей сумме помощи, полученной от США после Второй мировой войны. С 1946 по 2023 год Израиль получил от США более 200 млрд долларов помощи в сфере безопасности. В начале 2010-х годов доля американской помощи в оборонном бюджете Израиля составляла до 22 %.

### Промышленность и энергетика
Промышленностью Израиля производится высокотехнологичная продукция, а также товары из бумаги и древесины, калийные и фосфорные удобрения, едкий натр и другие химикаты, медикаменты, строительные материалы, пластик, обработанные алмазы, текстиль, обувь, пищевые продукты, напитки и табак. Рост промышленного производства в 2017 году составил 4 %.
В Израиль импортируются в основном сырьё, вооружение, средства производства, необработанные алмазы, топливо, зерно, потребительские товары. Согласно данным Института Ближнего Востока, в израильском экспорте за 2016 год 23,6 % составляли огранённые алмазы, 19,7 % — компьютерная, электронная и оптическая техника, 12,4 % — изделия химической промышленности и 11,5 % — продукция оборонной промышленности. В 2017 году страна занимала пятое место в мире по экспорту оружия и оборонных технологий, после США, России, Франции и Германии. За пять лет до этого в Израиле насчитывалось 1006 компаний и 312 независимых предпринимателей в сфере экспорта оборонной продукции.
Государство Израиль ведёт политику субсидирования предприятий, занятых исследованиями и внедрением новых технологий, ежегодно выделяя на эти цели около 400 млн долларов. Распределением субсидий занимается Израильское управление инноваций (ранее известное как Бюро главного учёного) при министерстве торговли. Компании, получавшие субсидии, выплачивают министерству компенсации в виде процентных отчислений от реализации продукции (управление получает обратно ежегодно порядка 100 млн долларов).
С 14 февраля 2023 года Израиль стал экспортёром нефти с объёмом поставок 700 тысяч баррелей с месторождения «Кариш» на границе с Ливаном. Израиль является крупным экспортёром природного газа, в основном в Египет и Иорданию. В 2024 году прибыль от продажи газа и полезных ископаемых составила 2,7 млрд долларов. Основные месторождения добычи на прибрежном шельфе — «Левиафан», «Тамар» и «Кариш».

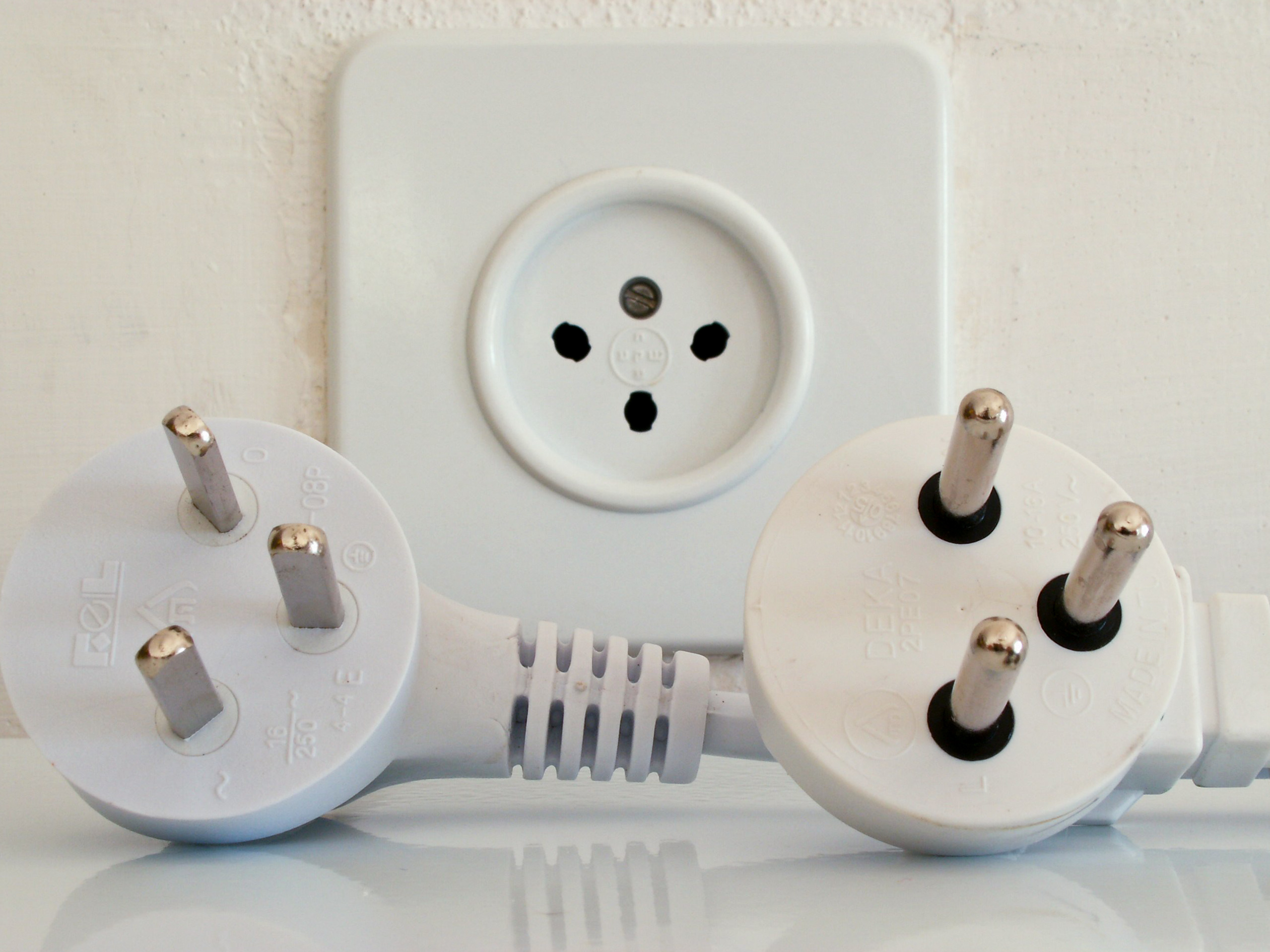
Израильские вилки устаревшего (слева) и современного образца и розетка, адаптированная для обоих типов

Израиль полностью обеспечивает собственные потребности в электроэнергии. В 2015 году было, по оценке, приводимой Всемирной книгой фактов ЦРУ, выработано 60,44 млрд кВт·ч и потреблено 52,78 млрд кВт·ч. Продано 5,2 млрд кВт·ч электроэнергии. В сфере электроснабжения долгие годы монополистом была Электрическая компания Израиля. С 2013 года началось производство электроэнергии в промышленных масштабах частными электростанциями, однако в первые годы они могли продавать электроэнергию потребителю только через посредника. В 2024 году потребитель получил возможность приобретать электроэнергию у любой из 18 компаний-производителей, частные компании заняли к этому времени 40 % рынка.

### Сельское хозяйство
Согласно Всемирной книге фактов ЦРУ, в сельском хозяйстве Израиля заняты 1,1 % трудоспособного населения, однако они обеспечивают страну продуктами питания на 93 %. Импортируются в Израиль некоторые зерновые и масличные культуры, мясо, кофе, какао и сахар. При этом значительный объём собственной сельскохозяйственной продукции Израиля экспортируется (в 2005 году на его долю приходилось 2,4 % общей стоимости товарного экспорта страны). По различным оценкам, каждый израильтянин, занятый в сельском хозяйстве, способен прокормить от более 50 до более чем 90 своих соотечественников.
Около 80 % сельскохозяйственной продукции приходится на два типа хозяйств — кибуцы и мошавы (кооперативные деревни со смешанным типом хозяйствования). Наиболее важные отрасли сельского хозяйства: производство цитрусовых культур, овощей, хло́пка, говядины, мяса птицы, молока.

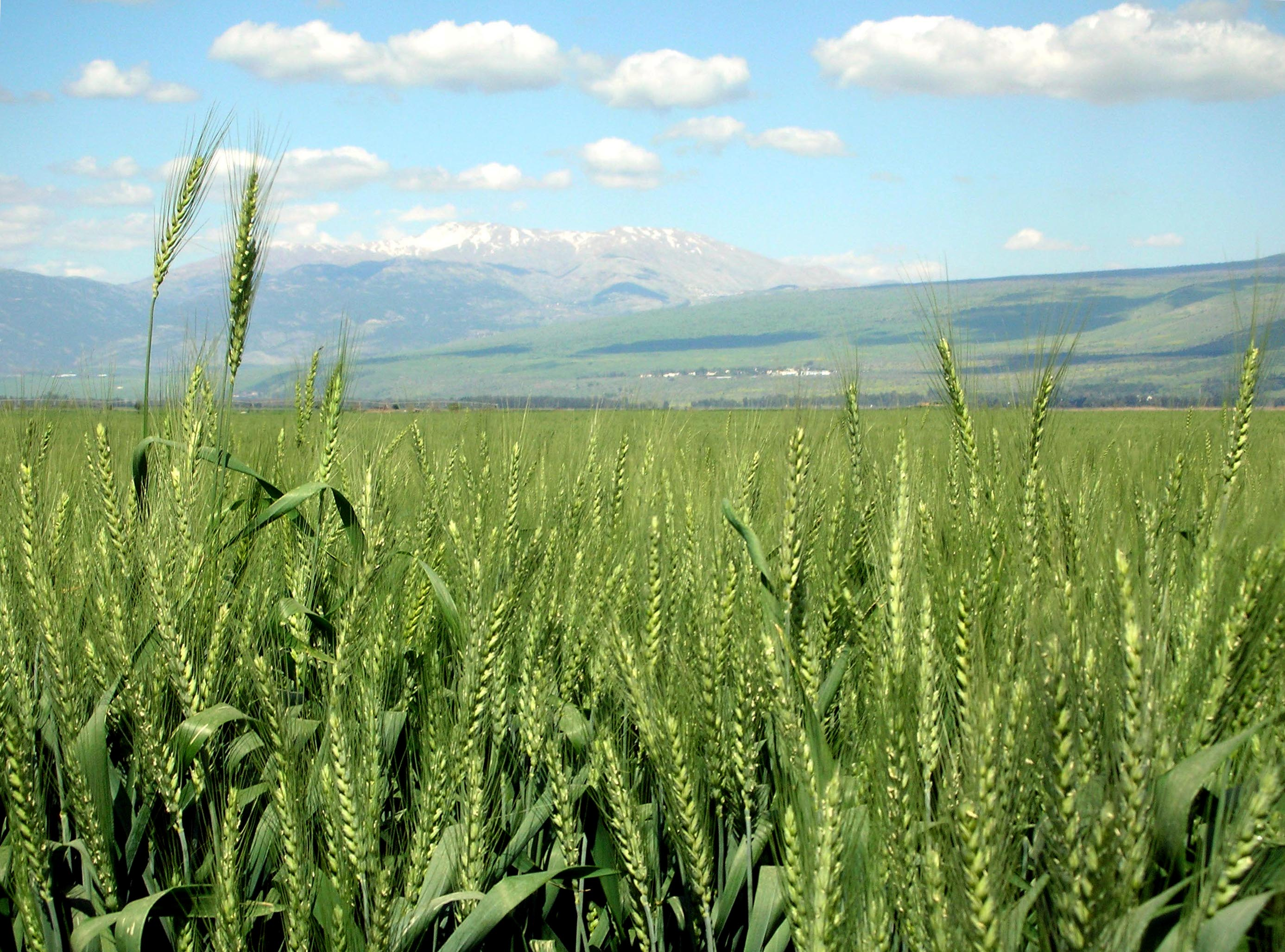
Поле пшеницы в Израиле

В период с 1950 по середину 1990-х годов произошло существенное увеличение площади сельскохозяйственных земель, в том числе орошаемых (в 1990-е годы составлявших около половины от общей площади в 455 тысяч гектар). При этом между 1952 и 1984 годами произошло восьмикратное увеличение объёма сельскохозяйственной продукции. В наибольших объёмах выращиваются хлопок, арахис, подсолнечник, пшеница, цитрусовые культуры (значительная часть урожая которых идёт на экспорт), томаты, картофель. На сельскохозяйственный сектор приходится свыше 60 % всей потребляемой Израилем воды.
Общее производство молока в 2010 году в Израиле составило 1,304 млрд л, в 2014 году — 1,523 млрд л. Средняя израильская корова даёт в год 12 083 л молока (данные 2014 года), что превышает среднюю удойность американской коровы (9331 кг в год) и европейской коровы (6139 кг по данным 2009 года). Рекордный годовой удой в Израиле составляет 18 900 л в год при жирности 5 %. Несмотря на запрет на свинину в иудаизме и исламе — двух преобладающих в Израиле религиях — в стране существует свиноводство в промышленных масштабах; стада кибуцев Мизра и Лахав насчитывали в начале 2010-х годов по 10 тысяч голов каждое.

### Туризм
Важную часть экономики Израиля составляет туризм. В туристическом бизнесе Израиля занято порядка 195 тысяч человек — 6 % от общего числа трудоустроенных. В начале XXI века в сфере туризма и рекреационных услуг создавалось порядка 3 % ВВП Израиля. Основными составляющими международного туризма в Израиле выступают посещение родственников (около трети всех визитов в Израиль), отдых и посещение достопримечательностей, паломничество, деловой туризм и лечение. Особо популярен среди иностранных туристов Иерусалим, который посещают 75 % от общего числа приезжающих, значительный интерес вызывают лечебные источники Мёртвого моря и Тивериадского озера. В то же время остающийся неурегулированным арабо-израильский конфликт выступает в роли фактора, сдерживающего рост международного туризма.
По данным за 2017 год, Израиль посетили 3,6 миллиона туристов, а с учётом однодневных визитов — более 3,8 миллиона (в том числе почти 780 тысяч из США, более чем по 300 тысяч из России и Франции и более 200 тысяч из Германии), доходы от туризма составили 20 млрд шекелей. При этом за рубеж ежегодно выезжает сопоставимое количество граждан Израиля.

### Транспорт и коммуникации

#### Транспорт

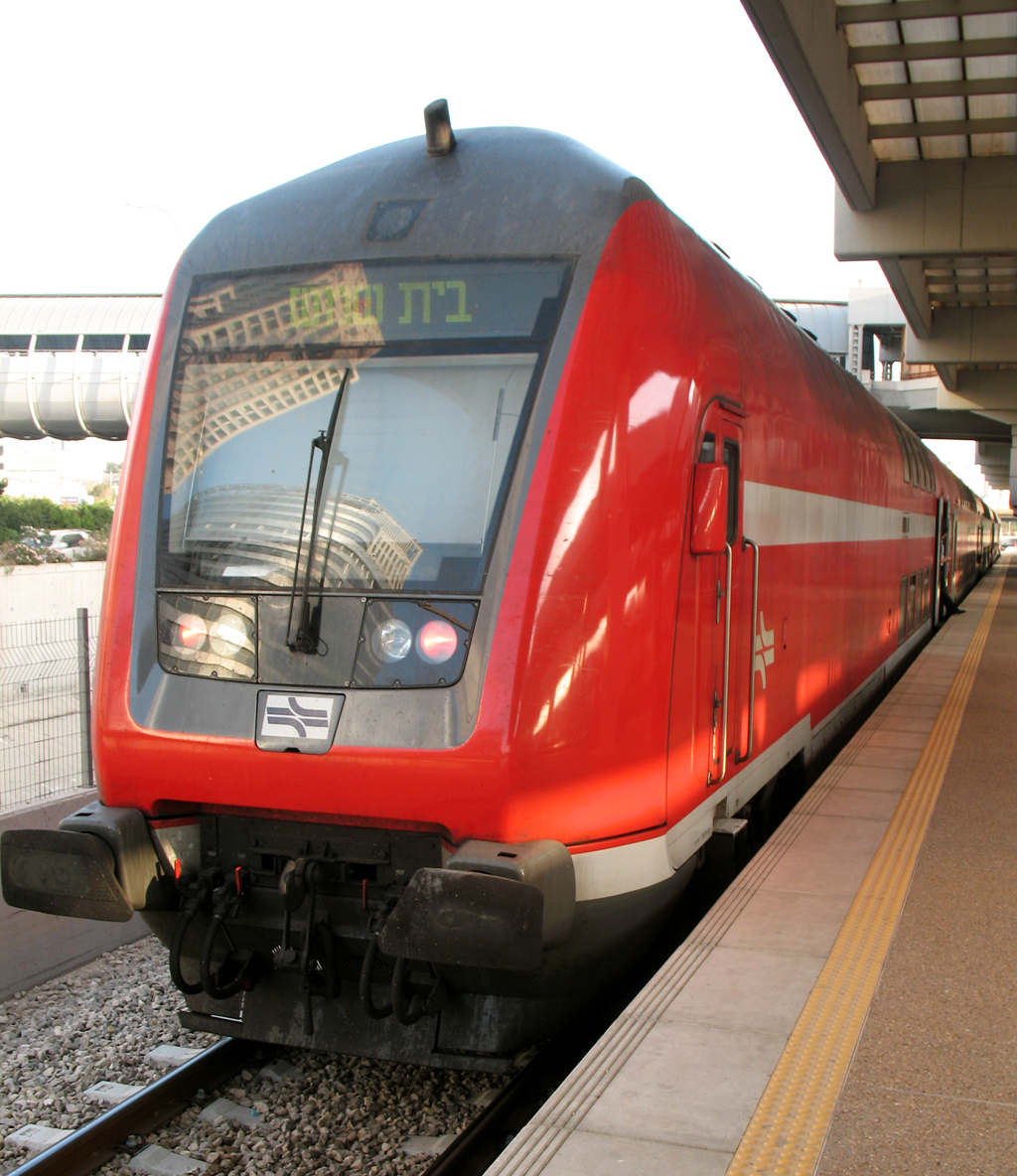
Стандартный двухэтажный состав Bombardier израильских железных дорог

Общая протяжённость железных дорог на 2021 год составляет 1497 км. Ширина колеи — 1435 мм. Протяжённость автомобильных дорог — 20 391 км (все с твёрдым покрытием), из них 449 км — скоростные автострады. Движение на автодорогах правостороннее, а на железной дороге — левостороннее (результат сильного британского влияния в конце XIX и начале XX века). В 2024 году в стране насчитывалось 37 аэропортов и 11 вертодромом. Международные авиарейсы на 2025 год принимают 3 аэропорта: Аэропорт имени Давида Бен-Гуриона, Рамон и Хайфа. Крупнейшей авиакомпанией Израиля является основанная в 1948 году «Эль Аль». На 2020 год в стране действовало 6 авиакомпаний, в октябре 2024 года начала полёты первая открывшаяся с 1990-х новая авиакомпания Air Haifa.
Общая длина газопроводов — 763 км; нефтепроводов — 442 км. Четыре основных морских порта располагаются в Ашдоде, Хадере, Эйлате и Хайфе. С 2007 года в Хайфе действует первый частный порт в стране.
Автобусы на начало XXI века остаются основным видом общественного транспорта Израиля. Автобусные линии связывают практически все населённые пункты. Крупнейшая автобусная компания Израиля «Эгед» в 2001 году была второй по величине в мире, в то время обслуживая 70 % автобусного пассажиропотока страны. В 2011 году в Иерусалиме открыта первая в Израиле скоростная трамвайная система. В Хайфе с августа 2013 года действует сеть автобусов «Метронит», включающая три маршрута и соединяющая Хайфу с северными пригородами (Крайот). Там же действует подземный фуникулёр «Кармелит», занесённый в Книгу рекордов Гиннесса как самая короткая действующая подземная система в мире. Легкорельсовая транспортная система Тель-Авива начала работу в 2023 году.

#### Телефонная связь и интернет
Министерство связи Израиля является регулятором деятельности всех организаций, работающих в сфере связи. Распределение IP-адресов, обслуживание домена .il и многое другое осуществляется Израильской интернет-ассоциацией.
До 2020 года услуги оптоволоконной сети предоставляли компании Partner и Селком, у которых было около миллиона абонентов. С 2020 года такие услуги стала представлять компания «Безек», которая охватывала на тот момент 60 % домохозяйств. До 2022 года пользователи Интернета в Израиле платили отдельно за инфраструктуру и отдельно за услуги интернет-провайдеров. Исключение составляли операторы сотовой связи, которые предоставляют как инфраструктуру для беспроводного Интернета, так и услуги провайдера. С 2022 года это разделение ликвидировано.
На конец 2024 года в Израиле услуги проводной телефонной связи оказывали две компании — «Безек» и Hot Telecommunications Systems, а услуги сотовой связи пять компаний — Pelephone, Селком, Partner, HOT Mobile и Wecom. Все телефонные номера в Израиле семизначные, предваряемые местным кодом (02 — Иерусалим, 04 — Хайфа, 09 — Шарон и т. д.) или кодом сотовой связи (050, 052 и т. д.).
В Израиле существует развитая индустрия IT, и его население считается одним из самых технологически грамотных в мире. В начале 2024 года в Израиле насчитывалось 8,51 миллиона интернет-пользователей, а уровень проникновения интернета составлял 92,1 % от численности населения, а пользование мобильными сетями — 6,92 миллиона пользователей и 74,9 % соответственно. Средняя скорость мобильного интернет-подключения составляла 40,16 Мбит/с, а через стационарное соединение — 167,41 Мбит/с. Согласно индексу цифрового качества жизни, опубликованному в 2022 году, Израиль получил самый высокий балл среди всех стран — 0,76 из 1.

#### Почтовая связь
Почтовая связь в Израиле осуществляется государственной компанией «Доар Исраэль» («Почта Израиля») (в марте 2006 года Почтовое управление при Министерстве связи — «Рэшут ха-доар» — было преобразовано в государственную компанию), а также частными почтовыми агентствами и курьерскими компаниями. Государственная монополия на массовую рассылку была ликвидирована в 2007 году в рамках почтовой реформы, но «Доар Исраэль» и после этого контролирует большую часть рынка почтовых услуг. Перевод на самоокупаемость привёл к сокращениям штатов и общему ухудшению работы компании, и в 2018 году был обнародован проект её частичной приватизации.

### Финансовый сектор и торговля
Израиль является членом ВТО, а также имеет договоры о свободной торговле с ЕС и США. Это компенсирует отсутствие доступа на многие ближневосточные рынки. Основной проблемой израильской экономики многие годы является отрицательное сальдо торгового баланса. Экспорт с 1990-х годов высоко диверсифицирован.
По оценке Всемирной книги фактов ЦРУ, внешний долг Израиля на конец 2017 года превышал 88 млрд долларов. Золотовалютные запасы страны на ту же дату оценочно составляли 113 млрд долларов.
Хотя торговля ценными бумагами в Тель-Авиве началась уже в 1935 году, до основания Государства Израиль, первая (и, по состоянию на 2010-е годы, единственная) площадка по торговле ценными бумагами в Израиле — Тель-Авивская фондовая биржа — создана в 1953 году.

#### Банки
Кредитно-банковскую систему возглавляет Банк Израиля, основанный в 1954 году. В конце 1990-х годов правительство провело приватизацию трёх крупнейших банков страны: «Банк Леуми ле-Исраэль», «Банк Апоалим» и «Банк Дисконт ле-Исраэль». По состоянию на 2008 год в Израиле имеется множество коммерческих банков (как местных, так и филиалов иностранных), ипотечных и инвестиционных. Банковская система характеризуется высоким уровнем специализации.
Согласно Банку Израиля, на территории страны официально ведут свою деятельность представительства иностранных банков и финансовых групп. Некоторые из них имеют статус полноценных банков и предоставляют клиентам полный список банковских услуг. Другие имеют статус коммерческих, промышленных или инвестиционных, поэтому список их услуг узкопрофильный.

### Валюта

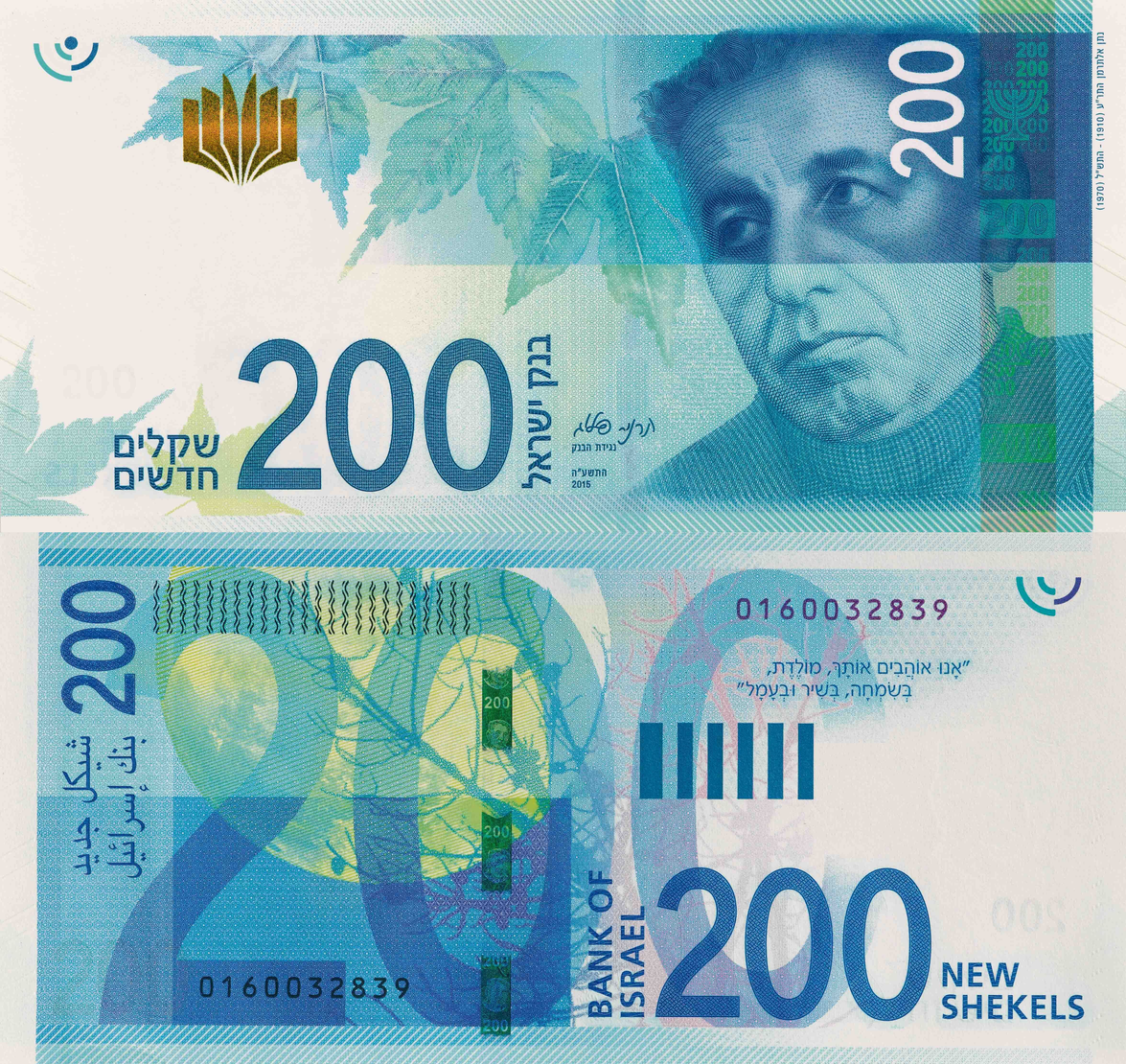
Банкнота в 200 шекелей нового образца (декабрь 2015)

Валютой Государства Израиль с 1985 года является новый израильский шекель (ивр. שקל חדש‎, шекель хадаш, англ. New Israeli Sheqel). Символы: ₪, NIS, согласно номенклатуре ISO-4217 — ILS. Новый шекель является свободно конвертируемой валютой с 1 января 2003 года. С 26 мая 2008 года новый израильский шекель, наряду с несколькими другими свободно конвертируемыми валютами, используется при расчётах в международной межбанковской системе CLS.
Сумма наличных денег в обращении в Израиле на конец 2017 года составила около 82 млрд шекелей. Банк Израиля в рамках соответствия международным стандартам безопасности обязал все бизнесы в стране с 2019 года использовать терминалы, способные считывать чипы EMV.

### Внешнеэкономические связи
Наибольший объём экспорта израильской продукции направляется в США (28,8 % по оценке на 2017 год), Гонконг (7 %), Китайскую Народную Республику (5,4 %) и Бельгия (4,5 %). Ведущими импортёрами товаров в Израиль являются США (11,7 % по оценке на 2017 год), КНР (9,5 %), Швейцария (8 %) и Германия (6,8 %); доля Великобритании и Бельгии в общем объёме импорта, идущего в Израиль, составляет примерно по 6 %. В целом на 2017 год стоимость импортируемых товаров и услуг составляла 66,76 млрд долларов США, экспорт за год до этого оценивался в 64,54 миллиарда.
Главными составляющими израильского экспорта являются техника и оборудование, программное обеспечение, бриллианты и химикалии. Одну из самых больших статей дохода Израиля составляет экспорт оружия и оборонной техники. По данным Стокгольмского института исследования проблем мира (СИИПМ), на 2017 год эта страна входила в пятёрку крупнейших экспортёров вооружения в мире, вслед за США, Россией, Францией и Германией.
Основными составляющими импорта Израиля являются сырьё, топливо, сельскохозяйственная продукция (в частности, зерно), необработанные алмазы и оружие. Израиль, будучи одним из основных экспортёров вооружения, в то же время входит и в число основных импортёров, занимая 18-е место в мире по данным на 2017 год. Оружие поступает из четырёх основных источников — США, Канада, Германия и Италия.

## Армия и службы безопасности Израиля

### Армия
Армия обороны Израиля (ЦАХАЛ) состоит из сухопутных войск, военно-морских сил (ВМС) и военно-воздушных сил (ВВС). Они были образованы в 1948 году во время Войны за независимость из полувоенных организаций, главным образом из Хаганы, образование которых предшествовало провозглашению независимости. ЦАХАЛ также использует информацию Службы военной разведки (АМАН), которая работает во взаимодействии с «Моссадом» и ШАБАКом. Вооружённые силы Израиля считаются одними из лучших в мире как по уровню подготовки служащих, так и по технической оснащённости.
Большинство израильтян призывается в армию в возрасте восемнадцати лет. Мужчины служат три года (с 2020 года в небоевых частях — 2,5 года), а женщины — два. По окончании срочной службы израильские мужчины переходят в запас и проходят по несколько недель резервистских сборов (милуим) каждый год до достижения 40 лет (для отдельных званий и специальностей максимальный возраст прохождения милуим достигает 42 и 49 лет). Большинство женщин освобождено от резервной службы. Израильские мусульмане (кроме друзов), христиане и учащиеся иешив (еврейских религиозных учебных заведений) освобождены от службы в армии; попытки упразднить эти привилегии предпринимаются долгое время. По данным на 2015 год, в ЦАХАЛе служили около 1700 мусульман-добровольцев, в основном из числа бедуинов. Граждане, освобождённые от военной службы, могут проходить Шерут Леуми (альтернативную службу) волонтёрами в больницах, школах и других объектах социального обеспечения. При полном призыве резервистов личный состав израильских вооружённых сил может достигать 800 тысяч человек, что сопоставимо с численностью армий соседних арабских государств, а по количеству бронетанковой техники Израиль превосходит все европейские страны НАТО.

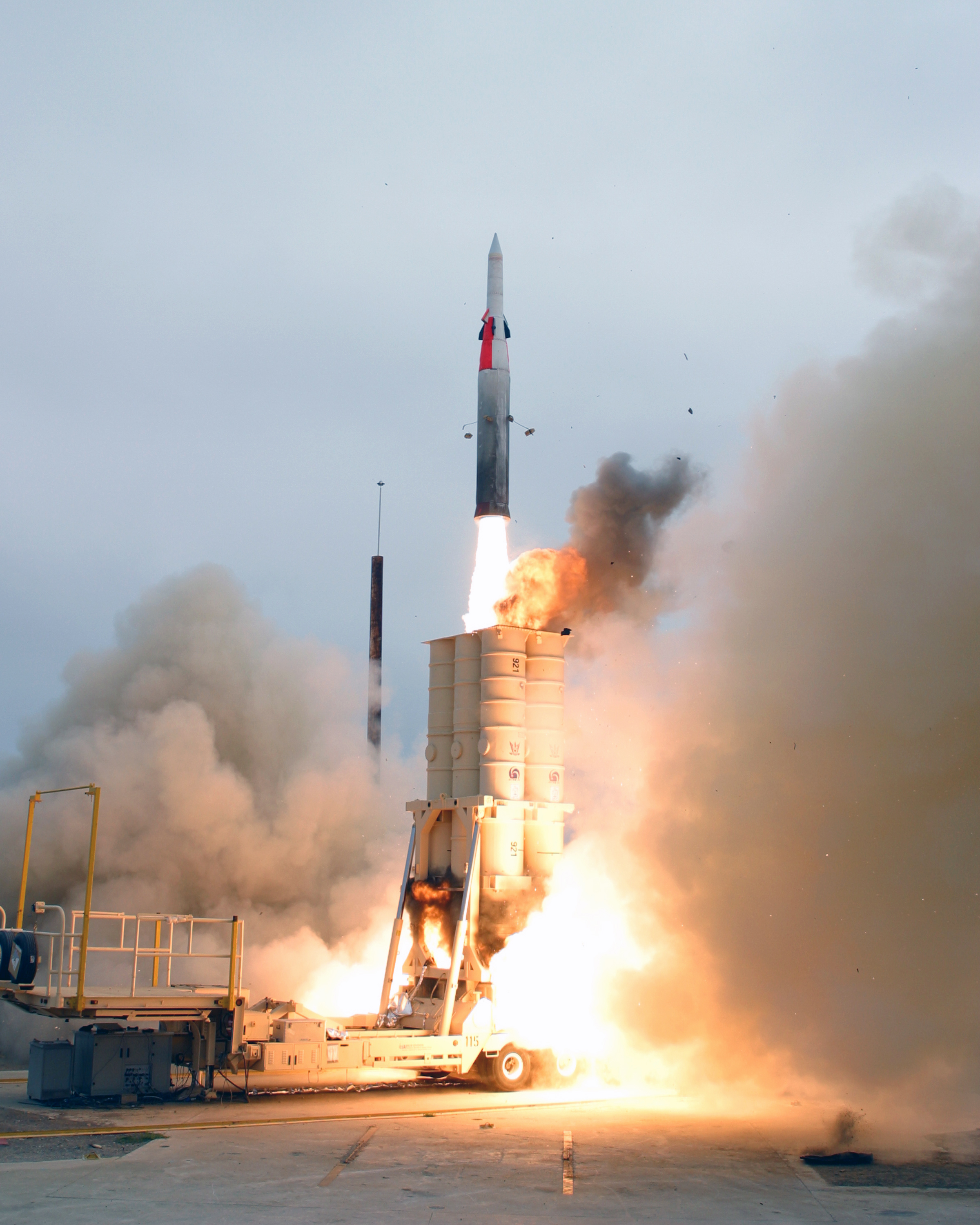
Ракета «Хец», испытательный запуск

С момента провозглашения независимости Израиль тратит значительную часть ВВП на оборону. К примеру, в 1984 году такие затраты составили 24 % ВВП. К 2016 году эта доля снизилась до 5,64 %, однако по сравнению с европейскими странами по-прежнему оставалась большой — по этому показателю Израиль занимал в мире место в первой десятке, наравне с ОАЭ и выше России.

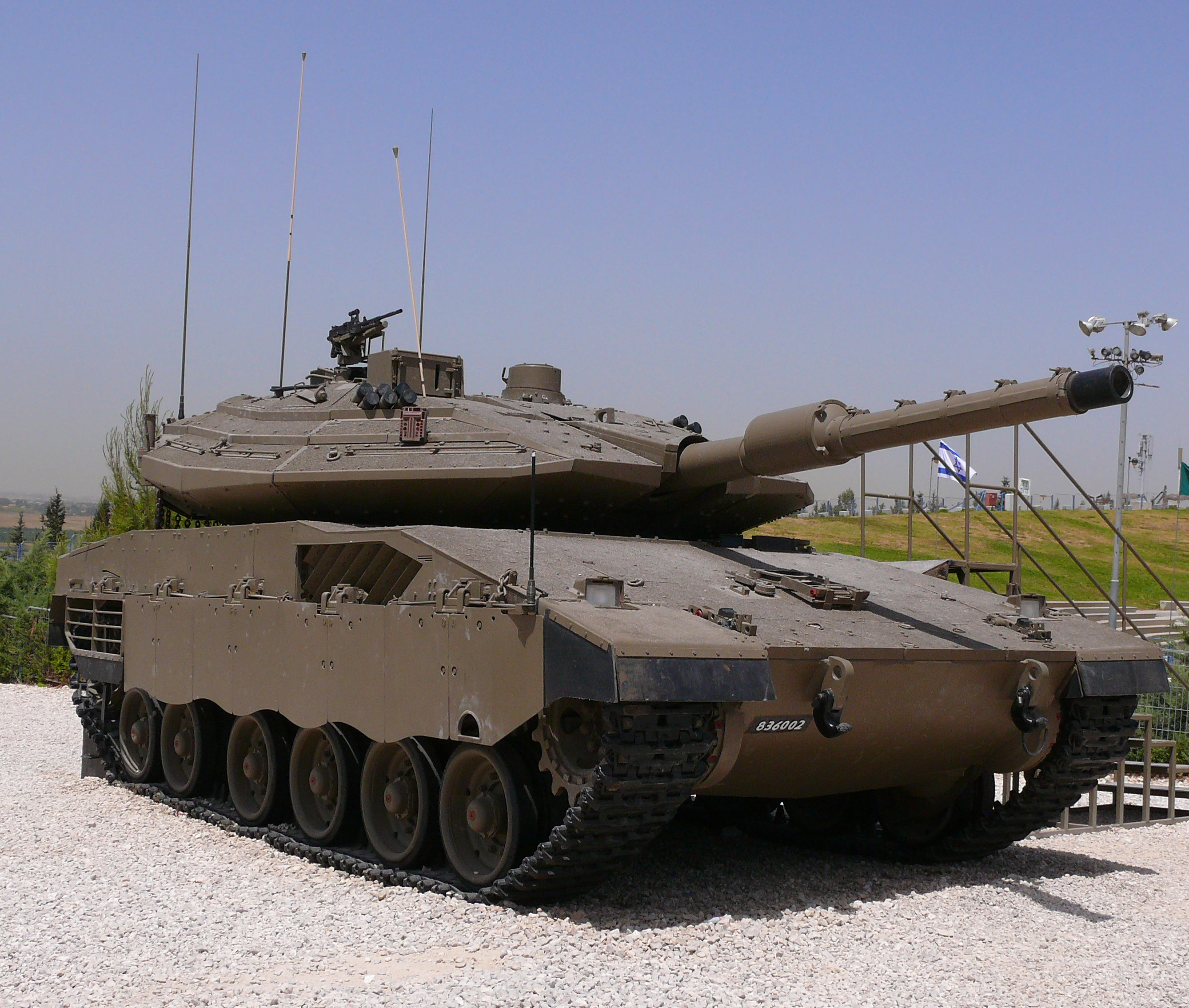
Танк «Меркава-4», выпускаемый Израилем

Израильская армия вооружена в основном высокотехнологичным вооружением, произведённым как в Израиле, так и в других странах. США является самым важным иностранным спонсором ЦАХАЛ; так, на десятилетие с 2019 по 2028 год запланированная американская военная помощь Израилю составит 38 млрд долларов. Израильско-американская разработка, ракета «Хец» (ивр. חץ‎ — «стрела»), является одной из немногих антибаллистических систем подобного рода.
Со времён Войны Судного дня Израиль развивает собственную систему разведывательных спутников. Успех программы «Офек» позволил Израилю самостоятельно запускать спутники. В Израиле выпускаются собственные боевые танки «Меркава» (ивр. מרכבה‎ — «колесница»). Кроме того, Израиль является одним из мировых лидеров в беспилотной военной авиации и входит в число ведущих экспортёров вооружения.
Израиль не подписал Договор о нераспространении ядерного оружия и проводит политику неопределённости относительно обладания ядерными боеголовками. По оценке экспертов Стокгольмского института исследования проблем мира, в 2017 году Израиль располагал приблизительно 80 боеголовками. По другим оценкам, число боеголовок больше — до 200 или даже 400. Специалисты по вооружениям считают, что Израиль обладает полноценной «ядерной триадой» для доставки боеголовок к цели.

### Полиция

Эмблема израильской полиции

Израильская полиция находится под юрисдикцией министерства внутренней безопасности. Для связи с полицией в Израиле надо набрать 100 с любого телефона.
Израильская полиция — профессиональная организация, в 2014 году насчитывавшая 35 000 сотрудников (из них порядка 8000 — пограничная полиция МАГАВ). Кроме того, её работе помогают 70 000 волонтёров «Гражданской дружины» («Мишмар Эзрахи»). Помимо МАГАВ, в структуру полиции входит контртеррористическое подразделение ЯМАМ, основанное в 1974 году; в его задачи входит предотвращение терактов, захват террористов и освобождение заложников.

### Спецслужбы
К системе служб безопасности Израиля относятся: ШАБАК (или «Шин-бет») (ивр. שרות ביטחון כללי‎ Шерут Битахон Клали, ивр. שב"כ‎ Шабак) — Общая служба безопасности Израиля, АМАН (ивр. אמ"ן‎) — военная разведка Израиля — и «Моссад» (ивр. המוסד למודיעין ולתפקידים מיוחדים‎, ха-Мосад ле-модиин у-ле-тафкидим меюхадим) — «Ведомство разведки и особых заданий», политическая разведка Израиля.
ШАБАК занимается контрразведывательной деятельностью и отвечает за внутреннюю безопасность. В его задачи входит противодействие шпионажу, раскрытию государственной тайны, терроризму и политической подрывной деятельности. На ШАБАК возложена охрана премьер-министра Израиля и других членов правительства, объектов оборонной промышленности, собственности Израиля за рубежом; он также осуществляет общий контроль за безопасностью национального авиаперевозчика «Эль Аль».
АМАН, как орган управления военной разведкой в Армии обороны Израиля, занимается аэровоздушной и радиоэлектронной разведкой, собирает информацию с помощью военных атташе в разных странах и подразделений специального назначения, действующих в тылу противника. АМАН отвечает за подготовку ежедневных национальных брифингов для премьер-министра и правительства, целевых исследований по соседним арабским странам, производит оценку вероятности начала военных действий.
«Моссад» — служба внешней разведки. «Моссад» занимается сбором и анализом разведывательной информации, а также тайными специальными операциями за пределами Израиля.

## Здравоохранение

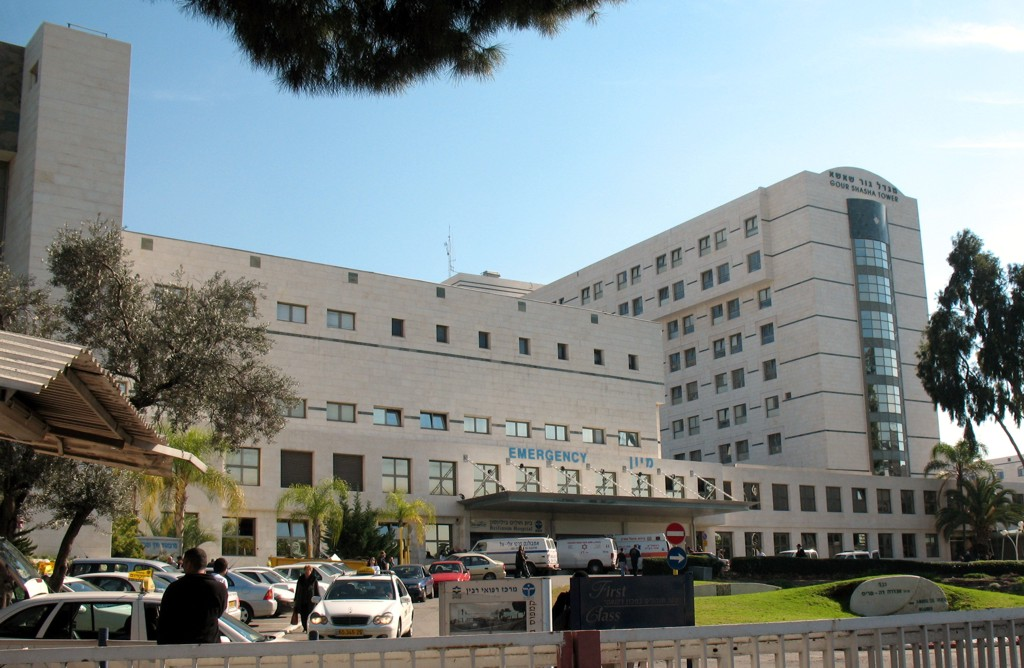
Медицинский центр «Рабин» в Петах-Тикве, главный вход

В Израиле существует развитая государственная система медицинских учреждений, которая гарантирует равные возможности по получению медицинских услуг всеми гражданами. Это право закреплено в законе, действующем с 1995 года. Предоставление медицинских услуг осуществляется в рамках обязательного медицинского страхования (размер страхового взноса определяется в зависимости от размеров дохода). Имеются и частные клиники. Страхованием населения под надзором государства занимаются четыре частные больничные кассы: «Клалит», «Леумит», «Меухедет» и «Маккаби». Дополнительное частное медицинское страхование обязательным не является. Пакет застрахованных услуг не включает психологическую и наркологическую поддержку, косметические операции, участие в покупке очков и операции за границей. В расширенном варианте в корзину застрахованных услуг с 2013 года может включаться стоматологическая помощь.
В Израиле существует два вида машин скорой помощи. Белая карета скорой помощи предназначена для доставки в лечебные учреждения больных с заболеваниями и травмами средней степени тяжести, не требующих специального лечения в дороге. В таком амбулансе находится водитель-фельдшер (ховеш) и, как правило, доброволец. Оранжевые реанимационные бригады (натан) состоят из врачей. Решение о направлении одной из двух бригад принимает диспетчер службы скорой помощи. В Израиле диспетчерская служба скорой помощи вызывается по номеру 101 или с сотового телефона всех операторов по номеру 112.

#### Продолжительность жизни, заболеваемость и смертность
По данным ЦСБ Израиля, в 2016 году страна занимала 11-е место в мире по ожидаемой продолжительности жизни (8-е с 2010 по 2013 год). Средняя продолжительность жизни составляла 82,5 года (84,2 года у женщин и 80,7 у мужчин). По такому новому показателю, как ожидаемая продолжительность здоровой жизни, израильтяне опережали среднеевропейские показатели на 3—4 года (65,1 против 61,8 года у женщин и 65,4 против 61,4 у мужчин). С 1970 года ожидаемая продолжительность жизни в Израиле выросла на 10,3 года при среднем показателе по OECD в 10 лет. Другие показатели — процент населения с избыточным весом (53 %) и ожирением (17 %), доля курящих среди взрослого населения (19,4 %), смертность в первые 30 дней после инсульта (6,8 %) — в Израиле были сходны со средними цифрами по OECD, а потребление алкоголя — существенно ниже (2,6 л на душу населения в год против 9). Частота госпитализаций с заболеваниями дыхательных путей и сердечной недостаточности снижается, но остаётся выше, чем в среднем по странам OECD, тогда как частота госпитализаций с диабетом — ниже (Израиль на 6-м месте из 37). Детская смертность в Израиле — одна из самых низких в мире. Согласно Всемирной книге фактов ЦРУ, в 2024 году Израиль с 2,8 смертями на 1000 новорождённых занимал 213-е место из 227 стран; при этом, однако, по данным 2008—2011 годов, младенческая смертность среди арабского населения (6,78 на тысячу новорождённых) оставалась значительно выше, чем среди прочих этнических групп (2,72).

#### Положение соСПИДиВИЧ
С 1981 по 2010 год в Израиле было зарегистрировано около 6600 больных СПИДом и ВИЧ-инфицированных; количество новых случаев на 100 000 населения в 2010 году составляло 5,6 (по сравнению с 3,6 в 1986 году). Более 40 % от этого числа составляли приезжие из стран с высоким процентом поражения инфекцией (как репатрианты, преимущественно из Эфиопии, так и рабочие-мигранты); другими группами повышенного риска были гомосексуальные мужчины и потребители инъекционных наркотиков. К 2016 году число зарегистрированных случаев превысило 9100, при этом начиная с 2013 года прирост инфицированных ежегодно снижался. Сообщалось об успешных клинических испытаниях экспериментального лекарства от СПИДа, известного как «Гаморра».

## Социальное обеспечение
Социальное обеспечение населения в Израиле возложено на Министерство социального обеспечения Израиля и подотчётный ему Институт национального страхования Израиля. Закон о национальном страховании обязывает жителей Израиля, достигших 18 лет, выплачивать взносы в систему национального страхования. Регулярная выплата страховых взносов даёт право на получение различных пособий (по обеспечению прожиточного минимума, пособия на случай временной потери работы, пособия по старости, пособия на рождение и воспитание детей).

## Наука и образование
В 2021 году расходы на образование составляли 6,1 % от ВВП Израиля, это один из самых высоких показателей в странах ОЭСР. Основными регламентирующими документами в этой области являются Закон об обязательном образовании и Закон о государственном образовании, принятые, соответственно, в 1949 и 1953 годах. Государственный закон об образовании, принятый в 1953 году, учредил пять типов школ: государственные светские, государственные религиозные, ультраортодоксальные, общинные школы в поселениях и арабские школы. Государственные светские школы, самая большая группа школ, посещаются большинством еврейских и других неарабских учеников в Израиле.

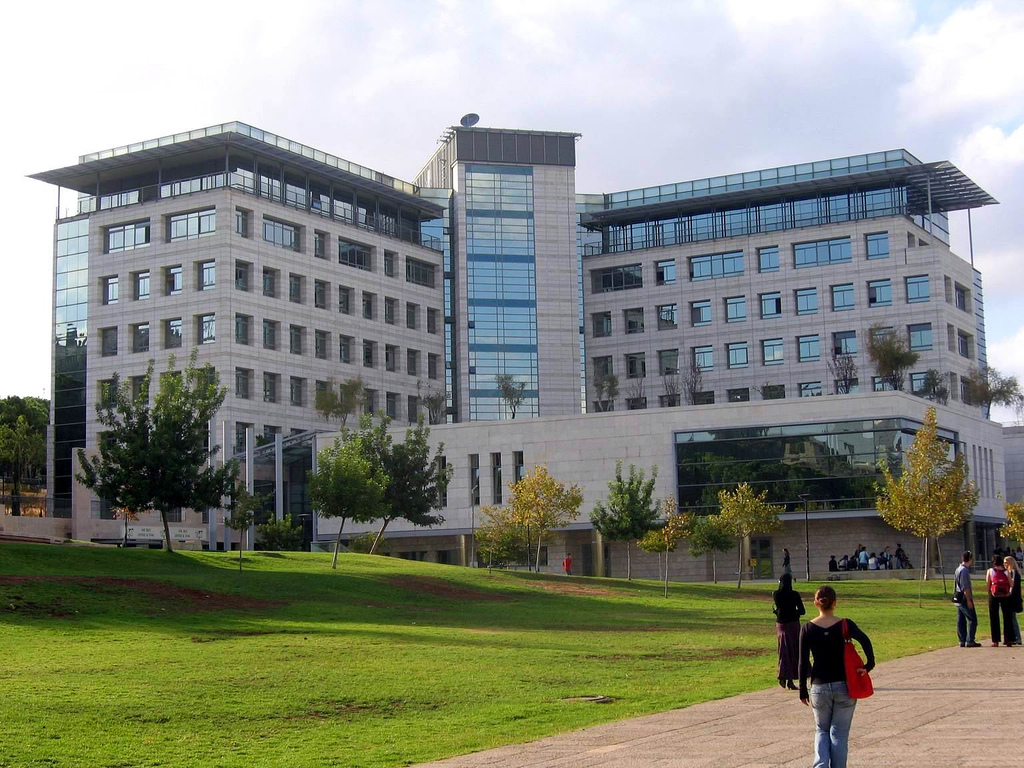
Технион. Факультет вычислительной техники

Образование в Израиле обязательно для детей от 3 до 18 лет. Школьное образование разделено на три ступени: начальная школа (1—6 классы), промежуточная школа (7—9 классы), средняя школа (10—12 классы). Последний класс заканчивается получением аттестата зрелости (багрут), который даёт возможность поступления в высшие учебные заведения. Для получения аттестата обязательно знание основных предметов — математики, ТАНАХа, иврита, израильской и общей литературы, английского языка, истории и обществоведения. В мусульманских, христианских и друзских школах экзамен по знанию Торы заменяется экзаменом по исламу, христианству или друзскому наследию. В 2015 году экзамены на израильский аттестат зрелости успешно сдали 52,7 % учащихся выпускных классов. В среднем, израильские дети получают больше лет образования, чем дети в других странах Юго-Западной Азии, и делят с японскими второе место в Азии, уступая только детям Южной Кореи (однако, как показывает исследование 2017 года, длительность обучения в Израиле не сказывается положительно на производительности труда, которая на этот момент была одной из самых низких среди развитых стран). По оценке на 2011 год, среди израильтян в возрасте 15 лет и старше уровень грамотности составлял 97,8 %.
Израильские университеты и большинство действующих в стране колледжей субсидируются государством. Высшее образование в Израиле представлено десятью высшими учебными заведениями: Еврейский Университет в Иерусалиме, Технион в Хайфе, Тель-Авивский университет, университет имени Бар-Илана в Рамат-Гане, Хайфский университет, университет имени Бен-Гуриона в Беэр-Шеве, институт Вейцмана, Ариэльский университет, Открытый университет Израиля и университет имени Райхмана. Еврейский университет в Иерусалиме — старейший университет Израиля, место расположения Еврейской Национальной и Университетской библиотеки, крупнейшего в мире хранилища книг по еврейской тематике. Хайфский Технион является ведущим техническим вузом страны. Большинство учебных заведений занимают места в международных рейтингах университетов:
| Университеты                       | ARWU    | QS      | THE       |
| ---------------------------------- | ------- | ------- | --------- |
| Еврейский университет в Иерусалиме | 77      | 222     | 251—300   |
| Технион                            | 83      | 408     | 501—600   |
| Институт Вейцмана                  | 83      | —       | —         |
| Тель-Авивский университет          | 151—200 | 260     | 201—250   |
| Университет имени Бар-Илана        | 301—400 | 501—510 | 601—800   |
| Университет имени Бен-Гуриона      | 401—500 | 490     | 601—800   |
| Хайфский университет               | 501—600 | 701—750 | 601—800   |
| Университет имени Райхмана         | —       | —       | 1001—1200 |
| Ариэльский университет             | —       | —       | 1201—1500 |

В 2012 году, согласно отчёту ОЭСР, Израиль был четвёртым в списке «самых образованных стран мира», уступая только России, Канаде и Японии — более 46 % его жителей в возрасте 25—64 лет имели высшее или среднее специальное образование. К 2017 году доля жителей Израиля с высшим или средним специальным образованием в этой возрастной группе достигла 49,9 %.
Израиль занимает одно из первых мест в мире по развитию высоких технологий и в начале 2010-х годов располагал самым высоким количеством высокотехнологичных компаний и стартапов на душу населения. Обладая скудными водными ресурсами, Израиль располагает развитыми водосберегающими технологиями. Он также является одним из лидеров в использовании солнечной энергии на душу населения.
За период с 2002 по 2013 год восемь граждан Израиля стали лауреатами Нобелевской премии в научных дисциплинах и ещё одной в 2021 году. Израиль входит в число мировых лидеров по количеству учёных и инженеров, научных публикаций и зарегистрированных патентов на душу населения. Израиль занимает первое место в мире по доле расходов на научные исследования и НИОКР. По данным Всемирного банка за 2022 год, Израиль тратит на эти цели 6,02 % от ВВП.

### Космическая программа

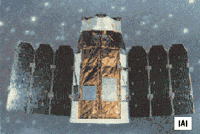
Спутник «Офек-3»

В 1981 году израильская военная разведка АМАН выделила 5 млн долларов на исследования в области создания космических аппаратов и ракет-носителей. В том же году премьер-министр Бегин санкционировал создание космической программы Израиля, и в 1983 году было создано Израильское космическое агентство, которое возглавил учёный-физик Юваль Неэман. 19 сентября 1988 года Израиль запустил свой первый спутник «Офек-1» с космодрома Пальмахим (ивр. פלמחים‎), использовав трёхступенчатую ракету-носитель «Шавит» собственной разработки. Запущенный в 1995 году «Офек-3» стал первым разведывательным ИСЗ Израиля, позже были запущены разведывательные спутники «Офек-5», «Офек-7» и «Офек-9». Разработанные на базе программы «Офек» аппараты дистанционного зондирования Земли «Эрос» одновременно используются военным ведомством Израиля и поставляют качественные данные на международный рынок геопространственных данных.
Серия израильских спутников связи «Амос» (от англ. Afro-Mediterranean Orbital System) была разработана местной компанией Israel Aerospace Industries (за исключением шестого спутника серии, разработанного в России). Спутники, создание которых частично финансировалось государством (доля государственных вложений не оглашается), эксплуатируются компанией Spacecom, дислоцирующейся в Рамат-Гане. Первый спутник серии, созданный при участии французских и немецких специалистов, эксплуатируется с 1996 года.
В то время как «Офеки» продолжают выводиться на орбиту израильскими ракетами с израильского полигона «Пальмахим», спутники других серий были выведены на орбиту с помощью иностранных ракет-носителей и с иностранных космодромов; к примеру, первые два спутника серии «Эрос» были запущены (в 2000 и 2006 годах) с космодрома «Свободный» с помощью ракеты-носителя «Старт-1».
Единственным израильтянином, побывавшим в космосе, остаётся Илан Рамон, в 2003 году бывший членом экипажа погибшего шаттла «Колумбия». Возможность включения израильтян в состав международных космических экипажей рассматривается НАСА.

### Ядерная программа

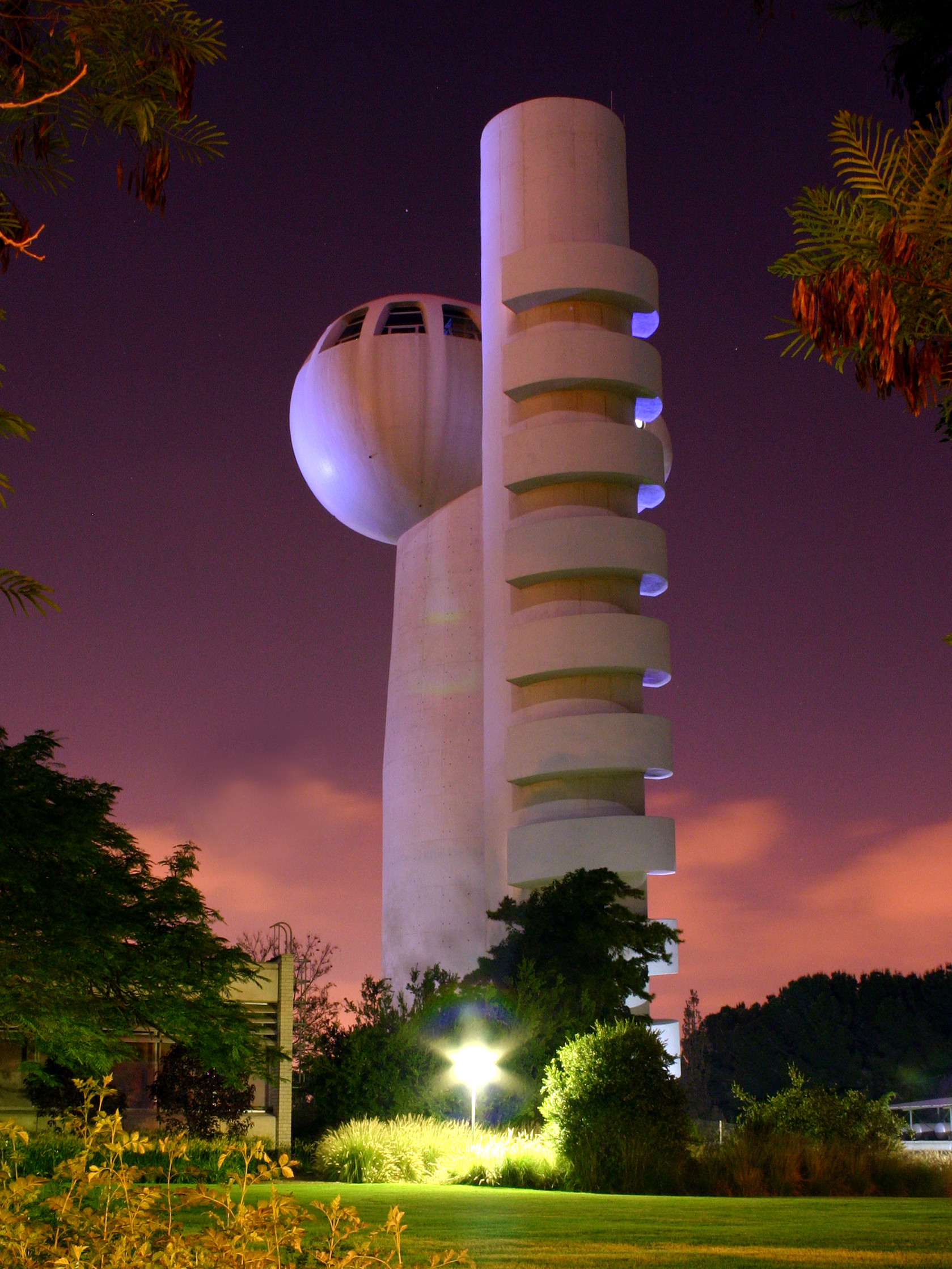
Ускоритель частиц, Институт Вейцмана

Вопросами ядерной программы Израиля занимается созданная в 1952 году Израильская атомная энергетическая комиссия (ИАЭК). Учёные-атомщики из Израиля участвовали в работах по созданию французского ядерного оружия, и в 1960-х годах в рамках этого сотрудничества французская сторона построила в Негеве близ Димоны ядерный исследовательский центр, в основе работы которого тяжеловодный ядерный реактор. Ещё один ядерный исследовательский центр, базирующийся вокруг легководного реактора, был построен в 1950-е годы американскими специалистами в рамках программы «Атом для мира». Часть атомных объектов Израиля не находится под контролем МАГАТЭ, поскольку Израиль не присоединился к Договору о нераспространении ядерного оружия.
Мощность легководного реактора «Нахаль Сорек» — 5 МВт, тяжеловодного реактора в Димоне — ориентировочно от 75 до 150 МВт. В 2011 году было сообщено о планах строительства на юге Израиля полноценной АЭС мощностью 1200 МВт, обеспечивающей до 10 % потребности страны в электроэнергии.

## Культура и общество
Израильское культурное разнообразие базируется на многообразии израильского общества: евреи со всего мира привезли с собой культурные и религиозные традиции, создав, тем самым, «плавильный котёл» еврейских традиций и верований. Наиболее значительное израильское меньшинство — арабы — также оставило свой отпечаток в культуре страны, в частности, в таких сферах, как архитектура, музыка и кухня.
На территории Израиля (включая контролируемые территории) находятся 16 объектов, занесённых в список всемирного наследия ЮНЕСКО:

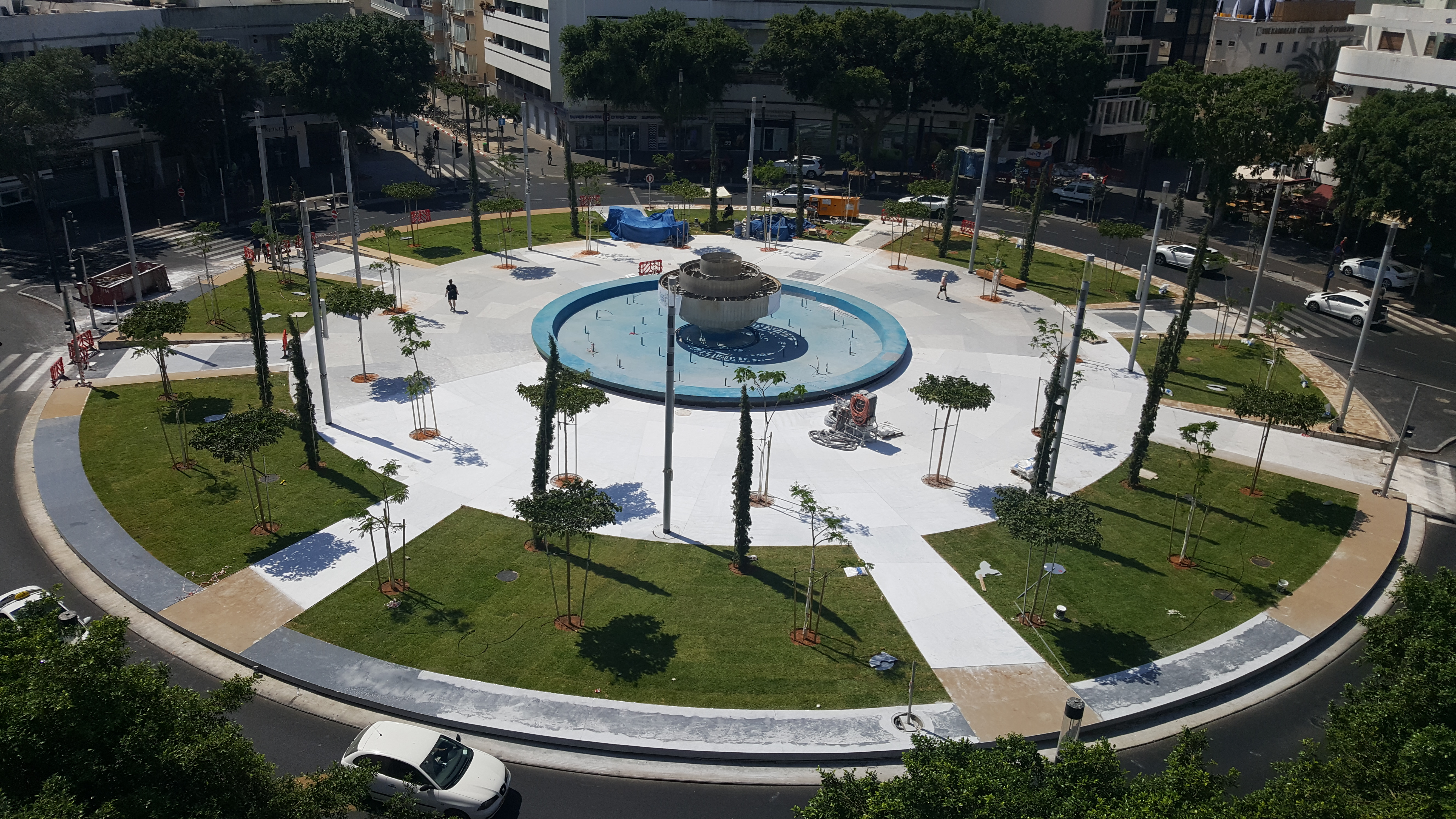
Площадь Цины Дизенгоф — часть комплекса Белого города Тель-Авива

- Старый город Иерусалима и его крепостные стены (1981)[g];
- Древняя крепость Масада (2001);
- Старый город в Акре (Акко) (2001);
- Белый город в Тель-Авиве — архитектура «Современного движения» (2003);
- Библейские телли — Мегиддо, Хацор, Беэр-Шева (2005);
- «Дорога ладана» — города в пустыне Негев (2005);
- Библейские холмы — Мегиддо, Хацор, Беэр-Шева (2005);
- Святые места Бахаи в Хайфе и на западе Галилеи (2008);
- Находки на горе Кармель, отражающие эволюционное развитие человека: пещеры Нахаль Меарот и Вади эль-Мугара (2012);
- Базилика Рождества Христова и тропы паломников (2012)[h];
- Пещеры Мареши и Бейт Гуврина в Иудейской долине как микрокосм Земли пещер (2014);
- Палестина: земля олив и виноградников. Культурный ландшафт южной части Иерусалима, Батир (Палестина) (2014)[h];
- Некрополь Бейт Шеарим — символ еврейского возрождения (2015);
- Hebron/Al-Khalil Old Town (2017)[h];
- Древний Иерихон/Телль-эс-Султан (2023)[h];
- Монастырь Святого Иллариона/Телл Умм Амер (2024)[h].

### Календарь
Основной закон: Израиль — национальное государство еврейского народа закрепляет в Израиле официальный статус за еврейским календарём, не совпадающим по продолжительности календарного года с григорианским. Согласно этому календарю, шаббат имеет статус праздничного дня, этот же календарь служит для определения дат религиозных и значительной части нерелигиозных государственных праздников и памятных дней (включая День независимости, День Катастрофы и День памяти). За религиозными меньшинствами сохраняется право на выходные дни в даты их собственных религиозных праздников.
С 1998 года в Израиле действует закон, обязывающий государственные учреждения указывать в документах дату как еврейского, так и григорианского календаря, оговаривая, что первый случай не распространяется на населённые пункты с большинством нееврейского населения и образовательные учреждения с преподаванием не на иврите. В удостоверениях личности израильтян даты рождения указаны в обеих календарных системах — григорианской и еврейской. В силу большой доли в населении Израиля репатриантов из стран бывшего СССР в качестве государственного праздника в 2017 году утверждён День Победы, отмечаемый не по еврейскому, а по григорианскому календарю 9 мая.

### Праздники
На государственном уровне в Израиле отмечаются преимущественно традиционные иудейские праздники и посты, а также дни, связанные с историей Государства Израиль (День Катастрофы и героизма, День памяти павших в войнах Израиля, День независимости и День Иерусалима). В общей сложности в Израиле отмечается 12 религиозных (включая шаббат) и 4 светских праздника; все они продолжаются от захода до захода солнца, а даты их проведения определяются по еврейскому лунно-солнечному календарю. В связи с этим каждый год государственные праздники в Израиле приходятся на разные даты гражданского (григорианского) календаря.
Одновременно для последователей других религий статус праздничных дней имеют также и их религиозные и национальные праздники.

#### Литература Израиля

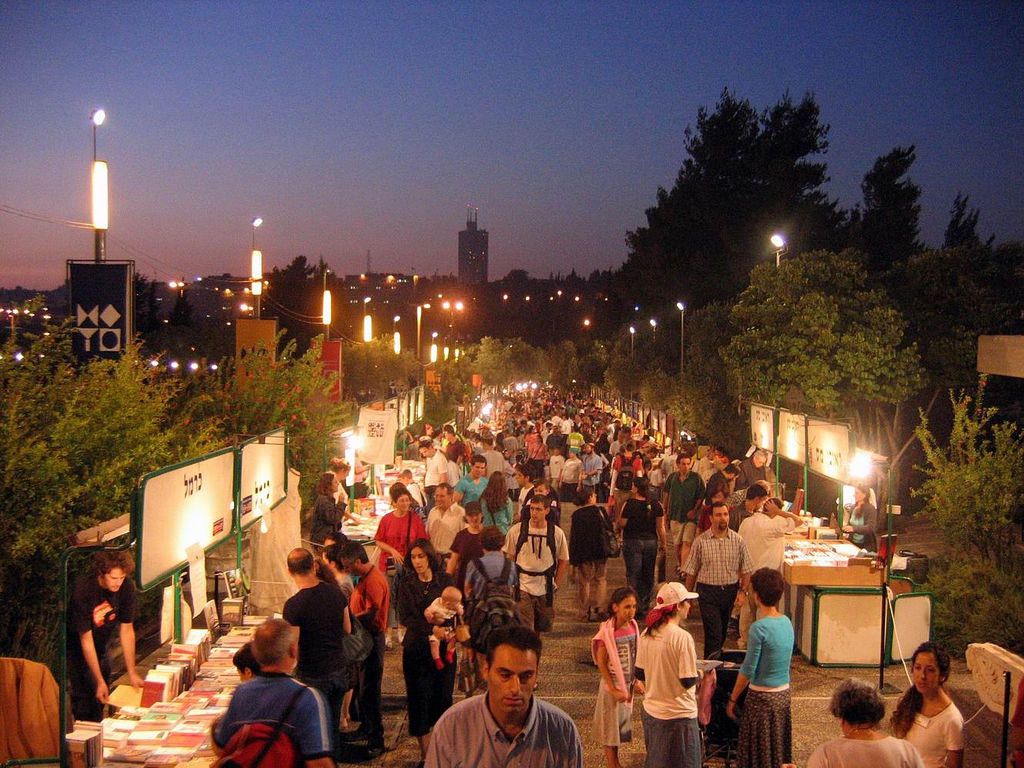
Неделя ивритской книги в Иерусалиме

#### Театр и кино

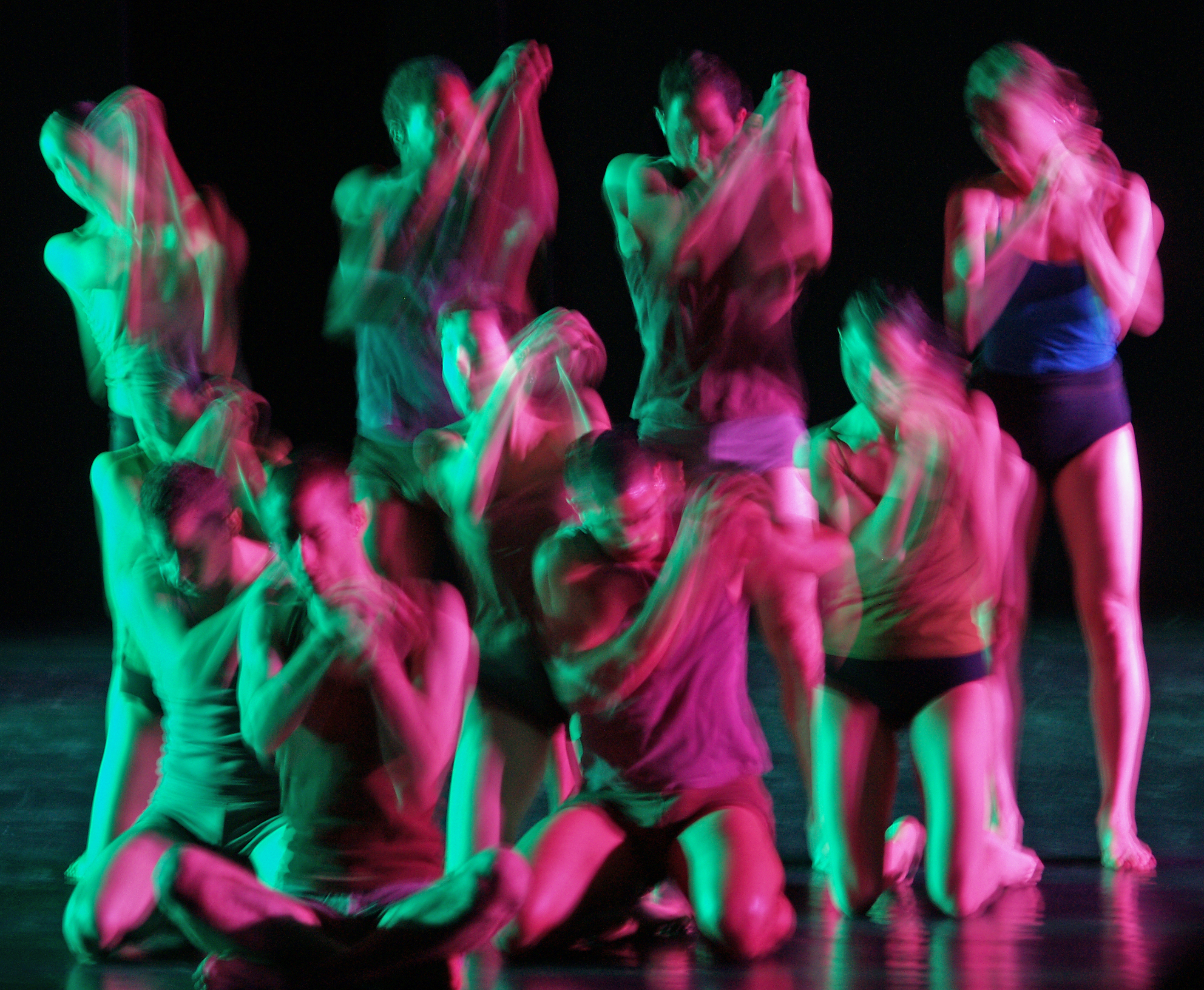
Танцевальная труппа «Бат-Шева»

#### Изобразительное искусство

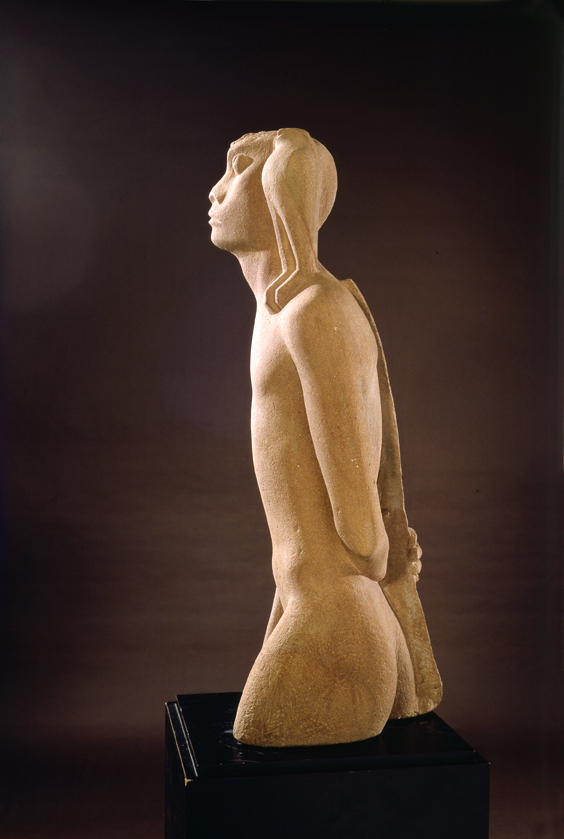
Нимрод (1939 год, Ицхак Данцигер, Музей Израиля, Иерусалимская коллекция)

#### Архитектура

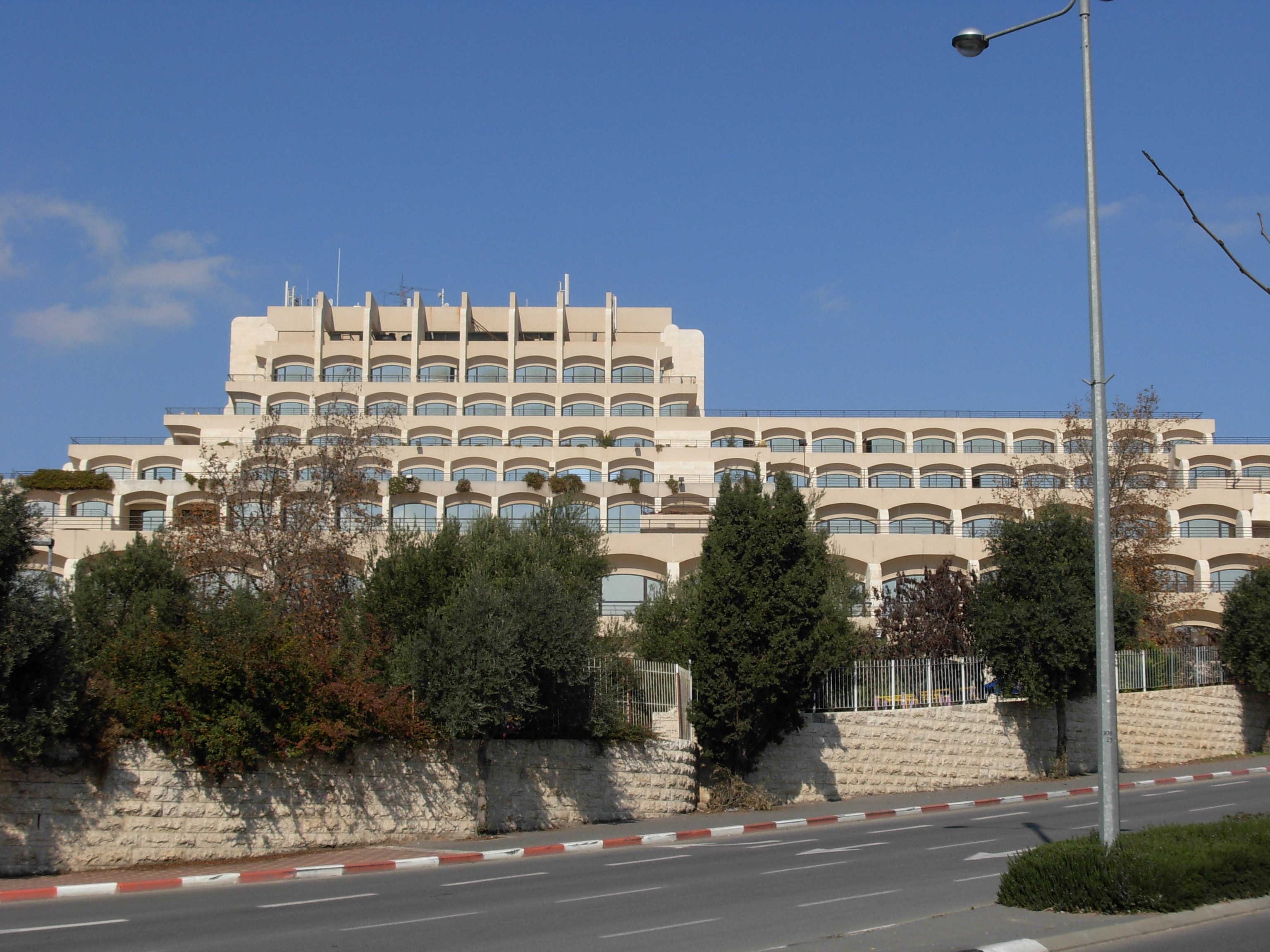
Отель Hyatt Regency (Иерусалим), архитектор Давид Резник

### Музеи

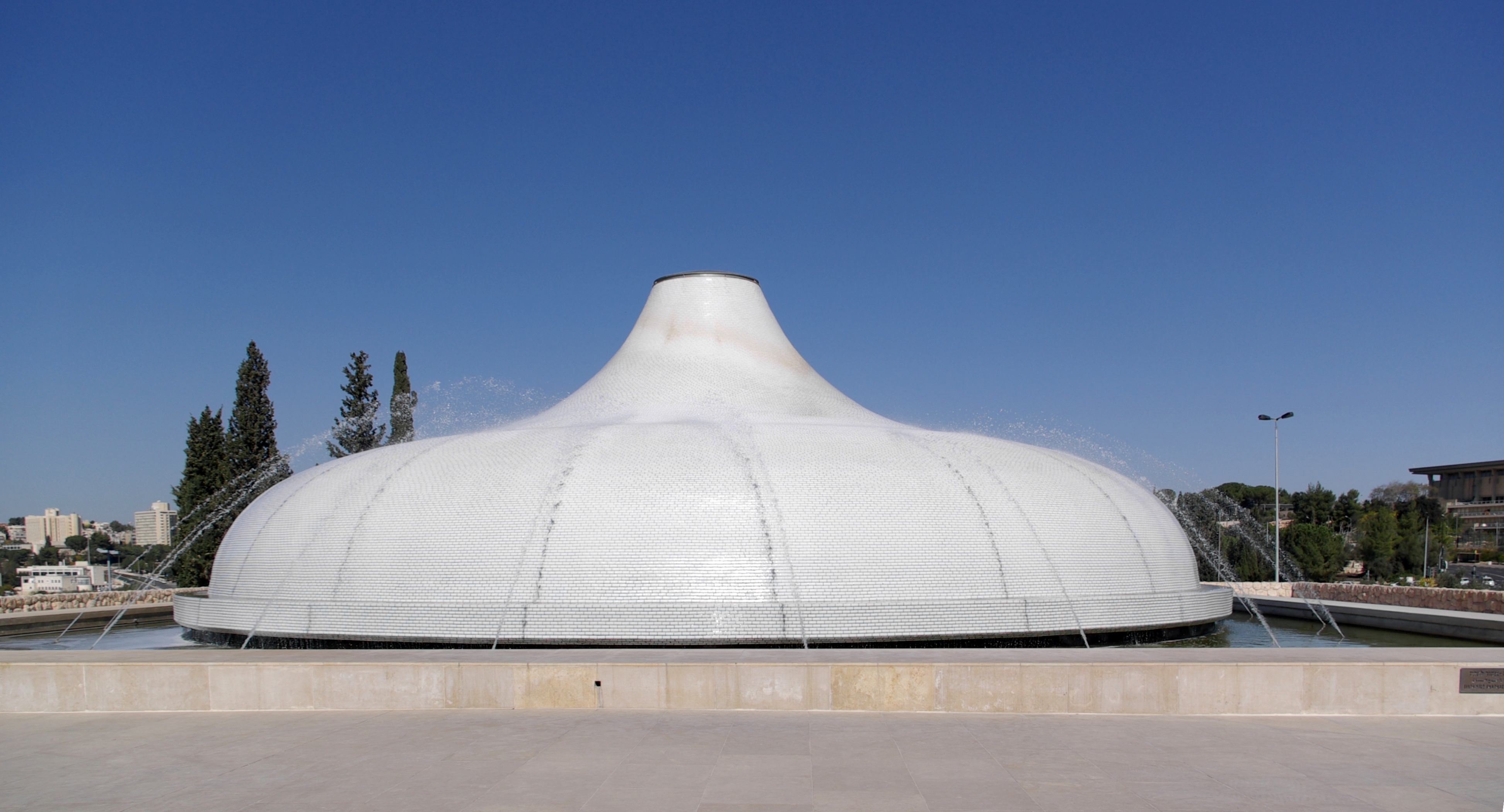
Храм Книги, Музей Израиля

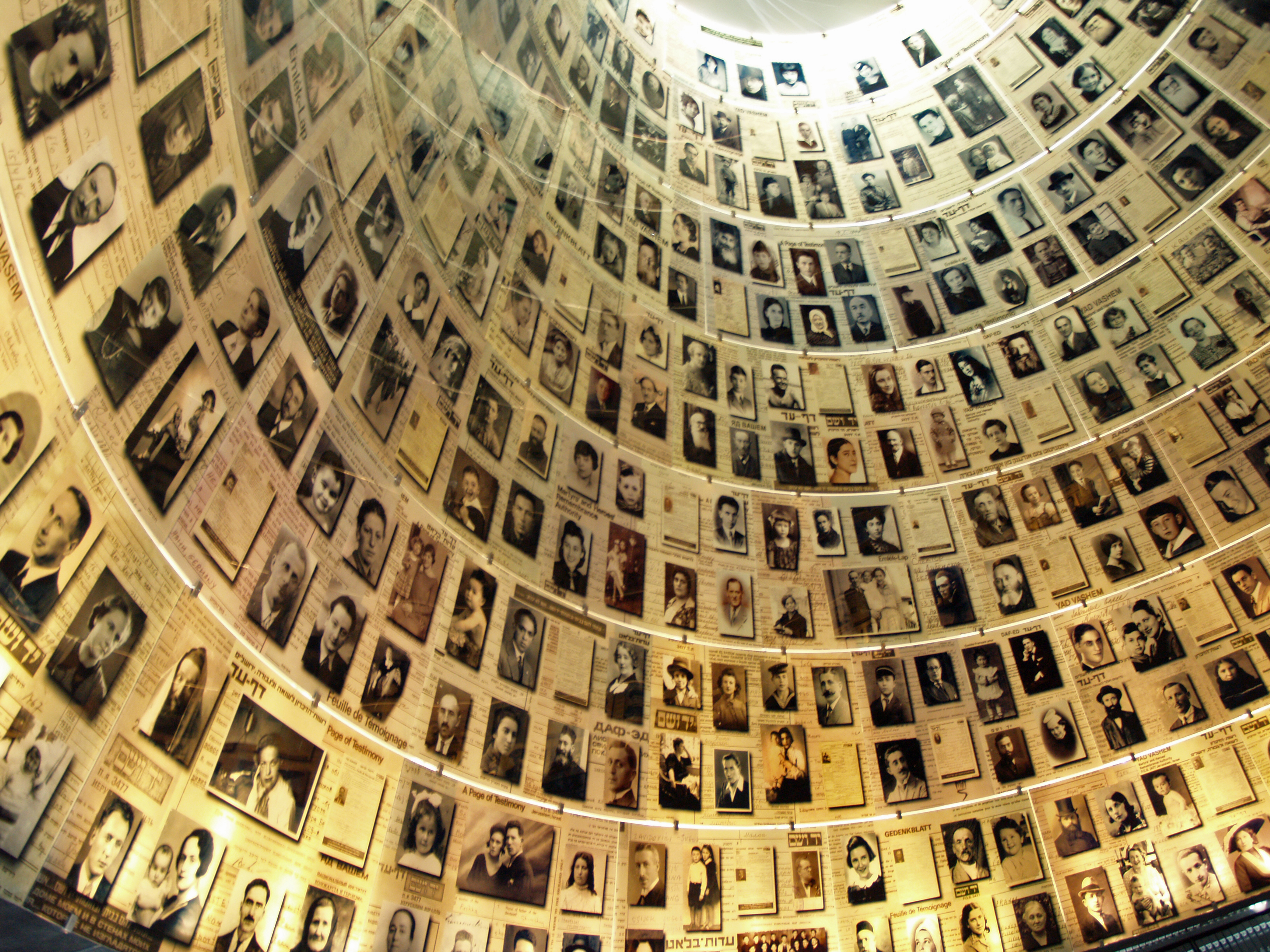
«Яд ва-Шем» — музей Холокоста

### Спорт

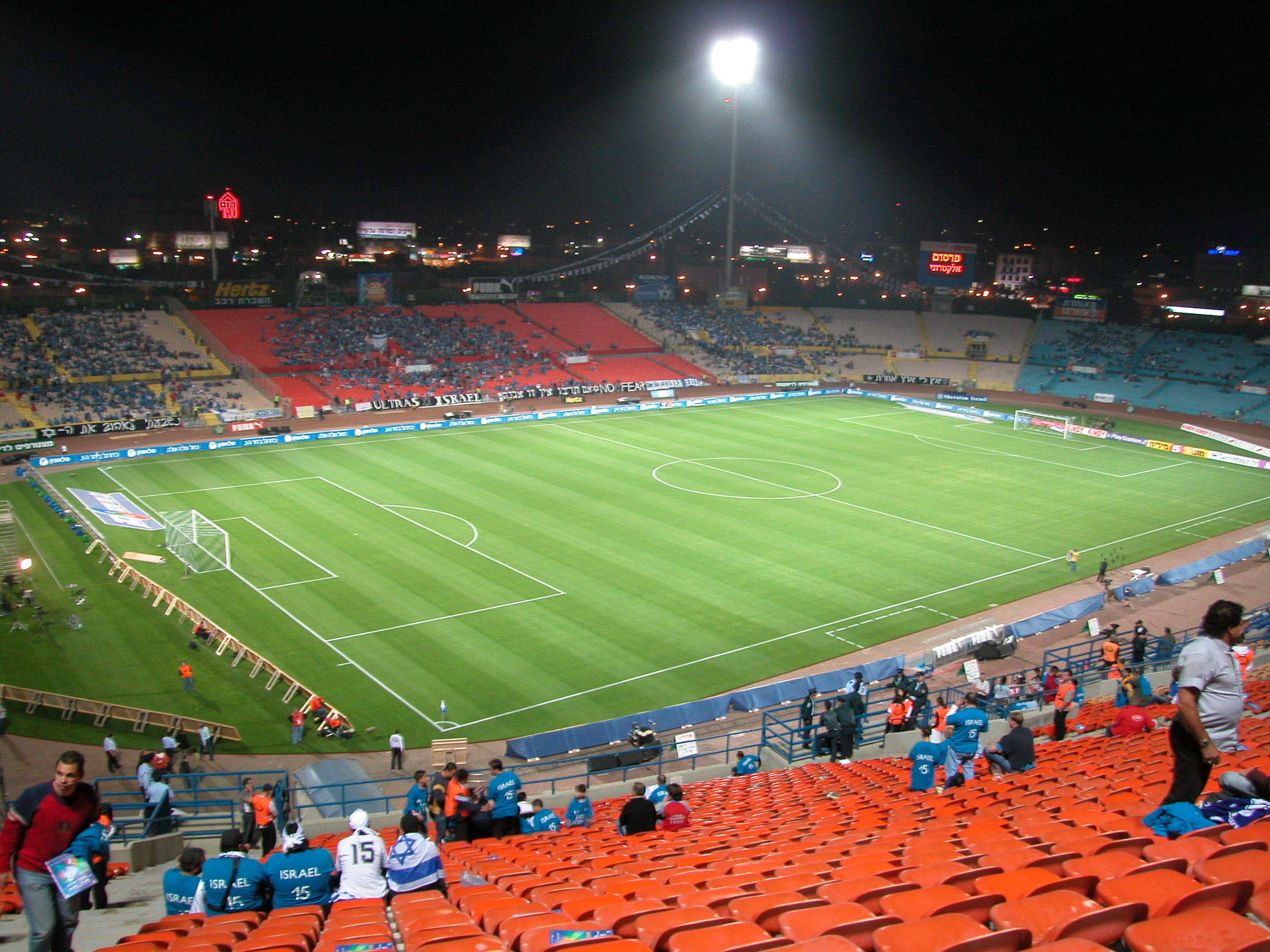
Стадион Рамат-Гана, самый большой стадион Израиля

### Искусство